# Personaggi di Arrow
Lista dei personaggi che compaiono nella serie televisiva Arrow.

## Personaggi principali

### Oliver Queen
Oliver Queen/Green Arrow/Spettro/Arrow/The Hood (st.1-8), interpretato da Stephen Amell, doppiato da Riccardo Rossi.
Giovane miliardario playboy dato per disperso dopo un naufragio insieme al padre Robert, dovuto a un sabotaggio mosso al fine di uccidere Robert per mano della sorellastra Emiko Queen. Ritorna a casa sua dopo cinque anni di assenza. Dietro la facciata del "risorto" Oliver Queen ora c'è però il nuovo "giustiziere" di Starling City, il quale perseguita i criminali seguendo la "lista di nomi" che Oliver ha avuto dal padre prima di morire, sembra infatti che le persone i cui nomi sono riportati lì stanno rovinando la città. Oliver combatte i suoi nemici adoperando le tecniche di lotta e l'incredibile abilità con l'arco che ha acquisito sull'isola, inoltre si scopre che durante il suo terzo anno dopo il naufragio, ha lavorato per l'agenzia governativa A.R.G.U.S. a Hong Kong. È stato fidanzato con McKenna, Sara Lance, Samantha, Laurel Lance, Susan e Felicity (con la quale sta ancora insieme). Da Samantha, ha un figlio di nome William, che scopre solo nella quarta stagione e di cui se ne prenderà cura dalla sesta stagione in seguito alla morte della madre. Da Felicity ha invece avuto Mia (che conoscerà nel corso dell'ultima stagione). Nel crossover della sesta stagione "Crisis on Earth-X" fa la sua comparsa il doppelganger di Oliver di Terra-X sempre interpretato da Stephen Amell. Nel crossover dell'ottava stagione "Crisis on Infinite Earths" diventerà lo Spettro per mano di Monitor e successivamente morirà. Alla fine della serie si ricongiunge con Felicity nell'aldilà, se così si può chiamare, ossia l'ufficio di sua madre (primo posto in cui Oliver ha visto Felicity).

### Laurel Lance
Dinah Laurel Lance/Black Canary; Laurel Lance/Black Siren/Black Canary (st.1-4, 6-8; ricorrente stagione 5) , interpretata da Katie Cassidy, doppiata da Domitilla D'Amico.
Ex-ragazza e primo vero amore di Oliver, nonché un avvocato che difende i poveri. Non riesce a perdonare Oliver per la morte della sorella, che aveva iniziato una relazione con Oliver andando sulla barca che poi è naufragata. È in costante contatto con Arrow e lo aiuta in alcuni casi. Più in là nella storia si fidanzerà con Tommy, ma si renderà conto di provare ancora sentimenti profondi d'amore per Oliver. Laurel prende addestramento da Oliver e diventa così Black Canary, la quale, con il suo urlo bionico può rompere qualsiasi cosa. Laurel muore nella quarta stagione uccisa da Damien Darhk. Nella quinta stagione il sosia di Laurel da Terra-2, Black Siren, entra nel cast come guest star per poi diventare regular nella sesta stagione. Durante la sesta stagione Black Siren inizierà un percorso di redenzione che la porterà a schierarsi contro Ricardo Diaz e ad affezionarsi a Quentin. Nella settima stagione Laurel è la nuova DA di Star City e sta studiando legge. Mantiene delle relazioni distaccate con i membri del Team Arrow, che non si fidano di lei, fino a quando, nell'ottava stagione, ritornerà su Terra-2 e assumerà l'identità di Black Canary, cambiando totalmente look. Dopo che la sua terra sparisce, si unirà al Team Arrow per combattere l'Anti-Monitor.

### John Diggle
John Diggle/Spartan/Freelancer (st.1-8), interpretato da David Ramsey, doppiato da Simone Mori.
Inizialmente era la guardia del corpo di Oliver, più avanti suo alleato e amico, lo stesso Diggle ha affermato di considerare l'arciere come un fratello. È un ex-soldato dotato di molteplici abilità. Capisce più di tutti Oliver, perché lui stesso ha conosciuto le cicatrici che la guerra lascia nell'animo. Entra a far parte del team con il nome di Spartan. È sposato con Lyla Michaels, la direttrice dell'Argus. Prima di Flashpoint era padre di Sarah Diggle, ma a seguito del cambiamento temporale è padre di John Jr, che dopo la Crisi tornerà ad essere Sarah (se guardate bene alla fine della serie quando lui e Lyla si trasferiscono in macchina si vede sia un bimbo che una bimba e non si capisce se hanno già adottato Connor o è John Jr). Insieme a Lyla adotta anche Connor Hawke, il figlio di Bronze Tiger.

### Felicity Smoak
Felicity Smoak/Overwatch/Calculator (st.2-7, ricorrente st.1, guest st.8), interpretata da Emily Bett Rickards, doppiata da Paola Majano.
Inizialmente lavora nel reparto di scienze applicate della Queen Consolidated e Oliver si rivolge a lei diverse volte per risolvere problemi con i computer, fino a quando una sera, zoppo e sanguinante dopo essere stato colpito, s'introduce nell'auto della ragazza e le rivela la sua identità. Felicity inizia così ad essere parte della missione di Oliver. È lei a coniare il termine Team Arrow, per indicare se stessa, Oliver e Diggle. Lei non diventerà mai una vigilante ma guiderà il team nelle sue missione dal bunker segreto, prendendo il nome in codice di Overwatch.
Con Oliver instaurerà un rapporto particolare, che li porterà a fidanzarsi prima, a sposarsi poi e a mettere al mondo Mia. Alla fine della serie si ricongiunge con Oliver nell'aldilà, se così si può chiamare, ossia l'ufficio di Moira  (primo posto in cui Oliver ha visto Felicity).

### Thea Queen
Thea Queen/Speedy/Red Arrow (st.1-6, guest star st. 7-8), interpretata da Willa Holland, doppiata da Ilaria Latini.
La sorellastra di Oliver e Tommy Merlyn, soprannominata Speedy, inizialmente tenta di soffocare la mancanza del padre con alcool e droghe. Successivamente metterà la testa a posto, iniziando ad assumersi le sue responsabilità. Nella seconda stagione scopre che il suo vero padre è Malcolm Merlyn. Decide di unirsi a Oliver nella sua battaglia e di vestire i panni da arciere, diventando ufficialmente Speedy. Intraprende una relazione con Roy Harper che poi alla fine della serie decide di accettare la sua proposta di matrimonio. Nella sesta stagione lascerà Star City con Roy e Nyssa Al Ghul, per cercare i Pozzi di Lazzaro.

### Roy Harper
Roy Harper/Arsenal (st.2-3, 7; ricorrente 1 e 8; guest 4-6), interpretato da Colton Haynes, doppiato da Gabriele Patriarca (st. 1) e Andrea Mete (ridoppiaggio st. 1, st. 2-4).
È un ragazzo che vive a The Glades, la zona malfamata di Starling City, e si procura da vivere facendo il criminale. Ha una storia d'amore con Thea (alla fine della serie lei accetta di sposarlo). Dopo essere stato salvato da Oliver decide di unirsi al Team, diventando un vigilante di nome Arsenal, abile nel tiro con l'arco. Nella terza stagione si sacrifica per far credere che Arrow è morto e dovrà cambiare nome e lasciare la città. Nella sesta stagione la polizia di Star City cercherà di estorcergli una confessione ma verrà salvato e poi lascerà la città con Thea e Nyssa. Nella settima stagione farà la sua comparsa verso la fine per aiutare il Team Arrow a sconfiggere Emiko Queen ed il Nono Circolo. Durante il periodo in cui ha lasciato la città con Thea e Nyssa, è morto e poi resuscitato grazie al Pozzo di Lazzaro. Tornerà anche nell'ottava stagione per unirsi nuovamente al Team Arrow, ma questa volta perderà un braccio, che rimpiazzerà con una protesi. 

### Malcolm Merlyn
Malcolm Merlyn/Arciere Nero (st.3-4, ricorrente st.1-2,5), interpretato da John Barrowman, doppiato da Francesco Bulckaen.
Il padre di Tommy e Thea, miliardario dai modi bruschi e dai molteplici misteri. Amava molto sua moglie, Rebecca Merlyn, prima che venisse uccisa da un criminale con un colpo di pistola, la cosa lo cambiò molto e lo spinse ad abbandonare il figlio per ben due anni. Nella seconda stagione scopre di essere il padre di Thea. Nella terza stagione diventa il nuovo Ra’s al Ghul, fino a che la Lega degli Assissini non viene smantellata da Nyssa. Muore nel finale della quinta stagione, sacrificandosi per salvare sua figlia.

### Moira Queen
Moira Dearden~Queen (st.1-2, guest st.3, 5-8), interpretata da Susanna Thompson, doppiata da Anna Cesareni.
La madre di Oliver. Sarà complice di Malcolm Merlyn nei suoi affari loschi, pur di proteggere la sua famiglia, ma Malcolm per precauzione rapirà suo marito Walter. Soffrirà molto per la scomparsa di Walter, ma quando quest'ultimo tornerà, scoprirà che è stata coinvolta nel suo rapimento e la lascerà. Nel finale della prima stagione racconterà il piano di Malcolm alla stampa per avvertire tutti dell'imminente disastro. Lei e Malcolm ebbero una relazione alle spalle del marito, dalla quale nacque Thea. Verrà arrestata ma nella seconda stagione verrà scarcerata e deciderà di candidarsi come sindaco di Starling City. Viene uccisa da Slade Wilson. Alla fine della serie, grazie al sacrificio che Oliver ha compiuto durante la Crisi, Moira è stato riportata in vita.

### Detective Quentin Lance
Detective Quentin Lance (st.1-6, guest star st.7-8), interpretato da Paul Blackthorne, doppiato da Vittorio De Angelis (st. 1-3) e Massimo Rossi (st 4-6).
Padre di Laurel, odia profondamente Oliver che considera responsabile della morte dell'altra figlia, Sara. Non si fa scrupolo ad usare chiunque, perfino sua figlia, pur di arrestare Arrow. Fin alla fine della prima serie avrà uno strano rapporto con il Giustiziere, i due infatti si aiutano in molti casi nonostante Lance lo odi. Muore nella sesta stagione per mano di Ricardo Diaz. Alla fine della serie, grazie al sacrificio che Oliver ha compiuto durante la Crisi, Quentin è stato riportato in vita.

### Deathstroke
Slade Wilson/Deathstroke (st.2, ricorrente 1, 6; guest st.3, 5), interpretato da Manu Bennett, doppiato da Pasquale Anselmo.
Proprio come Yao Fei pure Slade ha contribuito all'addestramento di Oliver sull'isola. Dopo un'iniezione del siero mirakuru e la morte di Shado, di cui si era innamorato, Slade perde il senno e ritiene Oliver responsabile. Apparentemente morto nell'esplosione della nave Amazo, ritornerà 5 anni dopo a Starling per vendicarsi. Con la complicità di Isabel Rochev e Sebastian Blood, crea un esercito di criminali potenziati grazie alla formula nel suo sangue. Oliver lo sconfigge e lo rinchiude a Lian Yu, in una prigione gestita dall'A.R.G.U.S. Slade giura di scappare e ucciderlo anche senza il mirakuru, e infatti attacca Oliver durante la terza stagione, quando viene liberato da Malcolm Merlyn. Rinchiuso nuovamente, viene liberato da Oliver stesso al termine della quinta stagione, quando ormai gli effetti sulla sua mente sono terminati, per aiutarlo contro Prometheus. Dopo questi eventi parte alla ricerca di suo figlio Joe che ha intrapreso la sua stessa strada di killer. Ricompare saltuariamente durante la sesta stagione.

### Mister Terrific
Curtis Holt/Mister Terrific (st.5-7; ricorrente st.4; guest st.8) interpretato da Echo Kellum, doppiato da Gianluca Crisafi.
È un dipendente della Palmer Technologies, esperto in scienze avanzate, con il quale Felicity fa subito amicizia. Curtis aiuta la ragazza, divenuta CEO della società, a rimetterla in piedi dopo la crisi economica. È sposato con un uomo di nome Paul. Scoprirà in seguito che Felicity lavora insieme a Green Arrow, ovvero Oliver Queen, e Curtis si unirà alla squadra mettendo a sua disposizione le sue competenze, ma sentendo che questo non gli basta chiederà a Oliver di addestrarlo insieme a Rory, Rene e Evelyn, facendo di loro dei vigilanti. Nella settima stagione lavora, insieme a Diggle, nell'A.R.G.U.S. A seguito della riattivazione della Ghost Initiative deciderà di lasciare l'A.R.G.U.S. e Star City.

### Adrian Chase/Prometheus
Adrian Chase/Prometheus (st.5), interpretato da Josh Segarra, doppiato da Fabrizio Manfredi.
È il nuovo procuratore distrettuale di Star City, in apparenza farà fronte comune con Oliver per sconfiggere la criminalità e la corruzione nei dipartimenti di polizia della città, ma in realtà è un suo nemico, infatti lui veste i panni di Prometheus, soprannominato il "Killer degli Shuriken". Fu addestrato da Talia Al Ghul e il suo scopo è far ammettere a Oliver che uccideva per piacere. Il suo suicidio nel finale della quinta stagione scatena l'esplosione su Lian Yu.

### Wild Dog
Rene Ramirez/Wild Dog (st.6-8; ricorrente st.5), interpretato da Rick Gonzalez, doppiato da Luca Mannocci.
È un vigilante alle prime armi che Oliver in un primo momento non prende molto sul serio, anche se poi deciderà di farlo entrare nel suo team di vigilanti insieme a Rory, Evelyn e Curtis, addestrandoli. È un ex soldato della marina che è stato congedato però con disonore. Ha una figlia Zoe che gli fu tolta a seguito di una sparatoria in casa, tra lui e una spacciatore, in cui morì la moglie Laura. Nella sesta stagione testimonia contro Oliver per riavere la figlia e per questo viene cacciato dal Team Arrow. In seguito con Dinah e Curtis formerà un nuovo team di vigilanti. Nella settima stagione gestisce una palestra ed è fortemente contrario alla legge anti-vigilanti, aiutando il Nuovo Green Arrow quando possibile. Questo lo porta ad essere spesso in contrasto con Dinah, venendo anche arrestato. Sempre nella stessa stagione, nelle vicende che avvengono nel futuro, diverrà sindaco di Star city, ma in combutta con la Galaxy e la setta de "il nono cerchio" per distruggere De glades, ma sul finale degli eventi si redimerà, spinto dalla figlia Zoe e il nuovo team di vigilanti.

### Canary
Dinah Drake/Canary (st.6-8; ricorrente st.5), interpretata da Juliana Harkavy, doppiata da Angela Brusa.
Una metaumana con la stessa abilità di Black Siren. Dinah ha come potere, la capacità di emettere dalla bocca onde sonore potentissime. È un abile combattente nel corpo a corpo e un'esperta detective della polizia. Viene scelta dal Team Arrow come erede dell'originale Black Canary.
Nei fumetti, Dinah Drake è l'originale Black Canary ed è senza poteri, mentre sua figlia Dinah Lance ha il superpotere del grido sonico.

### Tommy Merlyn
Tommy Merlyn; Tommy/Prometheus (st.1; guest st. 2-3, 6-8), interpretato da Colin Donnell, doppiato da David Chevalier.
Il migliore amico di Oliver. Ragazzo dissoluto e dai molteplici vizi, viene privato dei soldi dal padre e diventa una persona responsabile lavorando insieme a Oliver nel suo night club. Da sempre innamorato di Laurel, riesce a mettersi assieme a lei e a diventare il suo ragazzo, ma alla fine la lascerà per paura che lei possa amare Oliver più di lui. Durante un attacco della Triade, Oliver gli confessa il suo segreto per dargli la possibilità di salvare il padre. Dopo quest'evento Tommy lascerà il night club per lavorare insieme al padre. Muore alla fine della prima stagione. Nella sesta stagione compare il suo doppelganger da Terra-X, che è il villain Prometheus di quell'universo, ma si suiciderà. Viene riportato in vita grazie al sacrificio di Oliver.

### Richard Dragon
Ricardo Diaz/Dragon (st. 6 ricorrente, st.7), interpretato da Kirk Acevedo, doppiato da Stefano Thermes. 
Un signore del crimine e trafficante di droga che nella sesta stagione si allea con Cayden James e il suo gruppo. Anche se all'inizio sembra fedele alla causa, in realtà si scopre essere il mandante dell'uccisione del figlio di Cayden e stava aspettando il momento giusto per prendersi Star City. Controlla tutte le maggiori istituzione cittadine, dalla polizia fino ai giudici, grazie ad una vasta rete di corruzione. Viene arrestato nella settima stagione. In seguito verrà preso in custodia dall'A.R.G.U.S. per informazioni su Dante ed entrerà a far parte della Ghost Initiative. Nell'episodio n. 14 morirà per mano di Emiko Queen.

### Emiko Adachi
Emiko Adachi/Green Arrow/Red Arrow (st. 7), interpretata da Sea Shimooka, doppiata da Rossa Caputo. 
Figlia di Robert Queen e sorella di Oliver. Il padre abbandonò lei e la madre in favore di Moira e Oliver, questo la portò a odiare i Queen e ad avere un'infanzia solitaria. Nella settima stagione arriva a Star City per vendicare la madre e prendere il suo posto come Green Arrow. Viene cacciata senza sosta dalla polizia e solo Rene crede che stia facendo la cosa giusta. Fa parte del Nono Circolo, si scopre che ha programmato la morte del padre ed uccide sia Ricardo Diaz che Dante per poi scontrarsi con Oliver cercando di ucciderlo. Alla fine il fratello la convince ed assieme sconfiggono gli ultimi rimasti del gruppo del Nono Circolo ma lei viene colpita da una freccia e muore all'interno di un edificio che esplode. Viene riportata in vita grazie al sacrificio di Oliver.

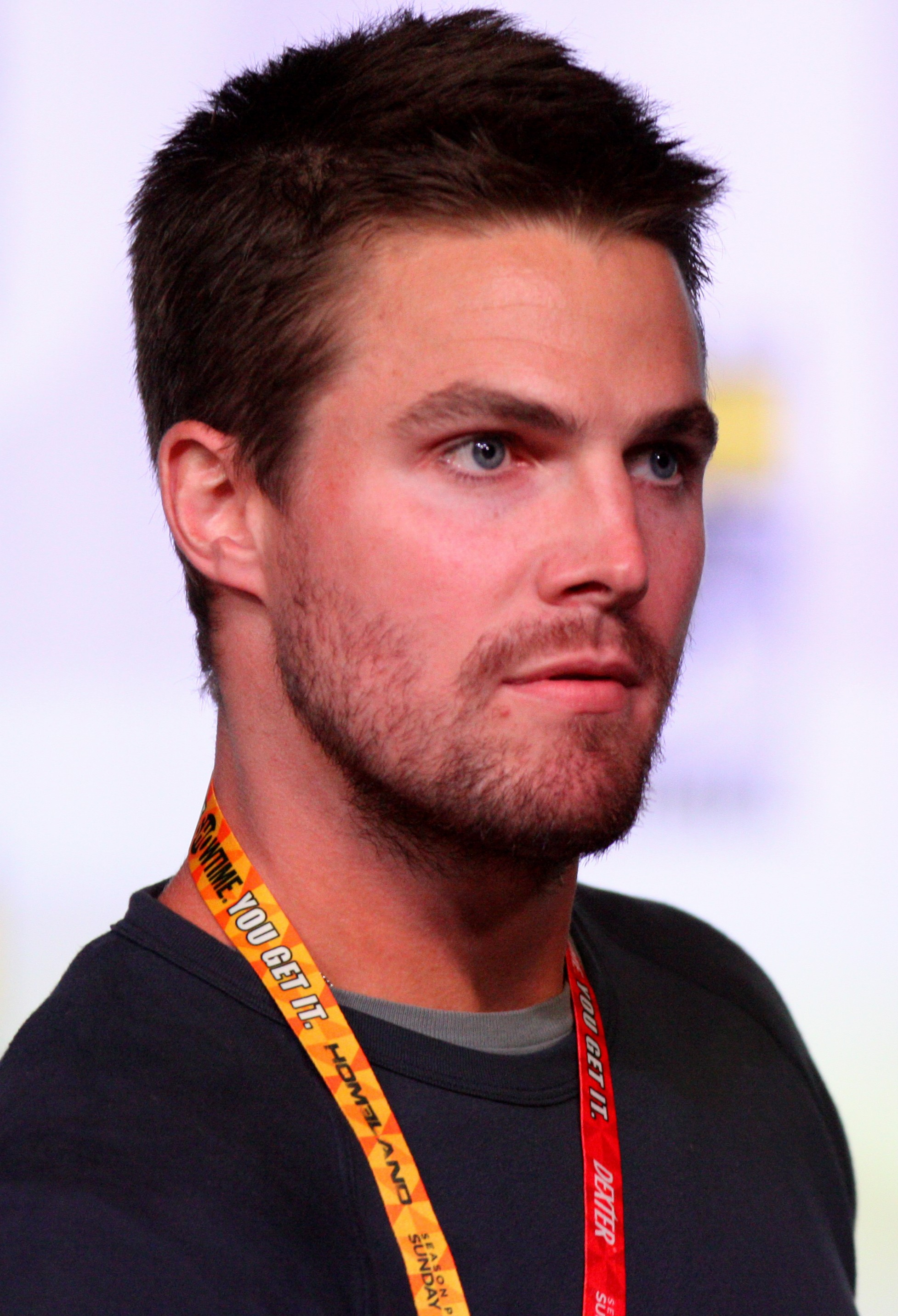
Stephen Amell interpreta Oliver Queen/Arrow
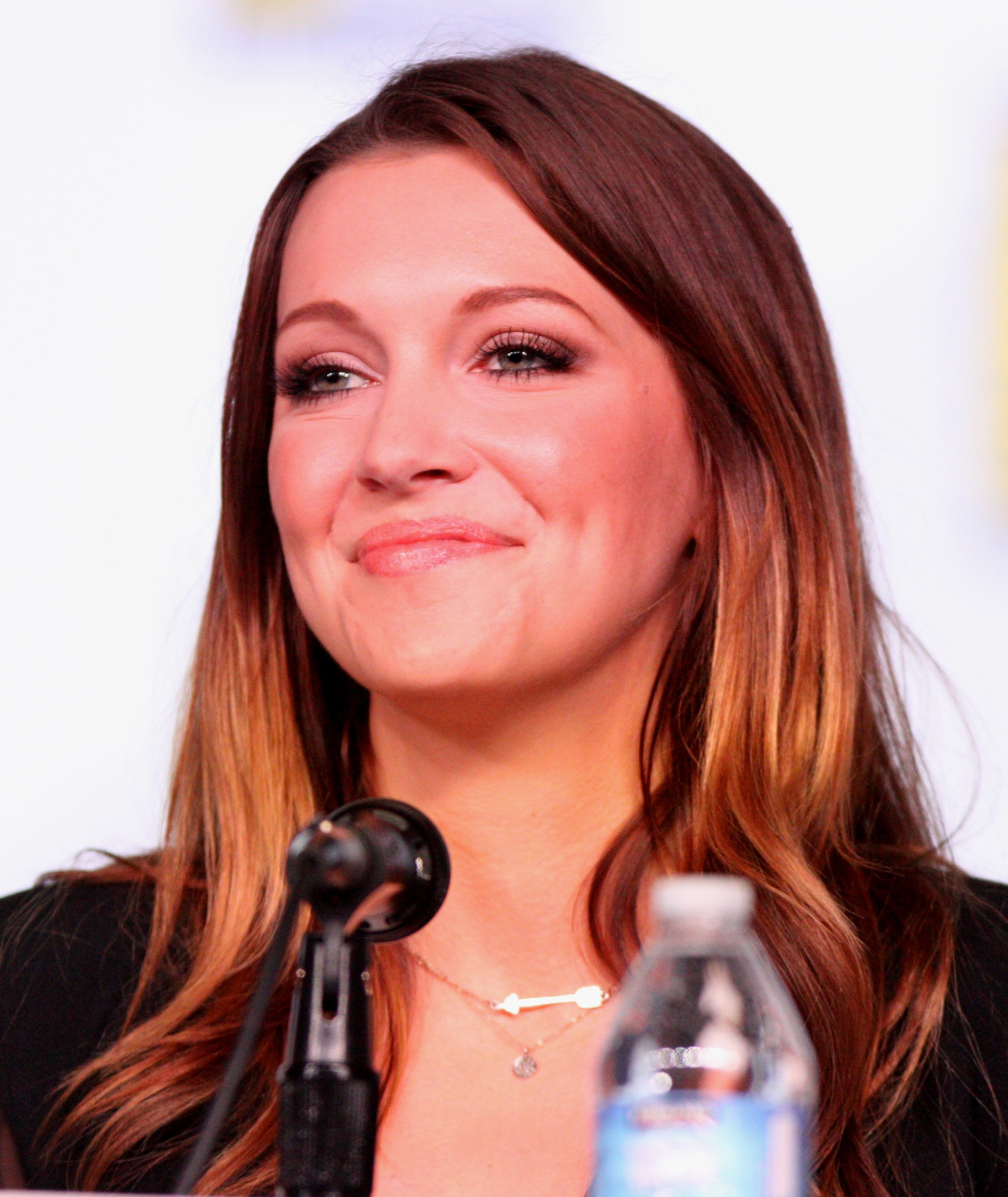
Katie Cassidy interpreta Laurel Lance
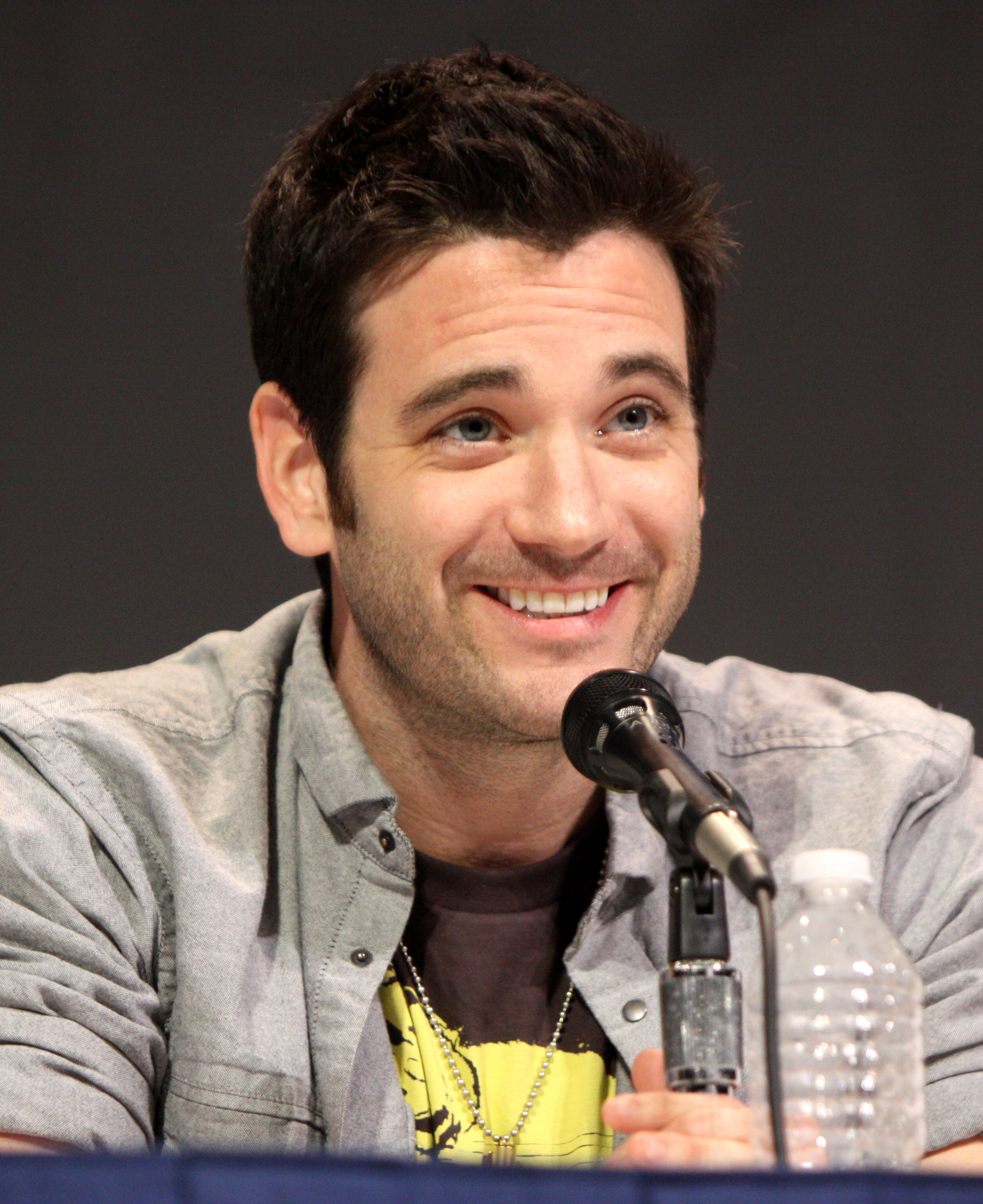
Colin Donnell interpreta Tommy Merlyn
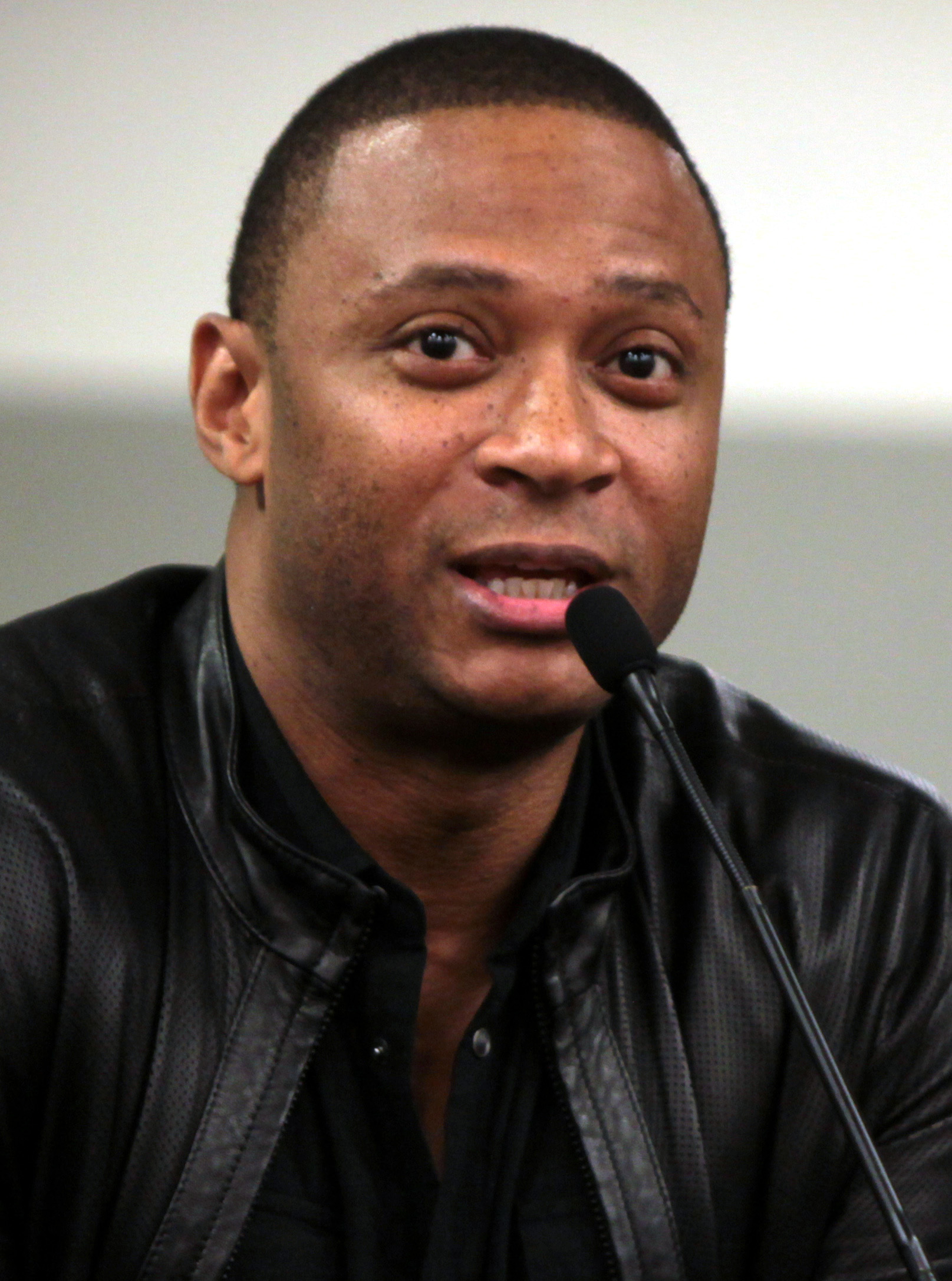
David Ramsey interpreta John Diggle
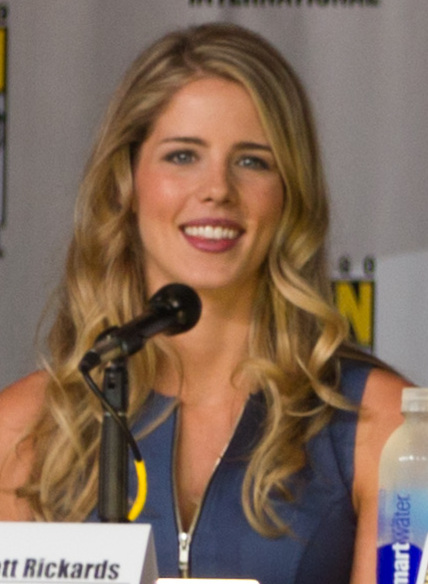
Emily Bett Rickards interpreta Felicity Smoak
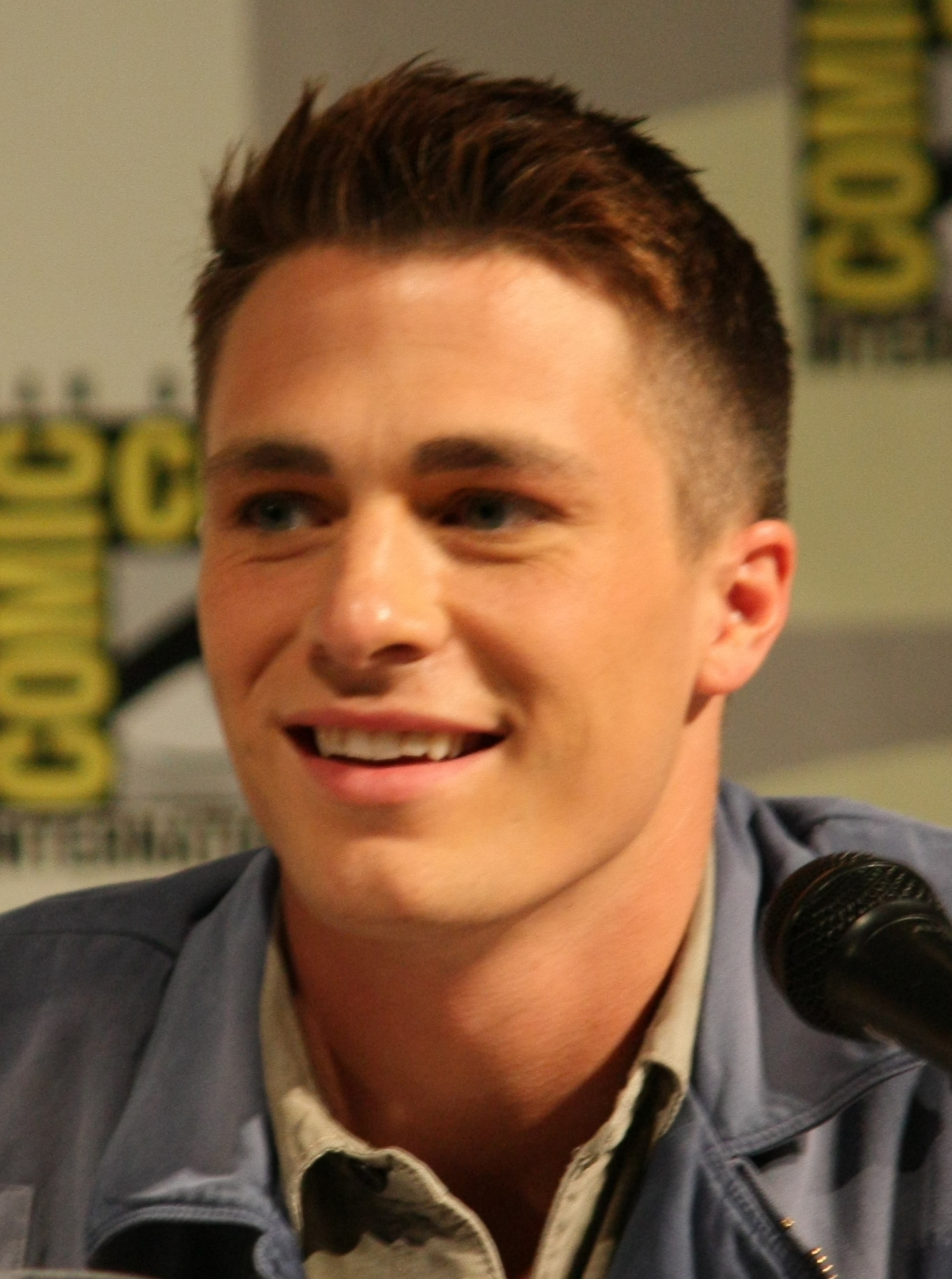
Colton Haynes interpreta Roy Harper/Arsenal
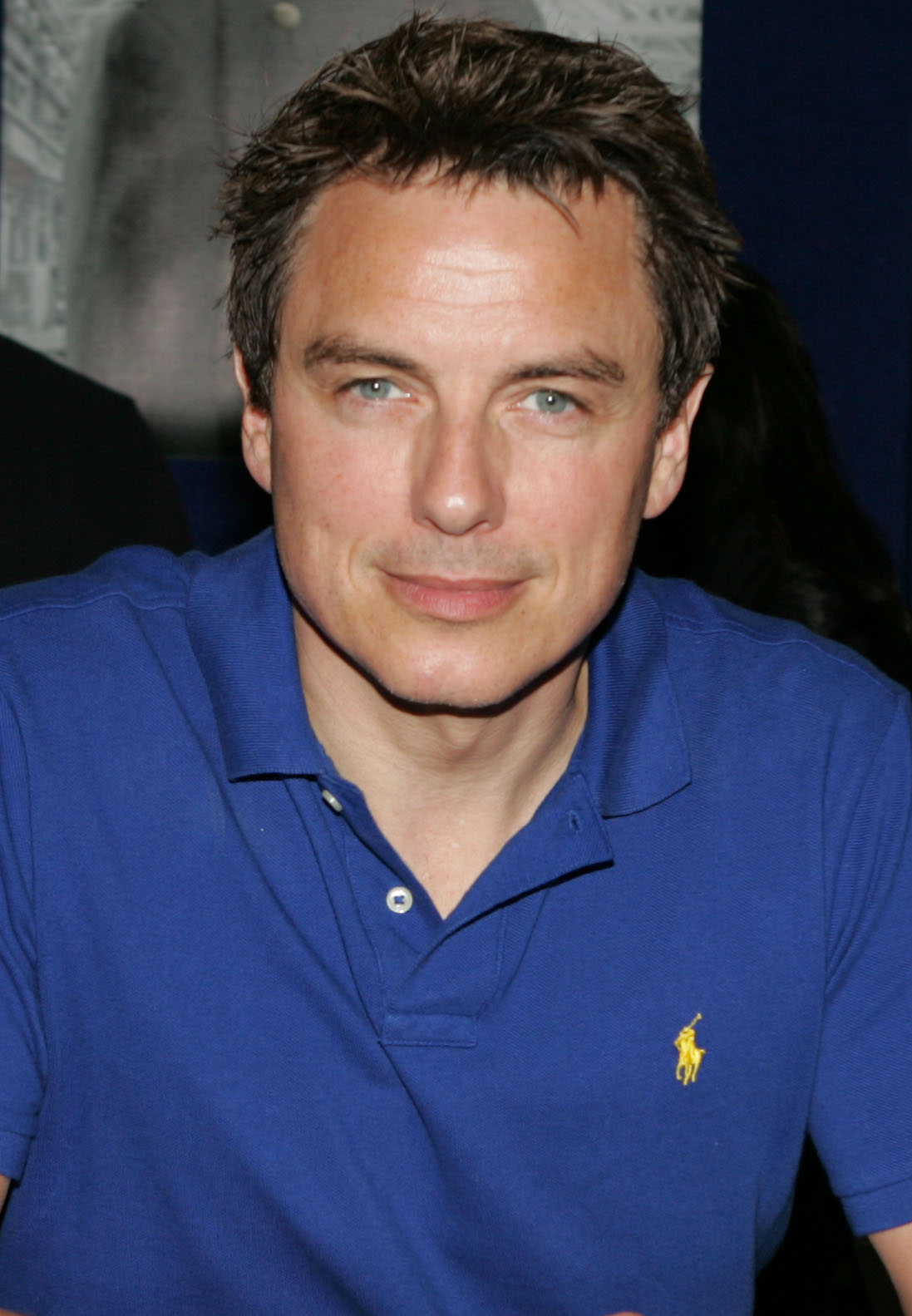
John Barrowman interpreta Malcolm Merlyn/Arciere Oscuro
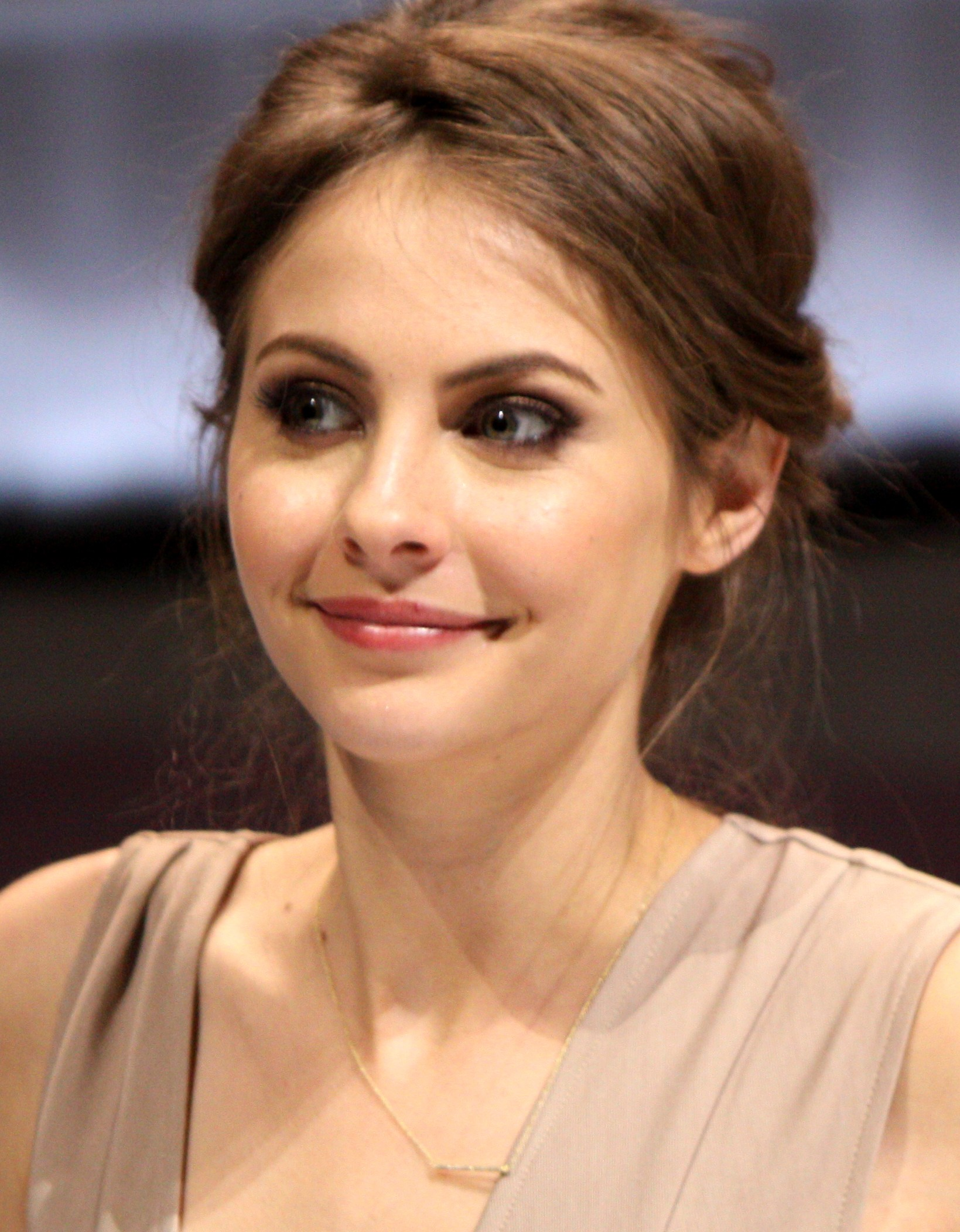
Willa Holland interpreta Thea Queen / Speedy
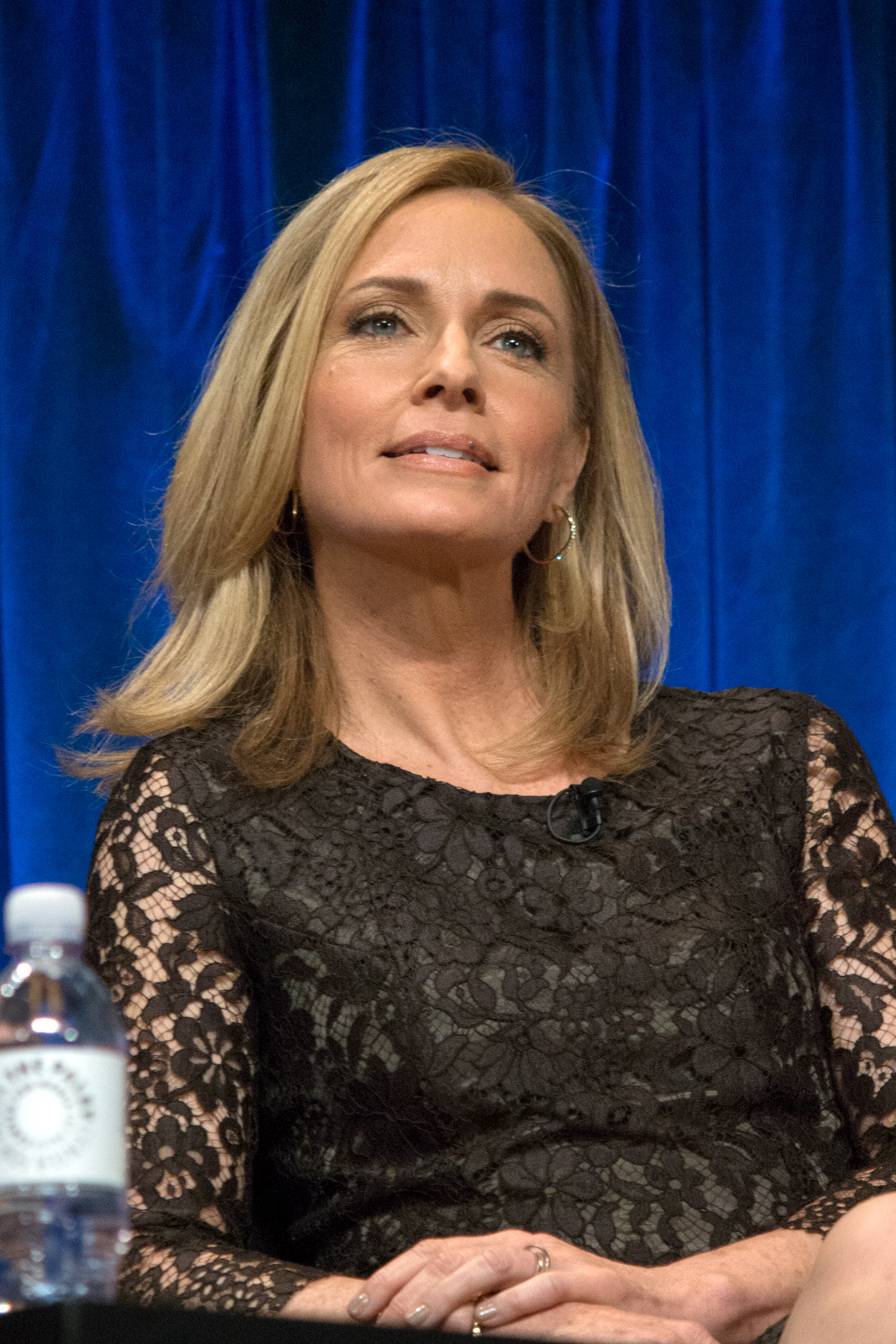
Susanna Thompson interpreta Moira Dearden-Queen
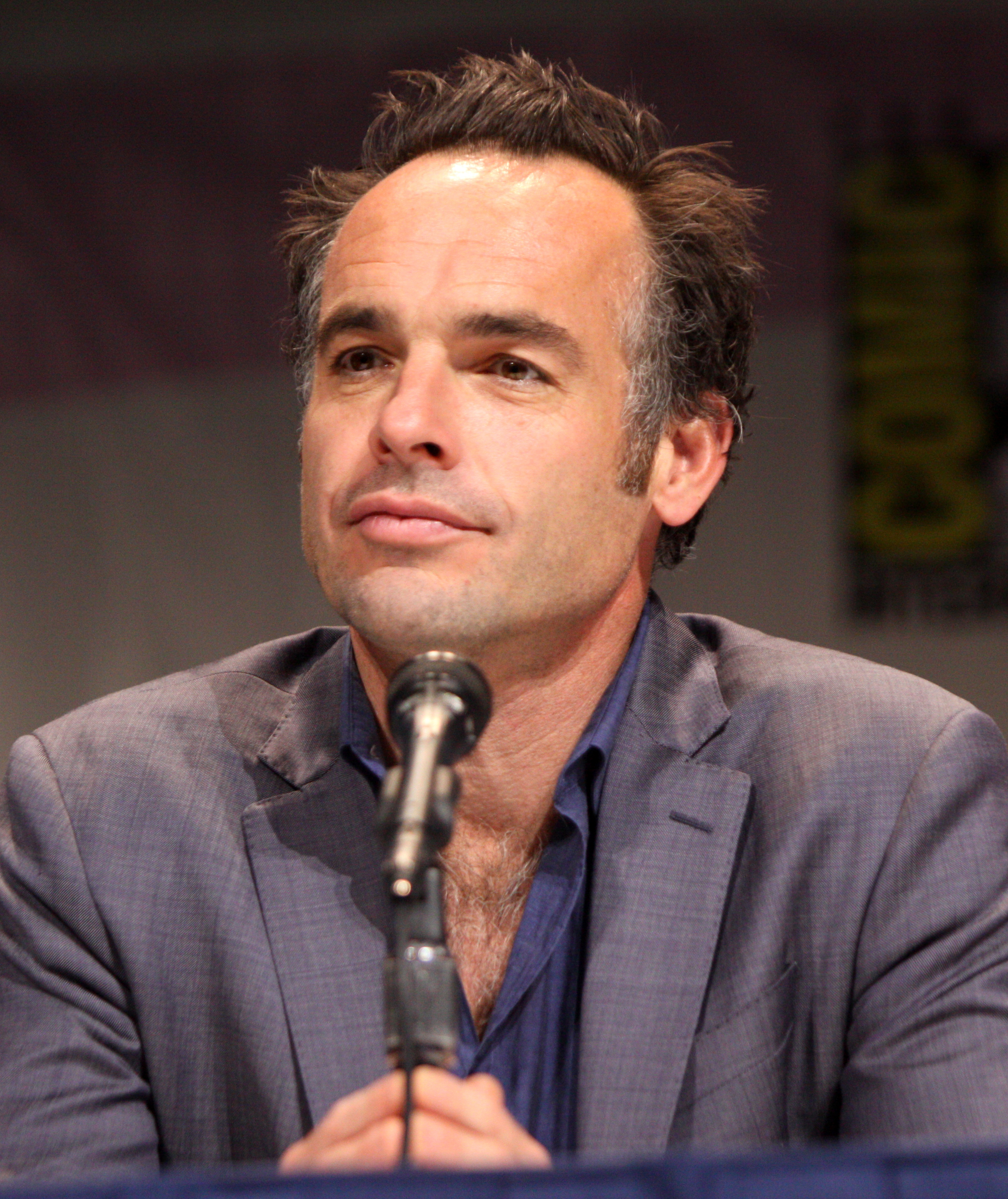
Paul Blackthorne interpreta il Detective Quentin Lance
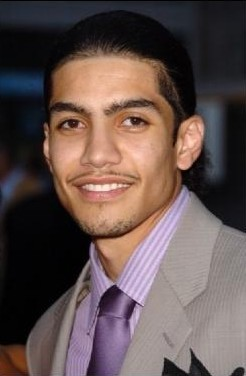
Rick Gonzalez interpreta Rene Ramirez/Wild Dog

## Personaggi ricorrenti

### Introdotti nella prima stagione
- Robert Queen (st.1, 5, 7), interpretato da Jamey Sheridan, doppiato da Michele Gammino.
Padre di Oliver ed Emiko, suicidatosi dopo il naufragio. È da lui che Oliver ottiene "la Lista" (a Diggle dice che il padre gliel'ha data prima di morire), e gli viene rivelato che Robert stesso era coinvolto nei vari traffici illeciti e criminali della città. Appare durante il "soggiorno" di Oliver sull'isola, come una sorta di sogno o allucinazione, per rivelare a Oliver cosa deve fare una volta tornato a casa.
- Joanna De La Vega (st.1-2), interpretata da Annie Ilonzeh, doppiata da Eleonora De Angelis.
Collega e amica di Laurel. Dopo la morte del fratello (avvenuta a causa di un criminale incendiario), si prende un periodo di aspettativa. Dopo la distruzione dello studio legale dovuta al terremoto causato da Malcolm Merlyn, Joanna trova lavoro in un altro studio.
- Frank Chen (st.1), interpretato da Chin Han, doppiato da Nanni Baldini.
Amico di vecchia data di Robert Queen, quando la figlia venne violentata da un criminale di The Glades, decise di unirsi a Robert e Malcolm Merlyn nella lotta alla criminalità. Malcolm capisce che Robert non approva i suoi metodi, e dunque Frank sabota la sua imbarcazione. Alla fine decide di aiutare Moira a uccidere Malcolm ingaggiando le Triadi, ma il piano fallisce e Malcolm lo uccide con un colpo di freccia.
- Yao Fei (st.1), interpretato da Byron Mann, doppiato da Saverio Indrio.
L'uomo che si prende cura di Oliver per un po' di tempo durante la sua permanenza sull'isola. Dotato di grande maestria nell'uso dell'arco e delle tecniche da combattimento. In passato Yao Fei lavorava per un gruppo di liberalisti, l'esercito cinese lo fece incriminare per dei crimini di cui non era colpevole solo per cercare un capro espiatorio, per tanto fu segregato nell'isola, dove l'esercito un tempo imprigionava i criminali più pericolosi. Il comandante Fyers lo uccide con un colpo di pistola.
- McKenna Hall (st.1), interpretata da Janina Gavankar, doppiata da Federica De Bortoli.
Detective del dipartimento di polizia di Starling City, lei e Oliver si frequentano per un breve periodo. Helena Bertinelli spara alla donna con un fucile, dunque McKenna si trasferisce a Coast City e decide di chiudere con Oliver per concentrarsi sulla sua riabilitazione.
- Dinah Lance (st. 1-4), interpretata da Alex Kingston, doppiata da Daniela Nobili.
È la madre di Laurel e Sara, dopo il naufragio della figlia, il suo matrimonio con Quentin finisce col deteriorarsi, arrivando all'inevitabile divorzio. Non ha mai perso le sue speranze sul fatto che Sara potesse essere viva, infatti nella seconda stagione la figlia si rivela essere sopravvissuta. Vive a Central City e insegna Greco all'università.
- Alexi Leonov (st.1-2), interpretato da Eugene Lipinski, doppiato da Angelo Nicotra.
Capo della mafia russa di Starlin City, prende ordini da Anatoli e vista l'amicizia tra lui e Oliver, il criminale russo si vede costretto ad aiutare il giovane Queen quando lui gli chiede aiuto, nonostante non vada d'accordo con lui. Viene ucciso da Slade Wilson quando Oliver gli chiede di raccogliere delle informazioni su di lui.
- Carly Diggle (st.1), interpretata da Christie Laing, doppiata da Emanuela D'Amico.
Cognata di Diggle, rimasta vedova dopo la morte del marito, che venne ucciso da Deathshot, è una madre single e lavora come cameriera. Prova dei sentimenti per Diggle, i due intraprendono una relazione ma l'uomo la lascia non potendo stare con lei sapendo che Deathshot è a piede libero, ammettendo che l'odio che prova per lui è più forte dell'amore che prova per Carly.
- Frank Bertinelli (st.1-2), interpretato da Jeffrey Nordling, doppiato da Gianni Bersanetti.
Spietato boss della criminalità di Starling City, è il padre di Helena Bertinelli. Uccise il fidanzato della figlia, Michael, pensando che raccogliesse delle prove contro di lui per FBI. In seguito Helena cerca di ucciderlo per vendicare il suo amato, rivelandogli che in realtà era lei a raccogliere le prove contro di lui. Frank muore nella seconda stagione, ucciso accidentalmente dalla polizia in un conflitto a fuoco.
- Tenente Frank Pike (st.1-6) interpretato da Adrian Holmes, doppiato da Alessandro Ballico.
Tenente del dipartimento di Starling City, durante l'assedio dei supersoldati di Slade, ridà a Quentin il suo grado di detective, così da mobilitare la forze di polizia contro la minaccia. Muore nella sesta stagione, a causa di un attacco informatico di Cayden James.

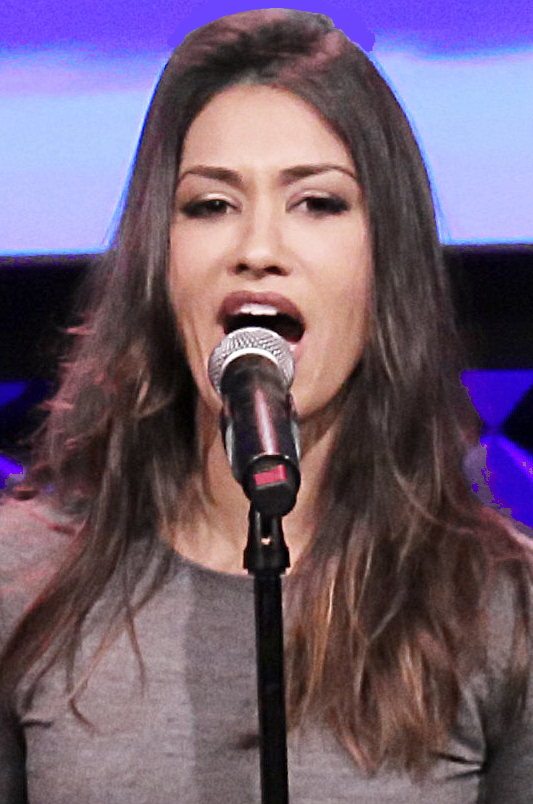
Janina Gavankar interpreta Mckenna Hall
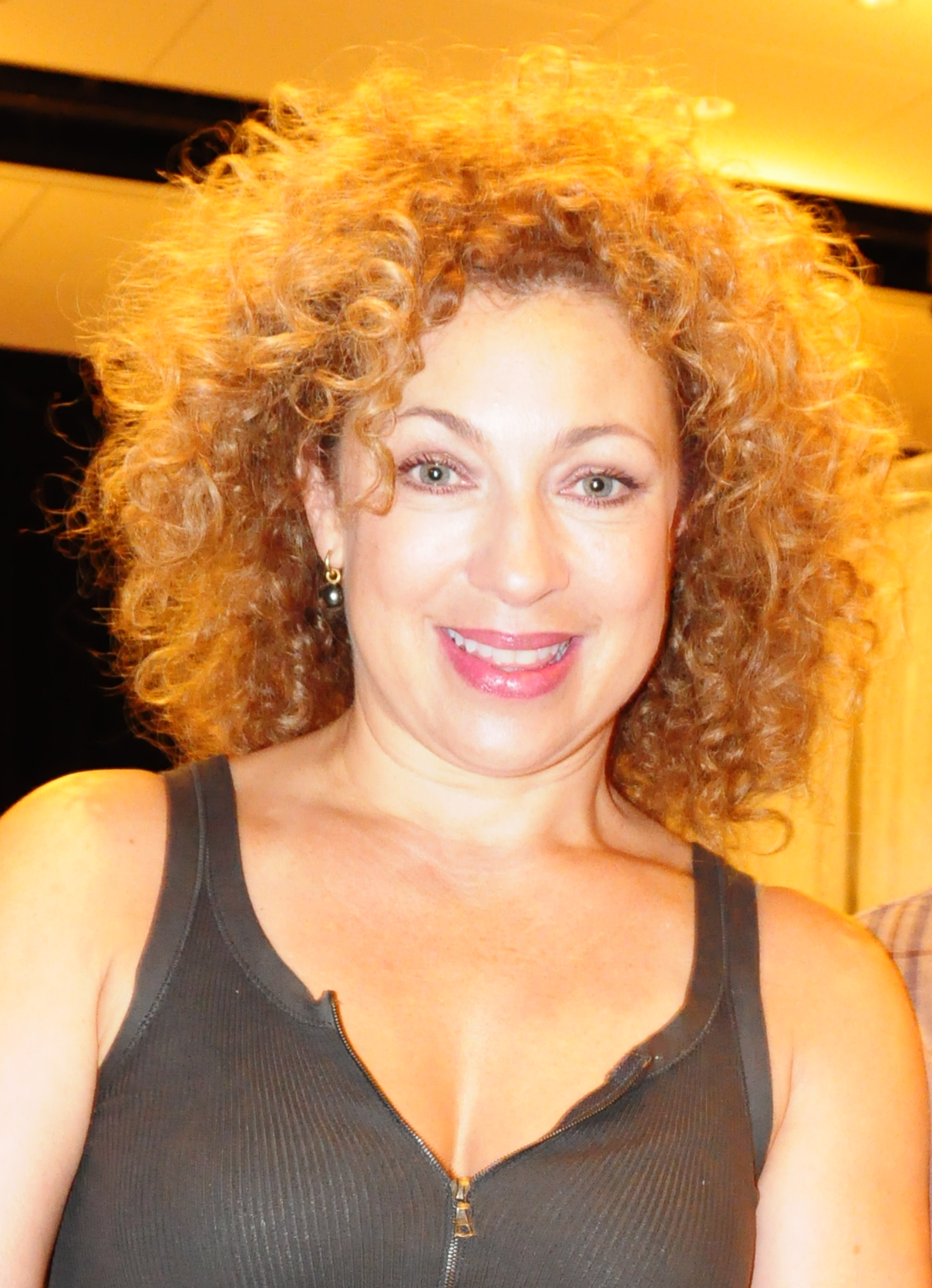
Alex Kingston interpreta Dinah Lance
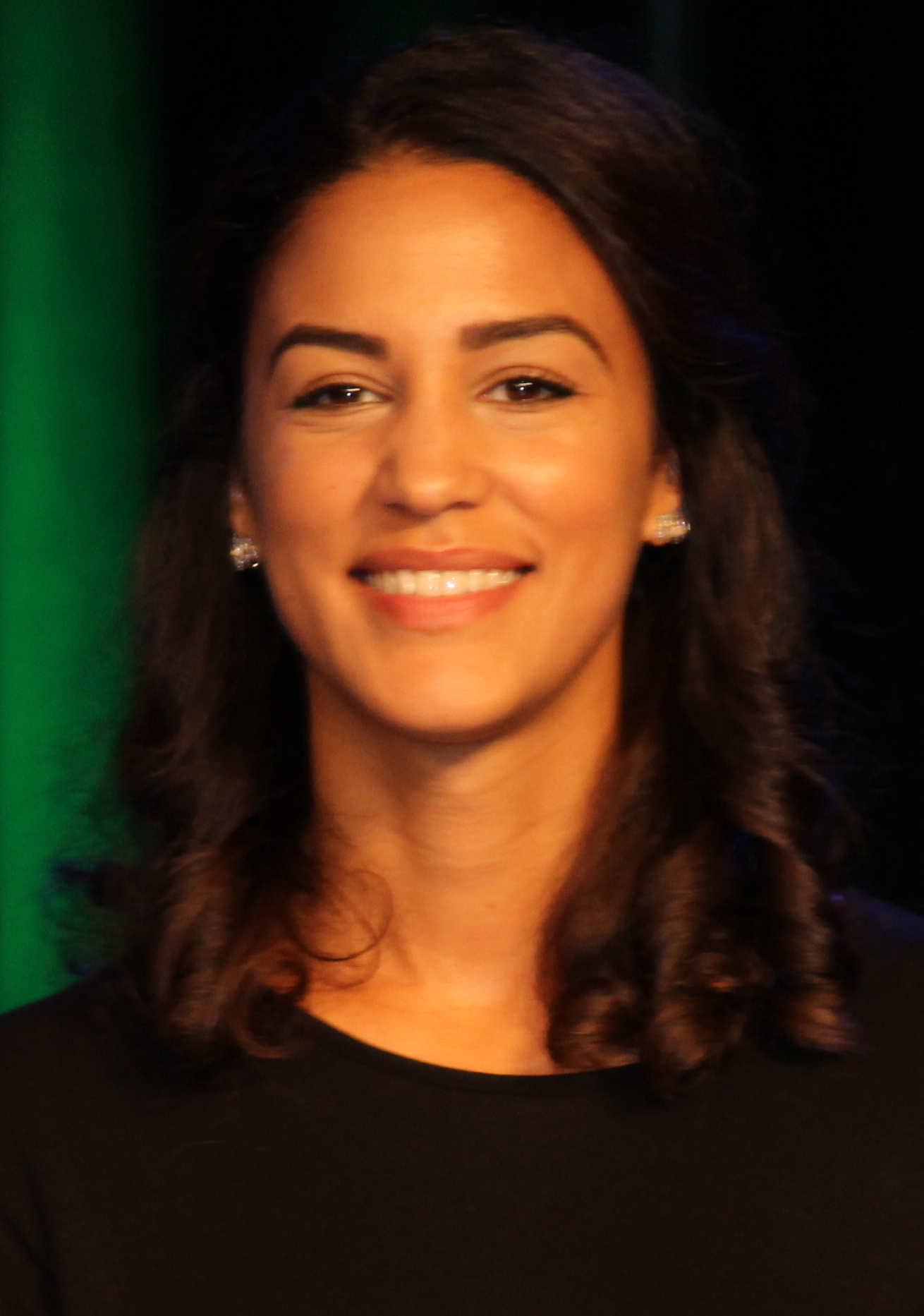
Christie Laing interpreta Carly Diggle

### Introdotti nella seconda stagione
- Adam Donner (st.2), interpretato da Dylan Bruce, doppiato da Roberto Gammino.
Assistente del procuratore distrettuale di Starling City, è il nuovo capo di Laurel, dopo che quest'ultima ha iniziato a lavorare per la procura. Quando coinvolge Laurel in un piano per catturare Helena Bertinelli, usando la giovane Lance come esca, viene licenziato.
- Al-Owal (st.2), interpretato da Navid Negahban, doppiato da Marco Mete.
È un membro della Lega degli Assassini, è un abile arciere, infatti è stato il maestro di Merlyn. Giunge a Starling City per dare la caccia a Sara, ma quest'ultima ha la meglio su di lui, uccidendolo.
- Il Capitano (st.2), interpretato da Jimmy Jean-Louis, doppiato da Christian Iansante.
È il capitano del mercantile col quale il professor Ivo è giunto sull'isola. Ivo lo uccide a causa dei suoi continui fallimenti.
- Samantha Clayton (st.2, 4-6), interpretata da Anna Hopkins, doppiata da Veronica Puccio.
Lei e Oliver erano compagni di scuola all'università, e anche se lui aveva storia con Laurel a quel tempo, la tradì con Samantha, mettendola incinta. Oliver era disperato ma poi Samantha gli disse che aveva perso il bambino, in seguito si trasferì a Central City. Oliver scoprirà poi che Samantha aveva mentito, infatti non aveva perso il bambino, Moira l'aveva pagata per nascondere tutto a Oliver, anche se Samantha non ha mai usato il suo denaro. Oliver le chiede di far parte della vita di suo figlio, ma quando lui verrà rapito da Damien Darhk, e in seguito salvato da Oliver, quest'ultimo convincerà Samantha e il bambino ad abbandonare Central City per una meta ignota, così potranno restare al sicuro. Muore nel finale della quinta stagione durante l'esplosione su Lian Yu.

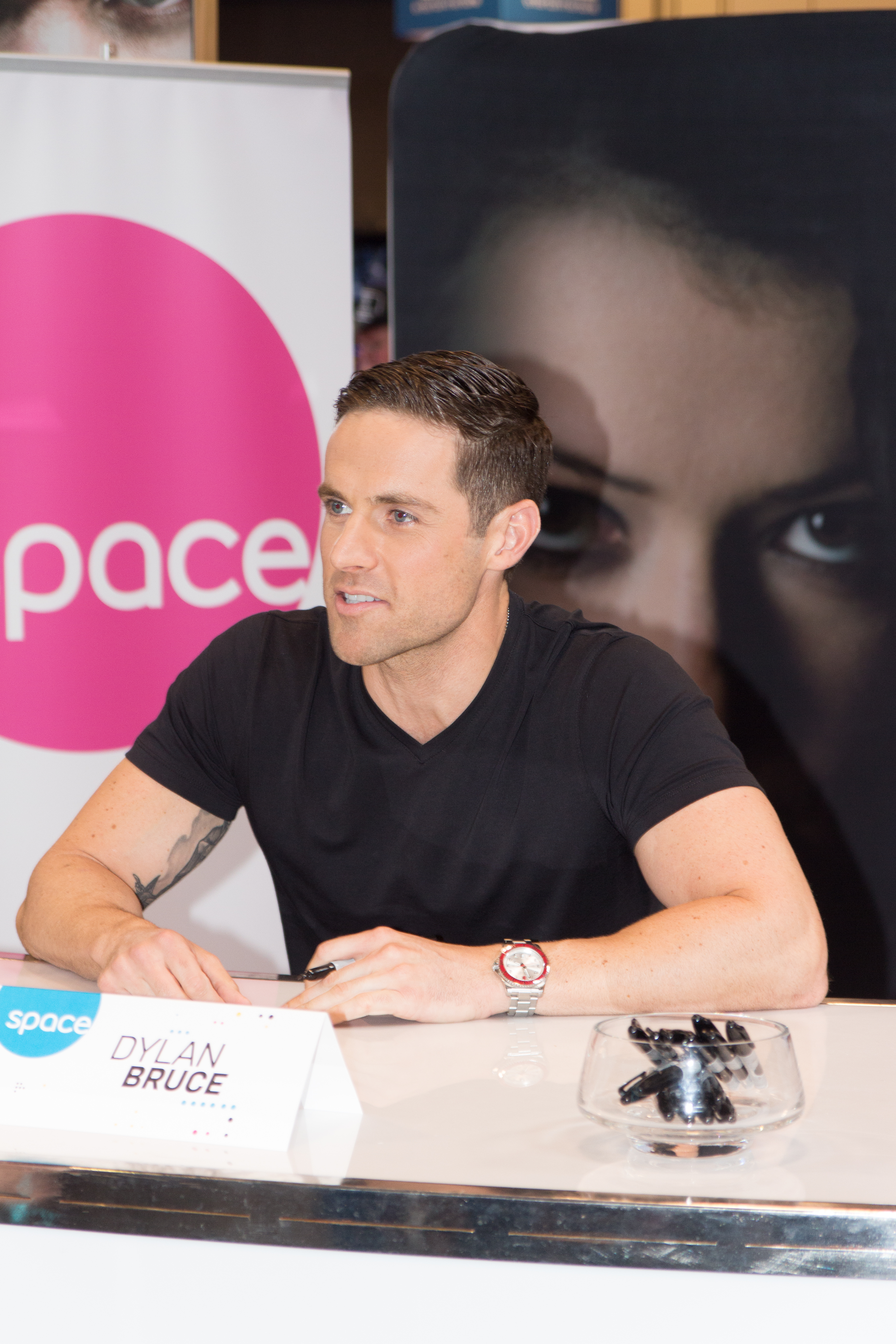
Dylan Bruce interpreta Adam Donner
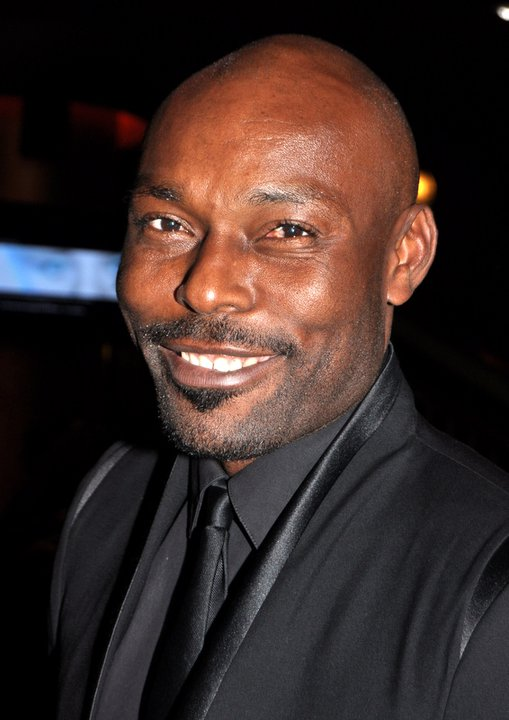
Jimmy Jean-Louis interpreta il Capitano

### Introdotti nella terza stagione
- Akio Yamashiro (st.3), interpretato da Brandon Nomura.
È il figlio di Maseo e Tatsu, è un bambino gentile e amichevole, cerca di legarsi a Oliver, che nel periodo in cui è stato a Hong Kong, ha vissuto con lui e la sua famiglia. Akio muore a causa del virus Omega, sarà infatti la sua morte, che lascerà un profondo dolore nel cuore di suo padre, a spingere Maseo a diventare un membro della Lega degli Assassini.
- Andy Diggle (st.3-4), interpretato da Eugene Byrd, doppiato da Daniele Raffaeli.
È il fratello minore di John, anche lui era un soldato. Andy è sempre stato un uomo problematico, che si mette sempre nei guai. Per molto tempo si è creduto morto, ucciso da Deadshot, ma in realtà è sopravvissuto, diventando un criminale, un membro degli Spettri. Nonostante la delusione di John nell'apprendere la verità, decide di dare a Andy una seconda possibilità sperando di poterlo redimere, ma lui tradirà suo fratello lavorando per Damien Darhk, infine John, a malincuore, uccide Andy.
- Chase (st.3), interpretato da Austin Butler, doppiato da Flavio Aquilone.
È il nuovo DJ del locale di Thea, il Verdant. Lui e la giovane Queen dimostrano da subito una certa attrazione reciproca. Chase in realtà è un membro della Lega degli Assassini. Chase e Thea intraprenderanno una breve storia, ma quando Thea scoprirà la verità su Chase, quest'ultimo, dopo l'arrivo di Roy e Malcolm (i quali vogliono proteggere la ragazza), ingerisce del cianuro e si toglie la vita.
- Isaac Stanzler (st.3), interpretato da Nathan Mitchell, doppiato da Roberto Gammino.
È stato l'aiutante di Ted Grant nel periodo in cui è stato il vigilante di Starling City, ma quando Isaac si è macchiato dell'omicidio di uno spacciatore di droga, Ted obbligò l'amico a lasciare per sempre la città. Dopo alcuni anni ritorna a Starling City, per vendicarsi di Ted, accusandolo di aver tradito la loro amicizia intimandogli di lasciare la città, quindi inizia a mietere vittime, ma alla fine Oliver e la sua squadra lo affrontano, Roy infine lo sconfigge. Isaac viene arrestato, ma Carrie Cutter lo uccide con un colpo di freccia.
- Donna Smoak (st.3-4, 6), interpretata da Charlotte Ross, doppiata da Alessandra Korompay.
È la madre di Felicity, dopo che il padre della ragazza abbandonò entrambe, lei si è presa cura da sola della figlia. Il criminale informatico Cooper Seldon rapisce sia lei che Felicity, ma Oliver le salva, mentre la figlia mette il criminale fuori combattimento. Intraprenderà una breve storia con Quentin.
- Celia Castle (st.3), interpretata da Christina Cox.
In seguito alla morte di Sebastian Blood, diventa il nuovo sindaco di Starling City. Viene uccisa da Maseo con un colpo di freccia.

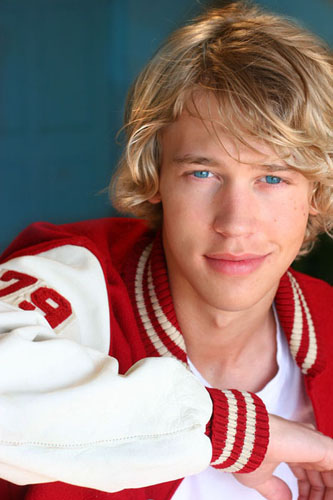
Austin Butler interpreta Chase
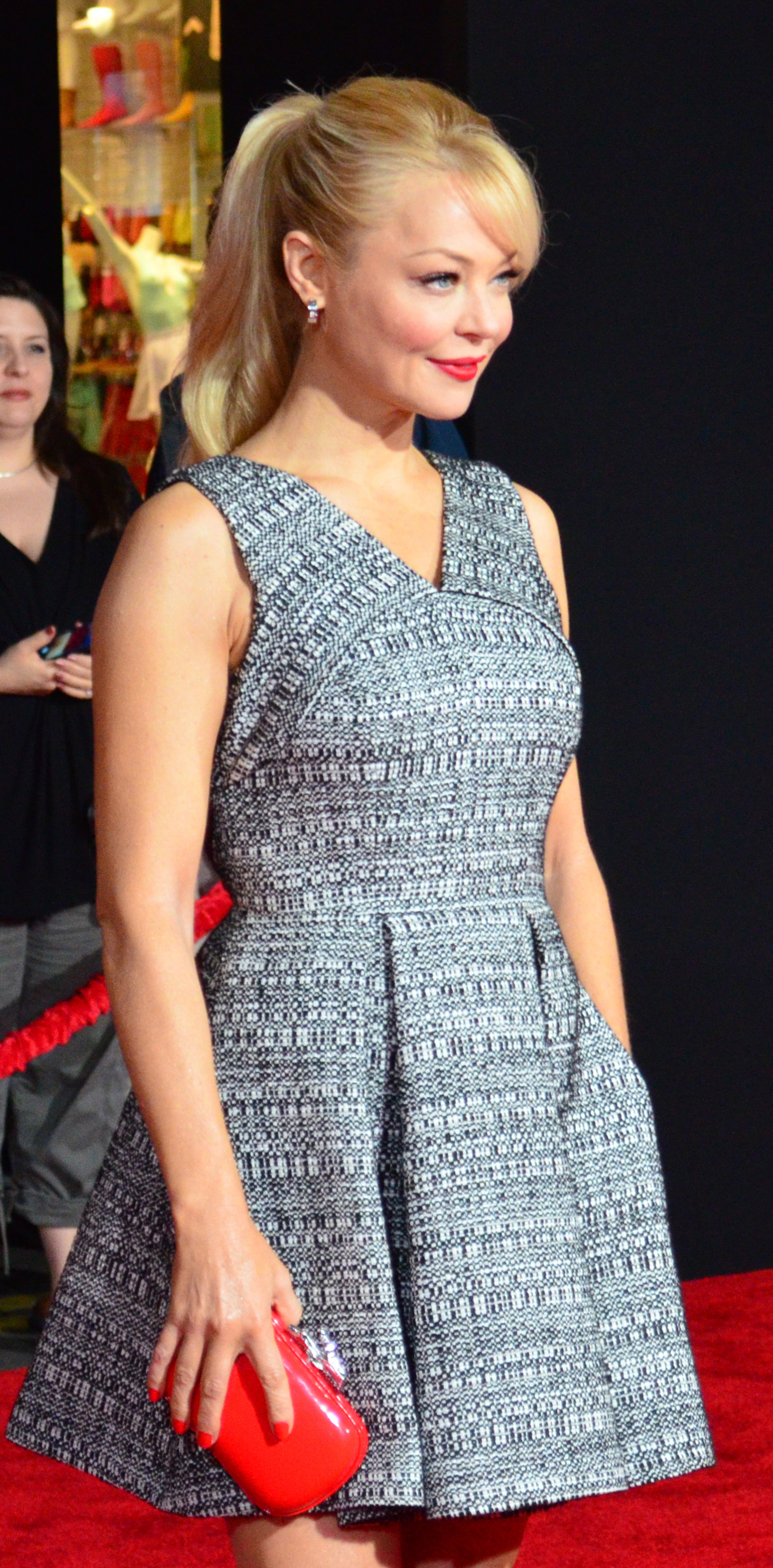
Charlotte Ross interpreta Donna Smoak
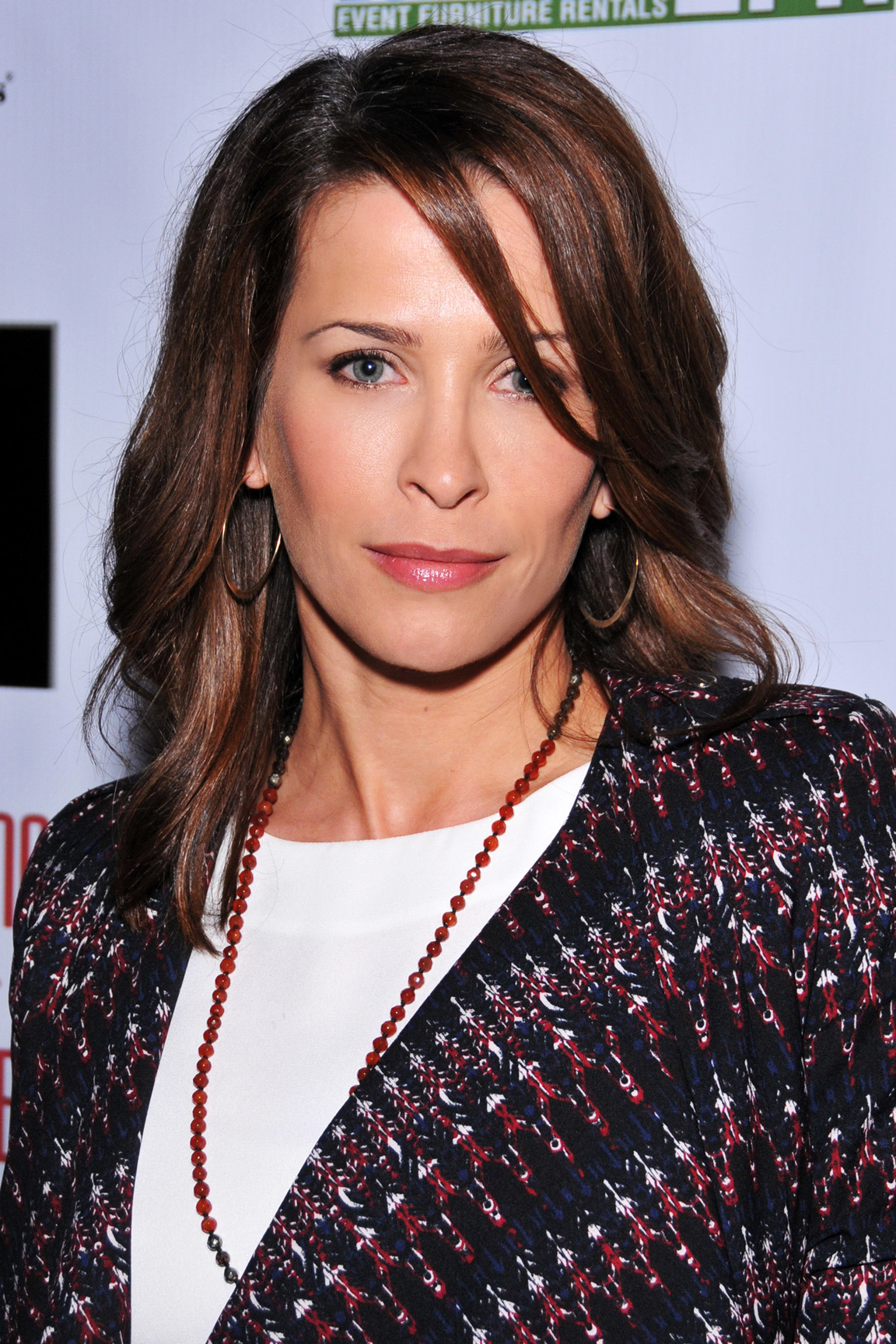
Christina Cox interpreta Celia Castle

### Introdotti nella quarta stagione
- Alex Davis (st.4), interpretato da Parker Young, doppiato da Emanuele Ruzza.
Oliver lo assume per gestire la sua campagna elettorale per il seggio di sindaco, lui e Thea intraprenderanno una relazione. Viene ucciso da Lonnie Machin.
- Reiter (st.4), interpretato da Jimmy Akingbola, doppiato da Riccardo Scarafoni.
È il capo di un gruppo di mercenari che prende possesso dell'isola di Lian Yu, costringendo Taiana e le altre persone da lui rapite a lavorare come schiavi. Oliver diventerà un suo soldato lavorando sotto copertura per l'A.R.G.U.S. La ragione per cui Reiter è su Lian Yu è per recuperare un idolo magico (uguale a quello usato da Damien Dahrk) e incanalare potere da esso, alla fine riuscirà nel suo intendo ottenendo un potere enorme, ma Oliver e Taiana ruberanno l'idolo e quest'ultima otterrà da esso dei poteri analoghi a quelli di Reiter, alla fine Taiana assorbirà tutti i poteri di Reiter, e Oliver poi lo uccide.
- Conklin (st.4), interpretato da Ryan Robbins, doppiato da Christian Iansante.
È uno dei mercenari di Reiter, lui e Oliver da subito entrano in ostilità. Sarà lui a spingere il fratelli di Taiana, Vlad, ad aggredire Oliver costringendolo ad ucciderlo. Alla fine Conklin viene ucciso da Oliver.
- Ruvé Adams (st.4), interpretata da Janet Kidder, doppiata da Roberta Paladini.
È la moglie di Damien Dahrk, è crudele e spietata quanto il marito. Lo aiuterà nel progetto Genesis, inoltre diventerà sindaco di Star City. Viene uccisa da Lonnie Machin.
- Nora Dahrk (st.4), interpretata da Tuesday Hofmann.
È la figlia di Damien e Ruvé.
- Dennis (st.4), interpretato da Dean McKenzie, doppiato da Saverio Indrio.
È un membro del condiglio di amministrazione della Palmer Technologies. Da subito entra in contrasto con Felicity, dopo che lei diventa CEO della società, tanto che alla fine riuscirà a estrommeterla dall'incarico.
- Brie Larvan (st.4), interpretata da Emily Kinney, doppiata da Erica Necci.
È un ex ingegnere meccanico dei Laboratori Mercury, in grado di controllare api robotiche velenose costruite da lei stessa. È stata sconfitta da Felicity Smoak che l'ha definita la sua nemesi. Le è stato diagnosticato un tumore alla vertebra, quindi cercherà di rubare un biostimolatore impiantabile della Palmer Technologies prendendo come ostaggi i suoi dirigenti, ma Oliver e la sua squadra riusciranno a fermarla con l'aiuto di Curtis che rivolterà le sue api meccaniche contro di lei, riducendo Brie in uno stato comatoso.
- Evelyn Sharp (st.4-5), interpretata da Madison McLaughlin, doppiata da Giulia Franceschetti.
I suoi genitori vennero uccisi dall'H.I.V.E. durante la sperimentazione dei farmaci per il controllo delle menti, Evelyn cerca quindi vendetta provando a uccidere Ruvé Adams, ma Oliver la fa desistere dal suo obbiettivo, e qualche tempo dopo la fa entrare nel suo team di vigilanti, addestrandola. Però Evelyn, che ora si fa chiamare Artemis, non sopportando il comportamento di Oliver, da lei ritenuto ipocrita per via del fatto che lui ha ucciso più volte, mentre nel suo caso le impedì di consumare la sua vendetta, decide di tradire la squadra e di passare dalla parte di Adrian Chase, nemico giurato di Oliver. A seguito dell'esplosione su Lian Yu il suo status è sconosciuto.
- Paul (st.4), interpretato da Chenier Hundal, doppiato da Massimo Aresu.
È l'ex-marito di Curtis.

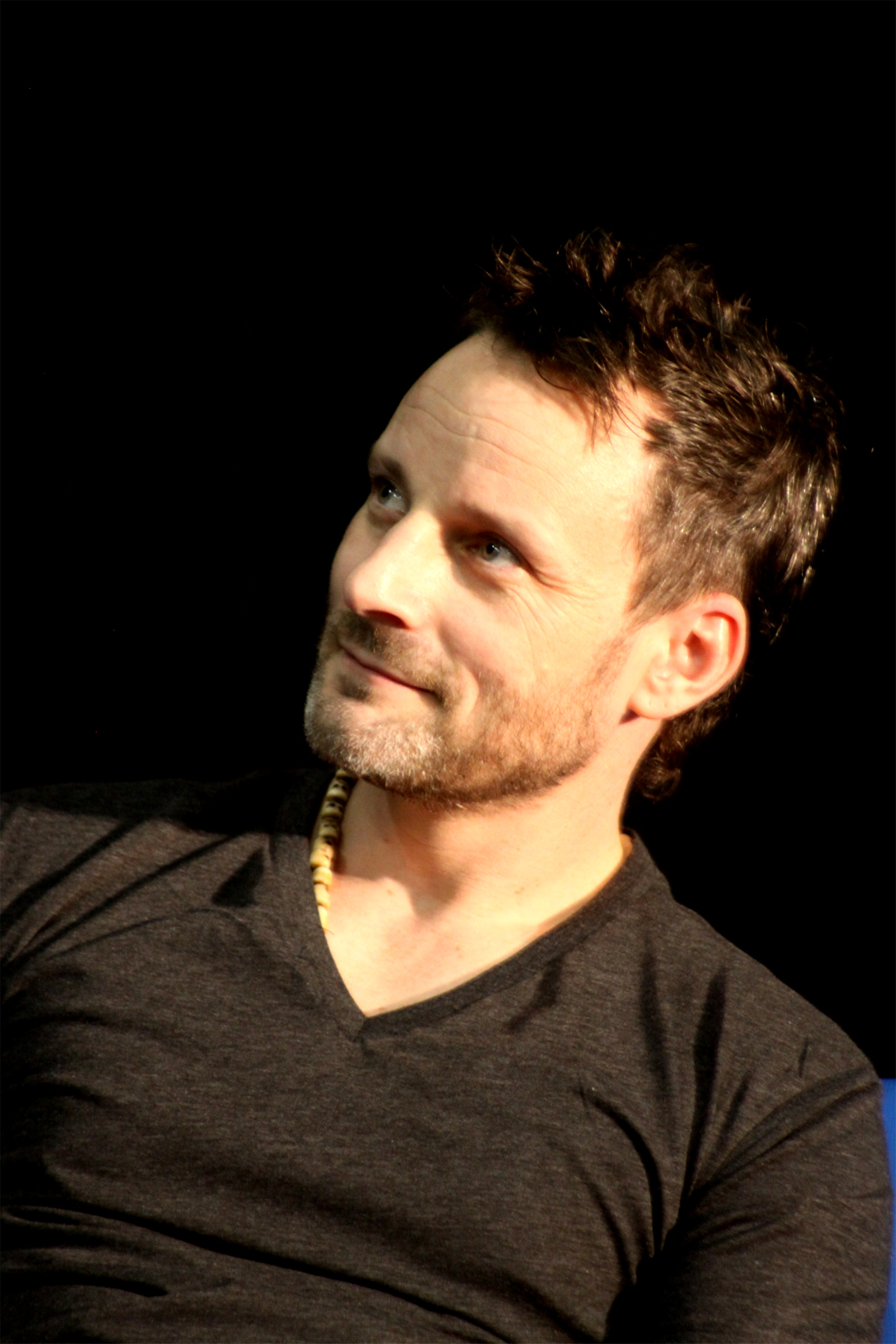
Ryan Robbins interpreta Conklin
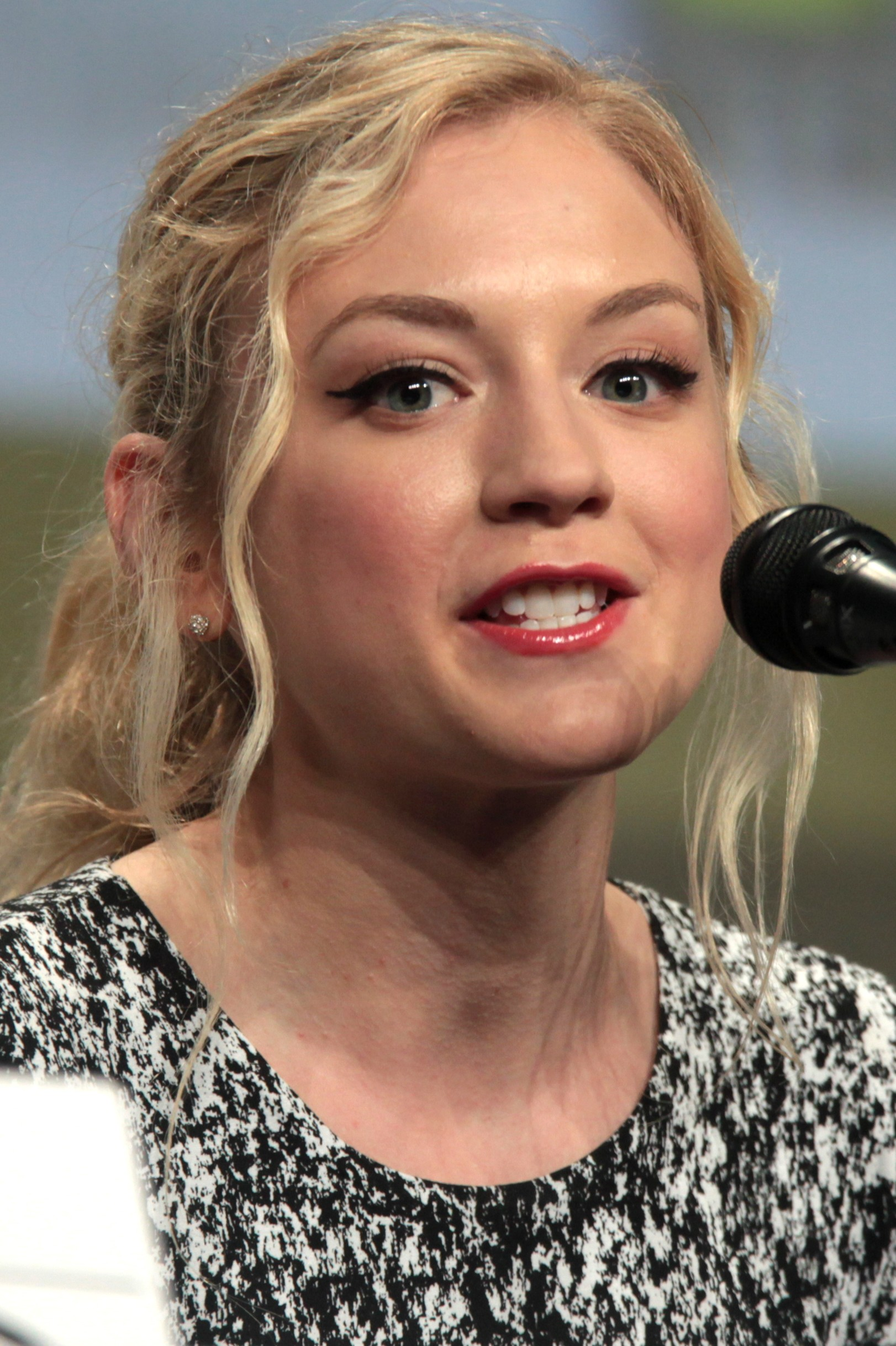
Emily Kinney interpreta Brie Larvan

### Introdotti nella quinta stagione
- Tobias Church (st.5), interpretato da Chad L. Coleman, doppiato da Luca Ward.
Crudele e pericoloso signore del crimine che entra in contrasto con Oliver e la sua squadra, viene chiamato Caronte per via della sua abitudine di appoggiare sugli occhi delle sue vittime delle monete. Viene ucciso da Adrian Chase.
- Derek Sampson (st.5, 7), interpretato da Cody Runnels, doppiato da Paolo Vivio.
Potente signore della droga che produce e vende la Stardust, una pericolosa droga. Rene lo affronta e lo uccide apparentemente gettandolo in una vesca piena di Stardust, ma il suo corpo assorbe la droga che lo rende immune al dolore. Oliver, con l'aiuto di Rene, Curtis, Evelyn e Rory, affronta Sampson e la sua banda sconfiggendoli.
- Billy Malone (st.5), interpretato da Tyler Ritter, doppiato da Raffaele Carpentieri.
Detective della squadra anticrimine della polizia di Star City, nonché fidanzato di Felicity. Verrà rapito da Prometheus, il quale dopo averlo imbavagliato gli farà indossare il suo costume, facendo credere erroneamente a Oliver che lui fosse veramente Prometheus, quindi lo uccide scagliandogli delle frecce. Purtroppo Oliver solo dopo avergli tolto la maschera capirà l'enorme errore da lui commesso.
- Konstantin Kovar (st.5), interpretato da Dolph Lundgren, doppiato da Alessandro Rossi.
È una potente personalità politica di Krasnoyarsk (in Russia) ex soldato, con affiliazioni criminali. È nemico di Anatoly e della bratva. Alla fine della quarta stagione, in un flashback Oliver promise a Taiana che l'avrebbe vendicata; i flashback della quinta stagione si svolgono in Russia, dove Oliver entra nella Bratva grazie ad Anatoly per uccidere Kovar; l'incarico si rivelerà assai pericoloso e controverso. Aveva legami d'affari con Malcolm Merlyn, che lo aiuta a sopravvivere quando Oliver lo lascia quasi morto; riesce quasi ad impedire che l'arciere richiami la nave che lo riporterà a casa da Lian Yu. Vedendo Oliver con il cappuccio avuto da Talia lo soprannomina Kapushion, Cappuccio in russo, coniando il suo primo nome da vigilante (nella prima stagione la polizia di Starling chiama Oliver l'Incappucciato, traduzione dell'originale inglese the Hood, il Cappuccio)
- Zoe Ramirez (st.5-in corso), interpretata da Eliza Farias e Andrea Sixtos
È la figlia di Rene e Laura Ramirez. Un giorno, di ritorno da una partita di hockey, assistette all'uccisione di sua madre da parte di uno spacciatore. A seguito di ciò fu inviata ad una famiglia adottiva.

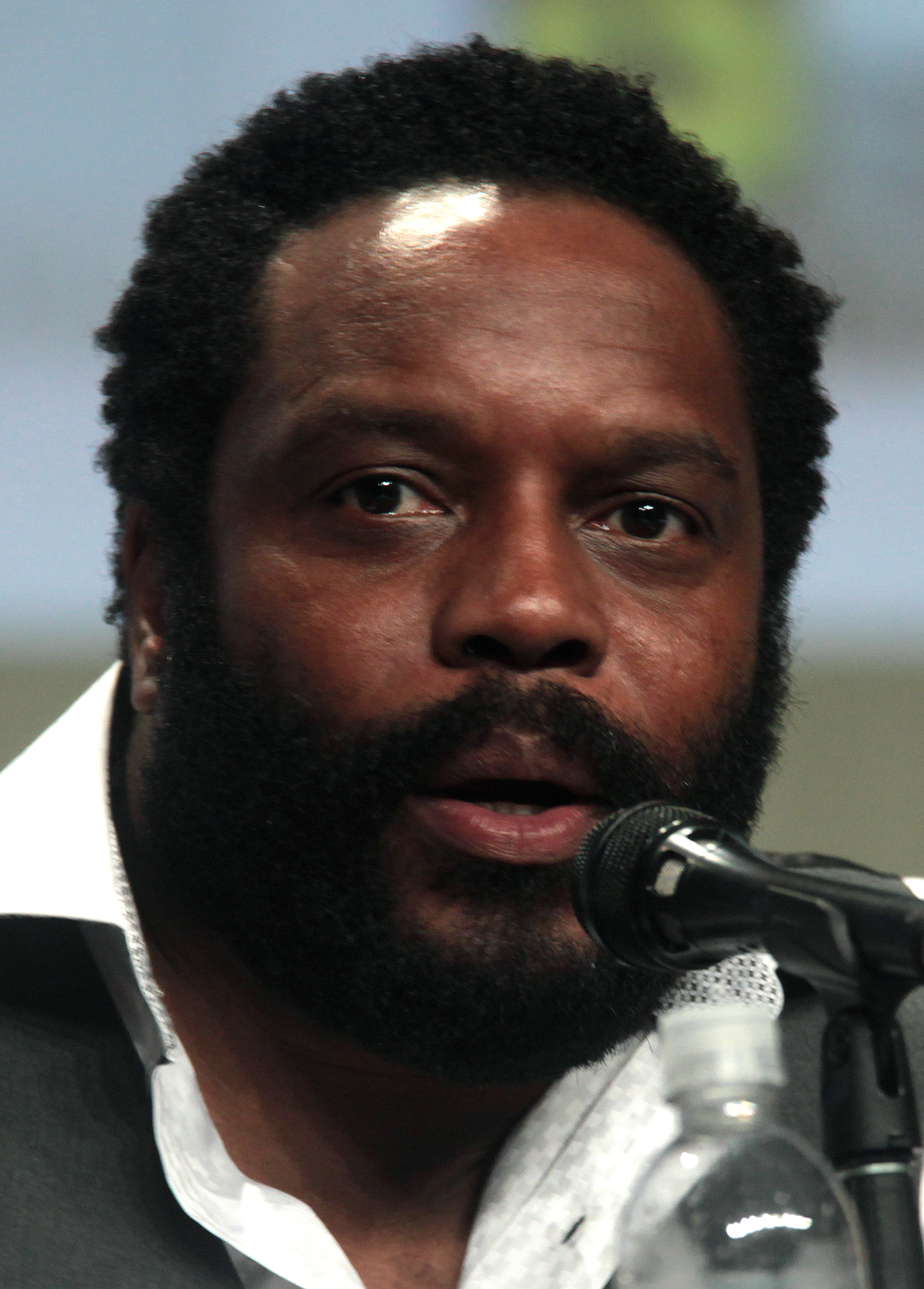
Chad L. Coleman interpreta Tobias Church.
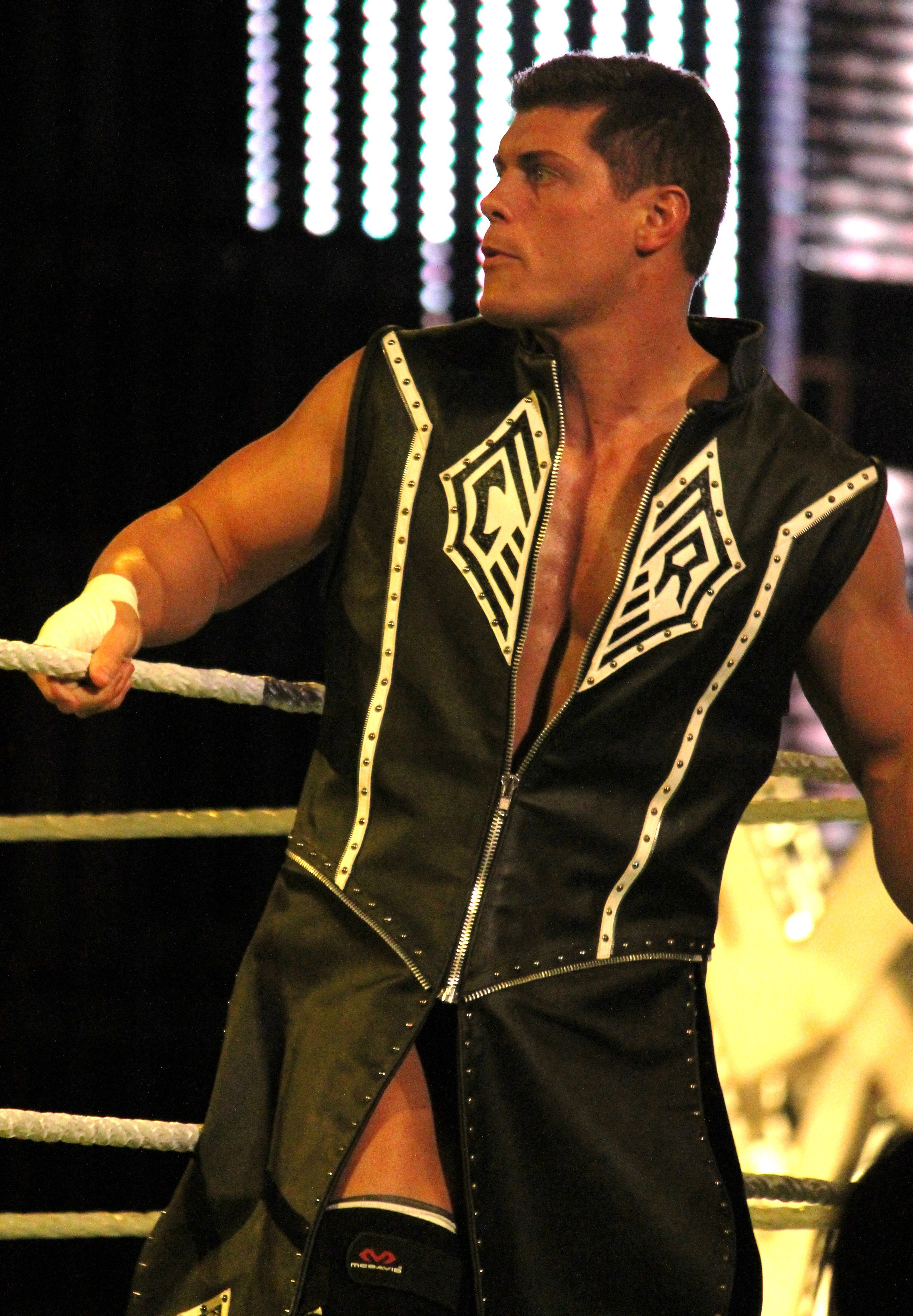
Cody Rhodes interpreta Derek Sampson.
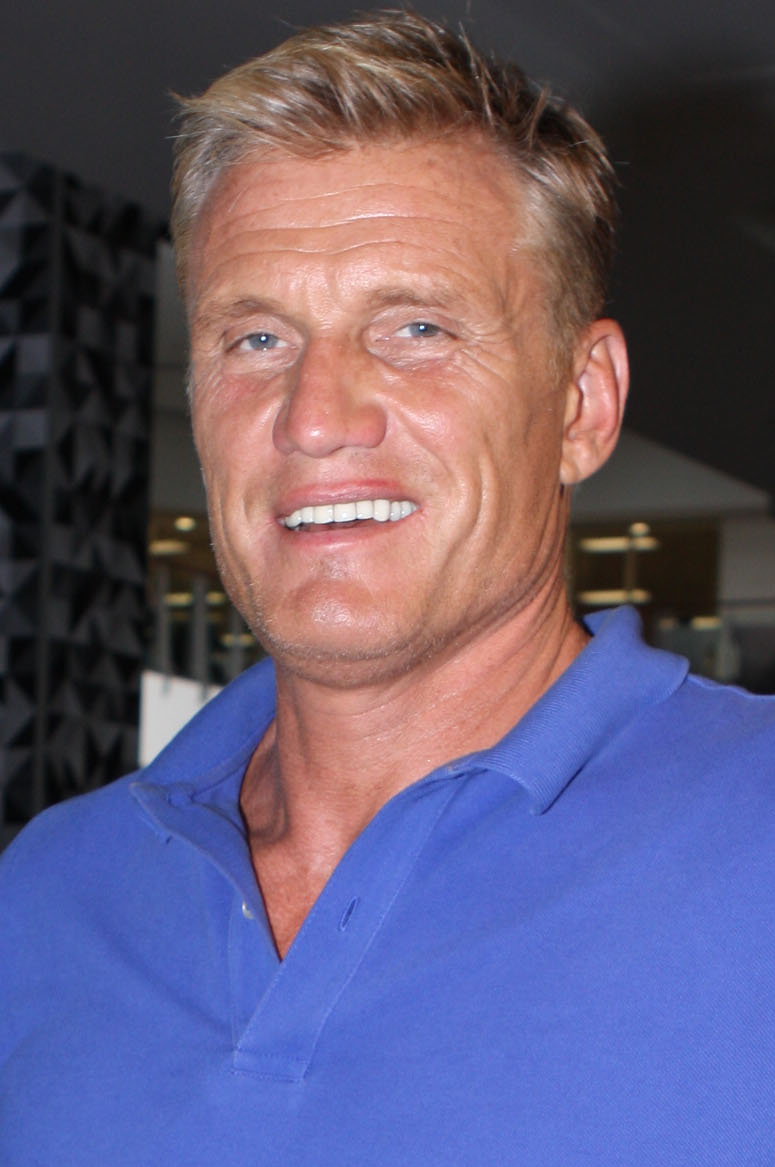
Dolph Lundgren interpreta Konstantin Kovar.

## Personaggi DC comics

### Introdotti nella prima stagione
- Walter Steele (st.1-2), interpretato da Colin Salmon, doppiato da Paolo Marchese.
Il nuovo marito di Moira. Amministratore e dirigente della Queen Consolidated, indaga sulla moglie e sui suoi segreti fino a scoprire troppe cose; viene quindi rapito dal misterioso "capo" di Moira e tenuto segregato. Dopo molto tempo Oliver si mette sulle sue tracce e lo salva dalla sua prigionia. Dopo questa vicenda chiede a Moira il divorzio a causa delle sue menzogne. Nella seconda stagione darà dei soldi ad Oliver per permettere all'ex figliastro di prendere il 5% vacante della Queen Consolidated. Anche nelle storie a fumetto il personaggio ha rivestito il ruolo di amministratore delegato della ditta familiare di Oliver.
- China Na Wei (st.1-3), interpretata da Kelly Hu, doppiata da Barbara Villa.
Pericolosa criminale e braccio armato della Triade Cinese; Oliver riesce a farla arrestare all'inizio della seconda stagione. Nella terza stagione si scopre che Oliver aveva avuto a che fare con lei in precedenza, nel periodo passato a Hong Kong, in seguito al naufragio.
- Floyd Lawton/Deadshot (st.1-3) interpretato da Michael Rowe, doppiato da Carlo Scipioni.
Un tempo era un soldato, inoltre aveva una moglie e una figlia, Zoe, ma una volta ritiratosi dall'esercito non riuscì più a reintegrarsi nella società, divenne pericoloso, e dunque la moglie lo allontanò, da qui ebbe inizio la sua carriera criminale, in quanto capì di non poter più avere una vita normale. Pur essendo uno spietato assassino, Lawton è in grado di provare sentimenti.
- Garfield Lynns/Firefly (st.1), interpretato da Andrew Dunbar, doppiato da Andrea Lavagnino. 
È un ex pompiere che nel tentativo di salvare altre persone in un grande incendio, scoppiato in un palazzo di Starling City, viene abbandonato dai suoi meno coraggiosi compagni e resta imprigionato dunque nell'edificio in fiamme. Tornerà tempo dopo appiccando egli stesso incendi ed uccidendo i pompieri che tentano di domarli. Infine verrà fermato dall'Incappucciato e si darà fuoco.
- Helena Bertinelli/Cacciatrice (st.1-2) interpretata da Jessica De Gouw, doppiata da Gemma Donati.
Figlia del boss mafioso Bertinelli, è addestrata in ogni tipo di combattimento ed uso di armi da fuoco. Cercò di far arrestare suo padre raccogliendo delle prove per l'FBI, suo padre erroneamente pensò che a farlo fu il fidanzato della figlia, Michael, e lo fece uccidere. Ha una breve storia con Oliver e grazie al suo aiuto è riuscita a far rinchiudere suo padre dietro le sbarre, ma poi decide di separarsi da lui per perseguire unicamente la strada della vendetta. Dopo aver preso in ostaggio Laurel, obbliga Oliver e Sara a consegnargli il padre, in seguito arriva la polizia e inizia uno scontro a fuoco in cui Frank muore, mentre Sara e Oliver fanno arrestare Helena. Alla fine Helena capirà che la morte del padre non la fa sentire meglio e, ora che suo padre e il suo fidanzato sono morti, lei è rimasta sola, ma Oliver la conforta dicendole che non la lascerà mai sola.
- Edward Fyers (st.1), interpretato da Sebastian Dunn, doppiato da Sergio Lucchetti.
Capo di un gruppo mercenario, Oliver lo affronta mentre si trovava sull'isola. Edward era stato assoldato da Amanda Waller per distruggere un aereo di linea che passava proprio sopra l'isola, fallendo nel piano. Il mercenario uccide Yao Fei, Oliver vendica l'amico uccidendo Fyers con un colpo di freccia.
- Billy Wintergreen (st.1), interpretato da Jeffrey C. Robinson.
 È il partner, nonché migliore amico, di Deathstroke ed è incaricato insieme a lui di recuperare Yao Fei sull'isola. Catturato da Fyers si arrenderà a lui. Verrà prima battuto da Yao Fei e successivamente eliminato da Slade. Indossa la stessa maschera di Slade, tanto che Oliver inizialmente penserà che si tratta della stessa persona.
- Conte Vertigo (st.1-2), interpretato da Seth Gabel, doppiato da Marco Baroni. 
Lo spacciatore peggiore di Starling City, si fa chiamare "Il Conte" poiché quando testava la sua Vertigo (una pesantissima droga inventata da lui) lasciava segni sul collo delle vittime simili al morso del Conte Dracula. Oliver lo affronta e gli inietta una dose di Vertigo, lo shock da overdose lo rende mentalmente instabile e per tanto viene rinchiuso in uno studio psichiatrico. Dopo il terremoto causato da Malcolm Merylin, il Conte evade dalla sua cella; lui e Oliver si affrontano nuovamente e in questo frangente l'arciere uccide il Conte. Nei fumetti, il Conte Vertigo si fa chiamare così perché provoca con un congegno sensazioni di vertigini e disorientamento nei nemici.
- Lyla Michaels (st.1-8), interpretata da Audrey Marie Anderson, doppiata da Tiziana Avarista.
È la moglie di Diggle, lavora come direttore dell'A.R.G.U.S. Nonostante lei e Diggle abbiano divorziato, i due provano ancora un forte sentimento l'uno per l'altra. Lei e Diggle riprenderanno a rifrequentarsi, e Lyla scoprirà di aspettare un bambino da lui. I due diventeranno genitori della piccola Sara. Lei e Diggle si risposeranno inoltre, in seguito alla morte di Amanda Waller, prenderà il suo posto diventando la nuova direttrice dell'A.R.G.U.S. In conseguenza del viaggio nel passato di Barry Allen, il protagonista dello spin-off The Flash, alcuni eventi sono cambiati, infatti Sara non è mai nata ma Lyla e Diggle hanno avuto un maschietto, John Junior. Nei fumetti viene cresciuta dal Monitor, ed è in possesso di super poteri; il suo nome è "Harbinger". Questo ruolo sarà ripreso (con delle alterazioni) nella puntata 8 dell'ottava stagione, che fa parte del crossover Crisi delle Terre Infinite.
- Shado (st.1-2; guest 4), interpretata da Celina Jade, doppiata da Francesca Manicone.
Figlia di Yao Fei, Oliver la incontra durante la sua permanenza sull'isola, ed è lei a insegnare al ragazzo l'arte del tiro con l'arco. Ha dimostrato di provare dei sentimenti per Oliver, quest'ultimo in un primo momento la respinge, ma poi anche lui finirà per provare qualcosa per la ragazza. Il professor Anthony Ivo la uccide con un colpo di pistola.
- Detective Lucas Hilton (st.1-3), interpretato da Roger R. Cross, doppiato da Roberto Draghetti.
Detective del dipartimento di polizia di Starling City, e amico di Quentin. Viene ucciso nella seconda stagione da Cyrus Gold. Il suo personaggio è uguale a quello della sua versione cartacea.

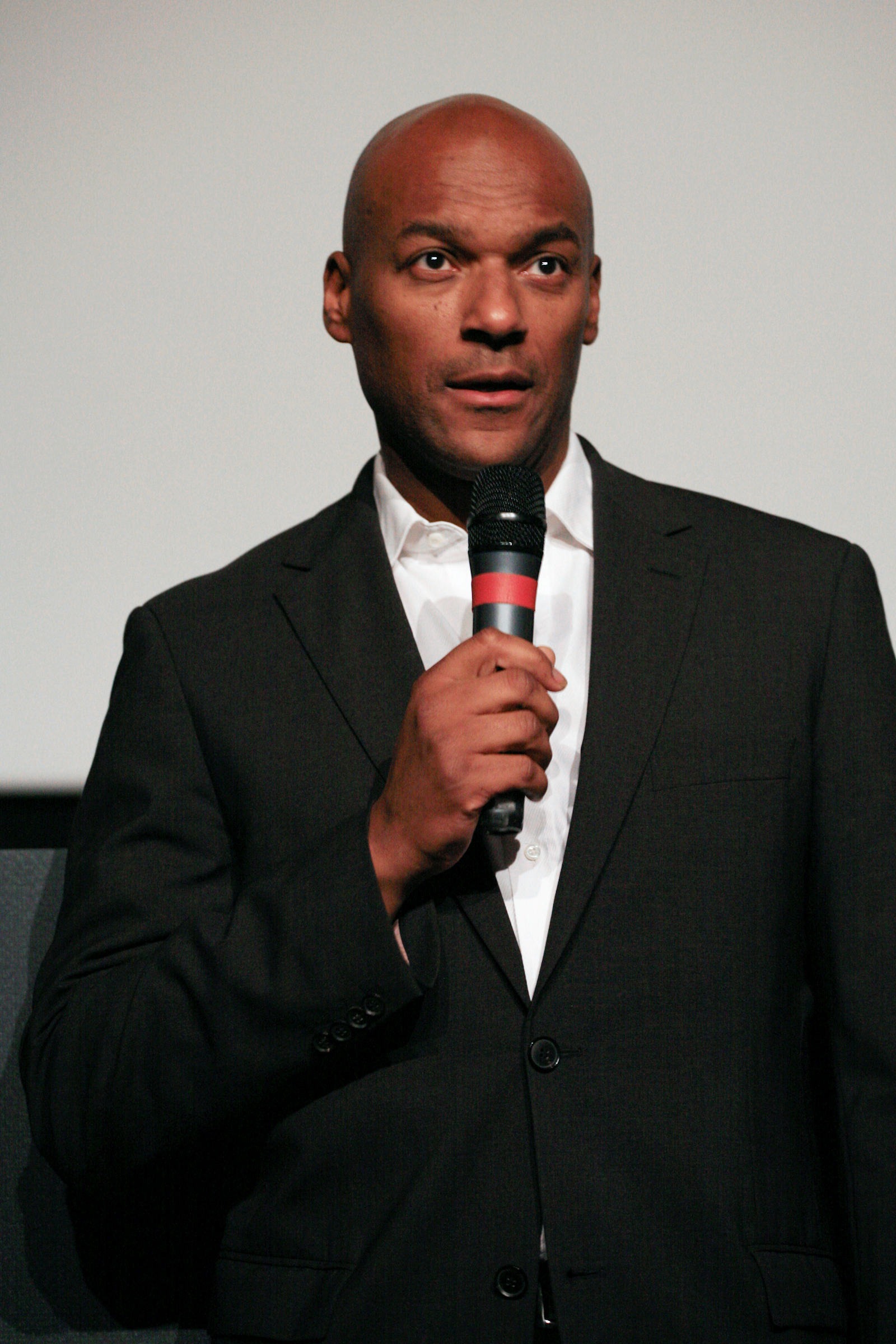
Colin Salmon interpreta Walter Steele
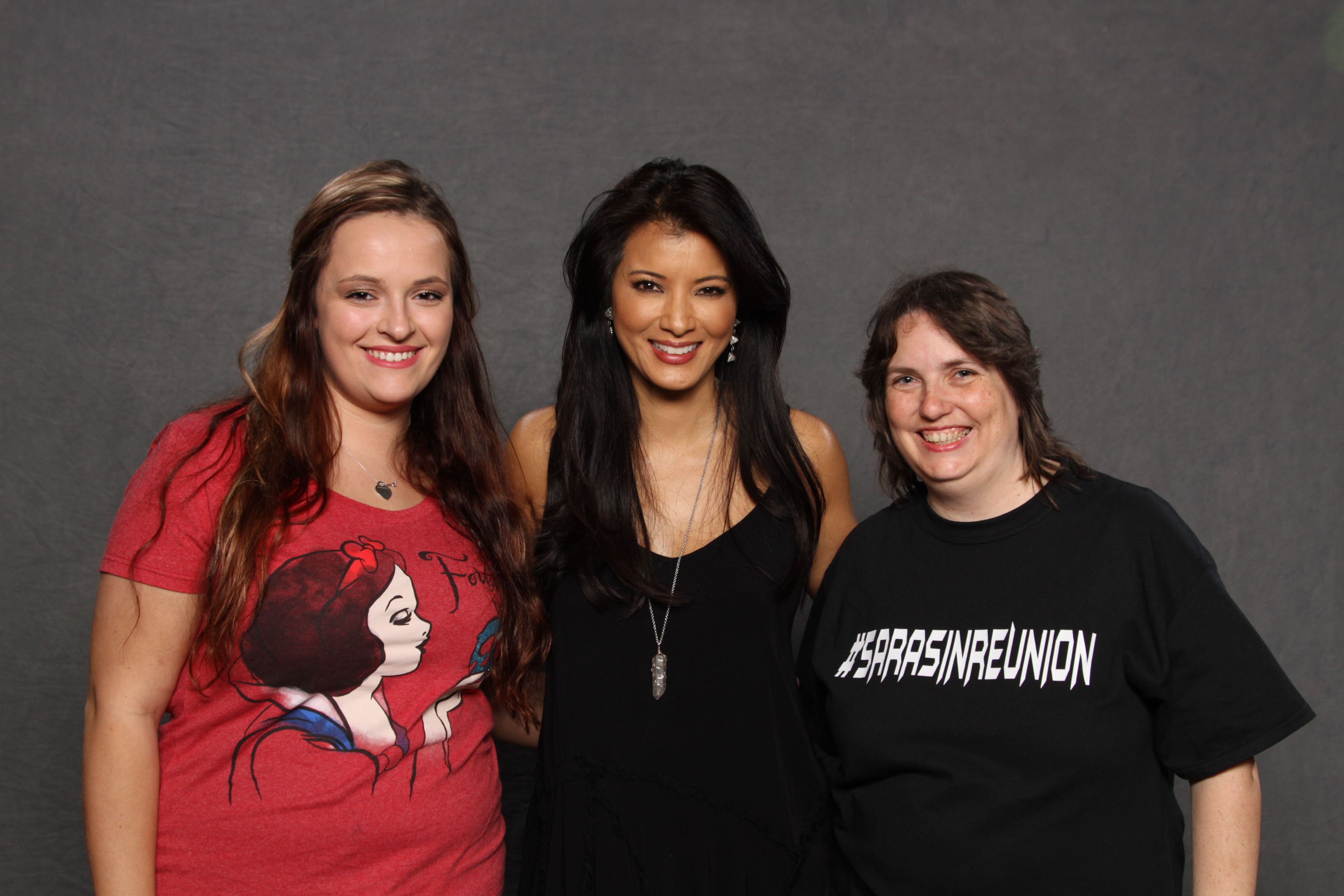
Kelly Hu interpreta China Na Wei.
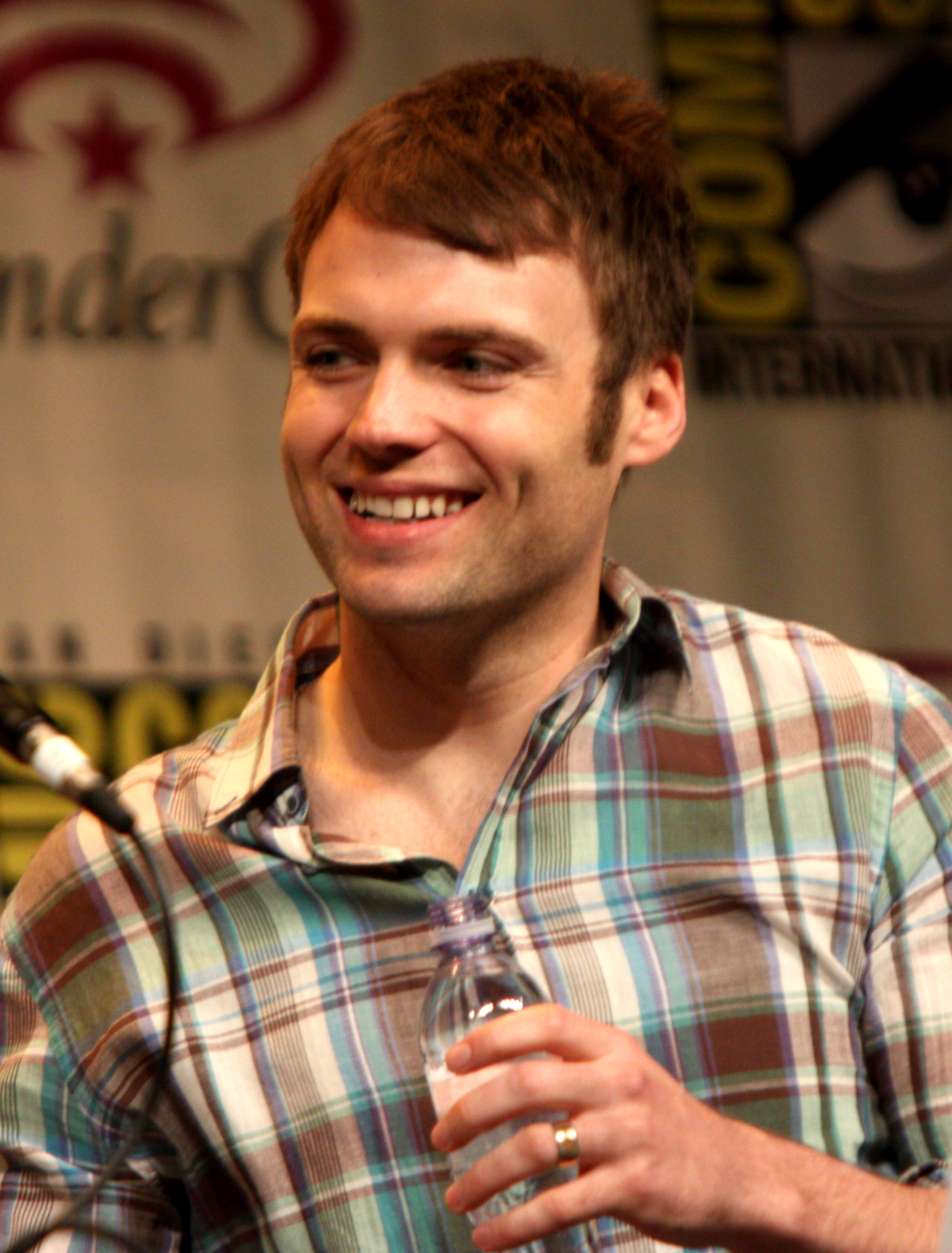
Seth Gabel interpreta il Conte Vertigo.
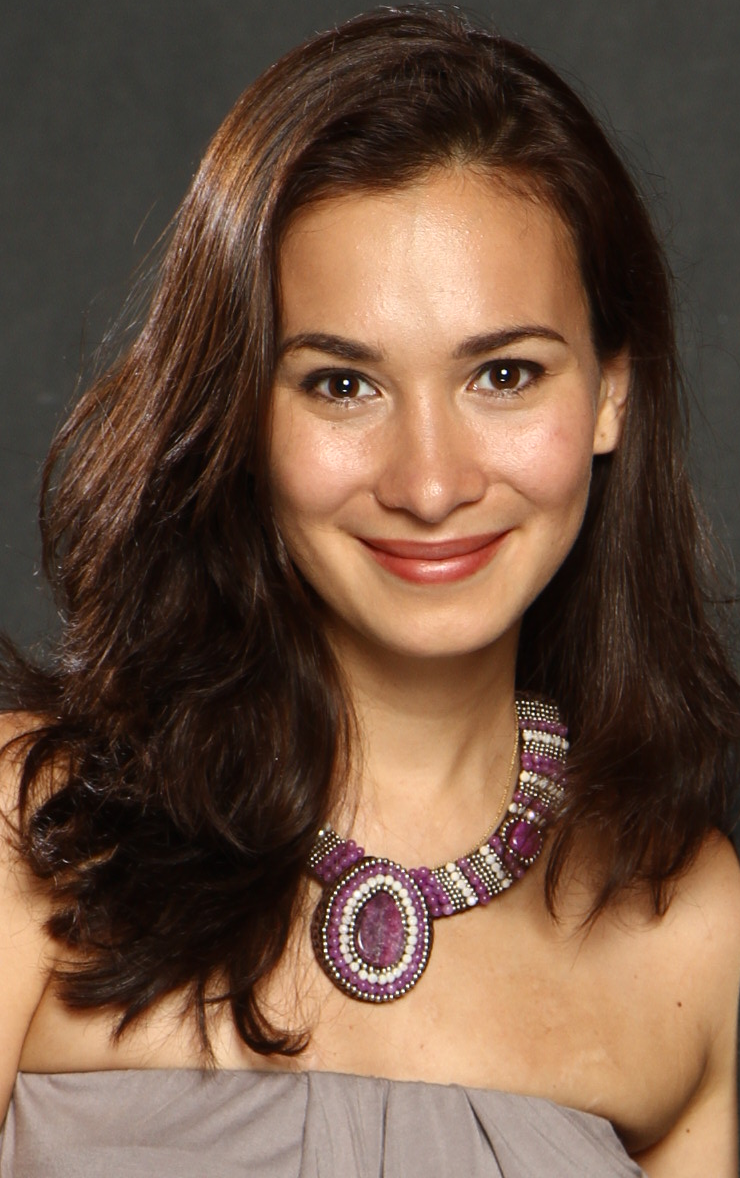
Celina Jade interpreta Shado
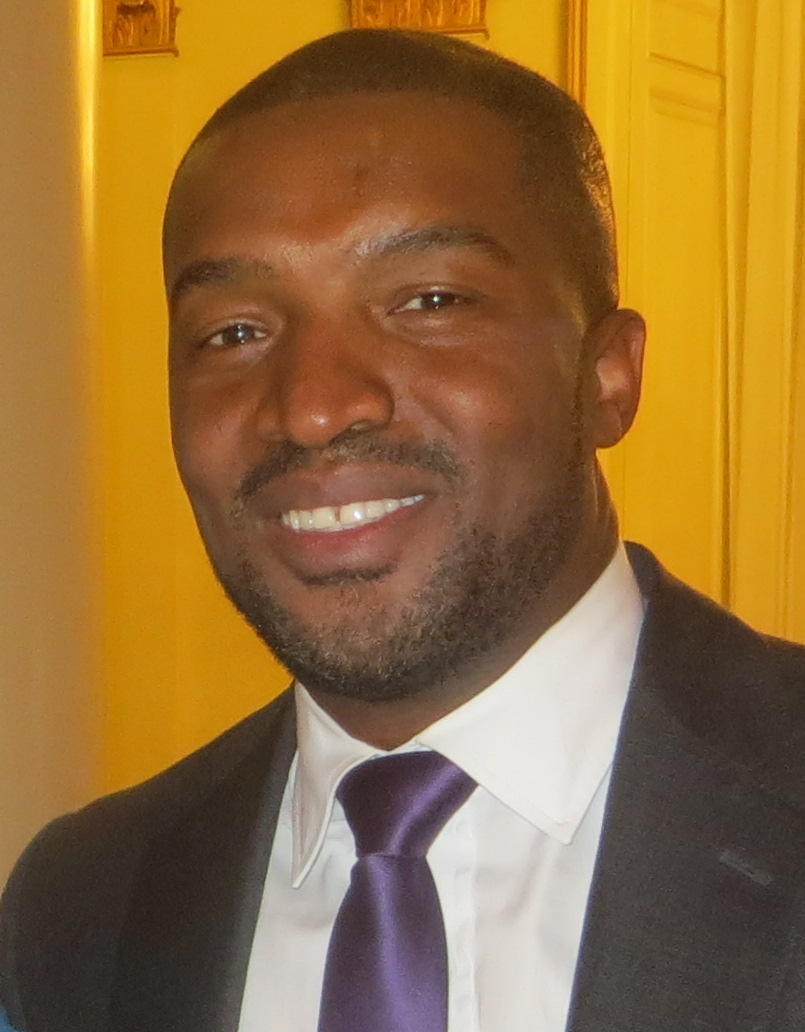
Roger R. Cross interpreta Lucas Hilton

### Introdotti nella seconda stagione
- Sara Lance/Canary/White Canary (st.2-in corso) interpretata da Caity Lotz, doppiata da Valentina Mari. Nell'episodio pilota interpretata da Jacqueline MacInnes Wood, doppiata da Laura Cosenza. 
È la sorella minore di Laurel, creduta dispersa e morta in mare dopo il naufragio della Queen's Gambit. Imbarcazione su cui si trovava e sulla quale stava consumando una relazione clandestina con Oliver all'insaputa di Laurel a quel tempo fidanzata del giovane rampollo Queen.
- Anatoly Knyazev/KGBeast (st.2, 5-in corso), interpretato da David Nykl, doppiato da Angelo Maggi.
Anatoly è il leader russo della Solntsevskaya Bratva. Ha conosciuto Oliver durante la prigionia nella base del Dr. Anthony Ivo. Oliver lo aiuterà a scappare, i due diventeranno buoni amici. Nella sesta stagione si allea con Cayden James e il gruppo criminale che ha formato.
- Sin (st.2-3), interpretata da Bex Taylor-Klaus.
È un'amica di Roy e Sara. Suo padre morì sull'isola dove Sara e Oliver erano segregati, in seguito allo schianto dell'aereo che pilotava. Sin è a conoscenza del fatto che Sara in realtà è Canary.
- Isabel Rochev (st.2), interpretata da Summer Glau, doppiata da Laura Lenghi.
È la co-presidente della Queen Consolidated insieme a Oliver a partire dalla seconda stagione e i due avranno spesso idee divergenti sulla direzione dell'azienda, ma nonostante tutto pure lei cadrà vittima del suo fascino, infatti i due finiranno a letto insieme. Alleata di Slade Wilson, prenderà parte all'attacco del suo esercito alla città sotto l'effetto del Mira Kuru.
- Barton Mathis/Il Fabbricante di bambole (st.2), interpretato da Michael Eklund, doppiato da Sandro Acerbo.
Nella serie è un serial killer noto per trasformare le proprie vittime (belle e giovani donne) in bambole. In passato fu arrestato dal detective Lance. Durante il terremoto riesce a fuggire dalla prigione, ma stavolta Lance non riuscirà a fermarlo da solo, ma sarà necessario l'aiuto del Giustiziere. Infatti Barton prenderà prigioniero il detective e sua figlia Laurel, pianificando di uccidere la donna davanti agli occhi del padre. Appena ci prova però irrompe Sara che inizia a combattere col creatore di bambole, e grazia all'aiuto di Oliver riesce ad ucciderlo.
- Dt Anthony Ivo (st.2), interpretato da Dylan Neal, doppiato da Francesco Prando.
Raggiungerà l'isola di Lian Yu con una nave alla ricerca del Mirakuru, si presume che probabilmente Ivo volesse il Mirakuru per aiutare sua moglie Jessica, gravemente malata. Si metterà più volte contro il gruppo di Oliver credendo che sappiano dove si trovi.
- Sebastian Blood/Brother Blood (st. 2), interpretato da Kevin Alejandro, doppiato da Massimo De Ambrosis.
Sotto le spoglie di un semplice politico volto a risollevare il Glades, cerca in segreto di creare un esercito di soldati potenziati dal mirakuru.
- Cyrus Gold/Solomon Grundy (st.2), interpretato da Graham Shiels.
Qui anche chiamato "Fratello Cyrus", è uno scagnozzo di Brother Blood reso apparentemente invincibile dal Mirakuru. Si scontrerà varie volte con Oliver, ma alla fine verrà ucciso da quest'ultimo. Diggle trova nella sua camera un foglio con la filastrocca di Solomon Grundy, ed questo è l'unico richiamo al personaggio originale.
- Ben Turner/Bronze Tiger (stagioni 2, 7), interpretato da Michael Jai White, doppiato da Massimo Bitossi.
Criminale che fa uso di artigli di metallo nei suoi scontri, è un mercenario che si trova spesso a scontrarsi con Oliver. Una volta catturato, verrà introdotto da Amanda Waller nella Suicide Squad.
- Amanda Waller (stagioni 2-4), interpretata da Cynthia Addai-Robinson, doppiata da Alessandra Cassioli.
Capo dell'ARGUS, è a conoscenza del segreto di Oliver riguardante la sua doppia identità, i due si conobbero due anni dopo il naufragio del Queen's Gambit, a Hong Kong. Spesso si rivolge a Oliver e Diggle per delle operazioni governative delicate. Viene uccisa dal tenente Joyner, un membro dell'organizzazione criminale Shadowspire.
- Nyssa al Ghul (stagione 2-in corso), interpretata da Katrina Law, doppiata da Rossella Acerbo.
Figlia di Ra's al Ghul, avuta dalla sua relazione con Amina Raatko, la sua concubina. È una formidabile combattente, ciò la rende uno dei membri di spicco della Lega degli Assassini. Nyssa è innamorata di Sara, amore da lei ricambiato. Aiuta Oliver nello scontro con Slade e Isabel, quest'ultima verrà uccisa proprio da Nyssa. Nella quinta stagione si allea con Oliver, Malcolm Merlyn e Slade Wilson contro Adrian Chase e sua sorella Talia. Nella sesta stagione torna a Star City per avvisare il Team Arrow dell'arrivo della Gilda di Thanatos, un gruppo fondato da Merlyn. In seguito partirà insieme a Roy e Thea per cercare e distruggere i restanti Pozzi di Lazzaro.
- Mark Scheffer/Shrapnel (stagione 2), interpretato da Sean Maher, doppiato da Oreste Baldini.
È un criminale amante degli esplosivi, Oliver e la sua squadra lo catturano e lo fanno arrestare. In seguito si unirà a una squadra operativa dell'A.R.G.U.S., la Suicide Squad, ma deciderà di scappare. Purtroppo per lui l'A.R.G.U.S., in seguito al suo tentativo di fuga, lo farà uccidere. Il suo personaggio è diverso dalla sua versione cartacea, infatti sembra più ispirato al personaggio del Giocattolaio.
- Barry Allen (st.2-in corso), interpretato da Grant Gustin, doppiato da Alessandro Ward e Alessandro Quarta (stagione 2, prima edizione).
È uno scienziato forense che lavora al dipartimento di polizia di Central City[4] e che si reca a Starling City per indagare su alcuni omicidi che crede siano collegati alla morte della madre, del cui assassinio è stato accusato proprio suo padre.[5]
- Caitlin Snow (st. 2-in corso), interpretata da Danielle Panabaker, doppiata da Perla Liberatori.
È un'amica di Barry Allen, nonché sua collaboratrice. Caitlin è una delle protagoniste dello spin-off della serie, The Flash. Nella terza stagione dello spin-off otterrà il potere della criocinesi.
- William Tockman (st. 2), interpretato da Robert Knepper, doppiato da Carlo Valli.
È un criminale molto intelligente, con la fissazione per il tempo e la puntualità. Si approprierà di un software che fa esplodere i congegni elettronici, ma Felicity utilizzerà la sua arma contro di lui, sconfiggendolo, alla fine viene arrestato. Riappare in un episodio della prima stagione dello spin-off, The Flash.
- Milo Armitage (st. 2-4), interpretato da James Kidnie, doppiato da Mino Caprio.
È un membro dell'H.I.V.E. e lavora per Damien Dahrk, ma quando quest'ultimo finirà in prigione Milo gli volterà le spalle. Damien, evaso dal penitenziario, cercherà vendetta contro Milo per il suo tradimento, Milo gli sparerà un colpo di pistola, ma con i suoi poteri Damien devierà la pallottola contro lo stesso Milo uccidendolo.
- Kate Spencer (st.2), interpretata da Chelah Horsdal.
È il procuratore distrettuale di Starling City, e capo di Laurel. Viene uccisa da uno dei super soldati di Slade, durante l'assedio della città avvenuto nel finale della seconda stagione. Nelle storie a fumetto, Kate oltre a essere un procuratore fa anche parte di un gruppo di supereroi, i "Manhunter".
- Harley Quinn (st.2), interpretata da Cassidy Alexa, doppiata da Tara Strong in originale 
Harley è un membro della Suicide Squad. Non la si vede di faccia, ma solo di spalle e la si può sentire parlare e ridere.

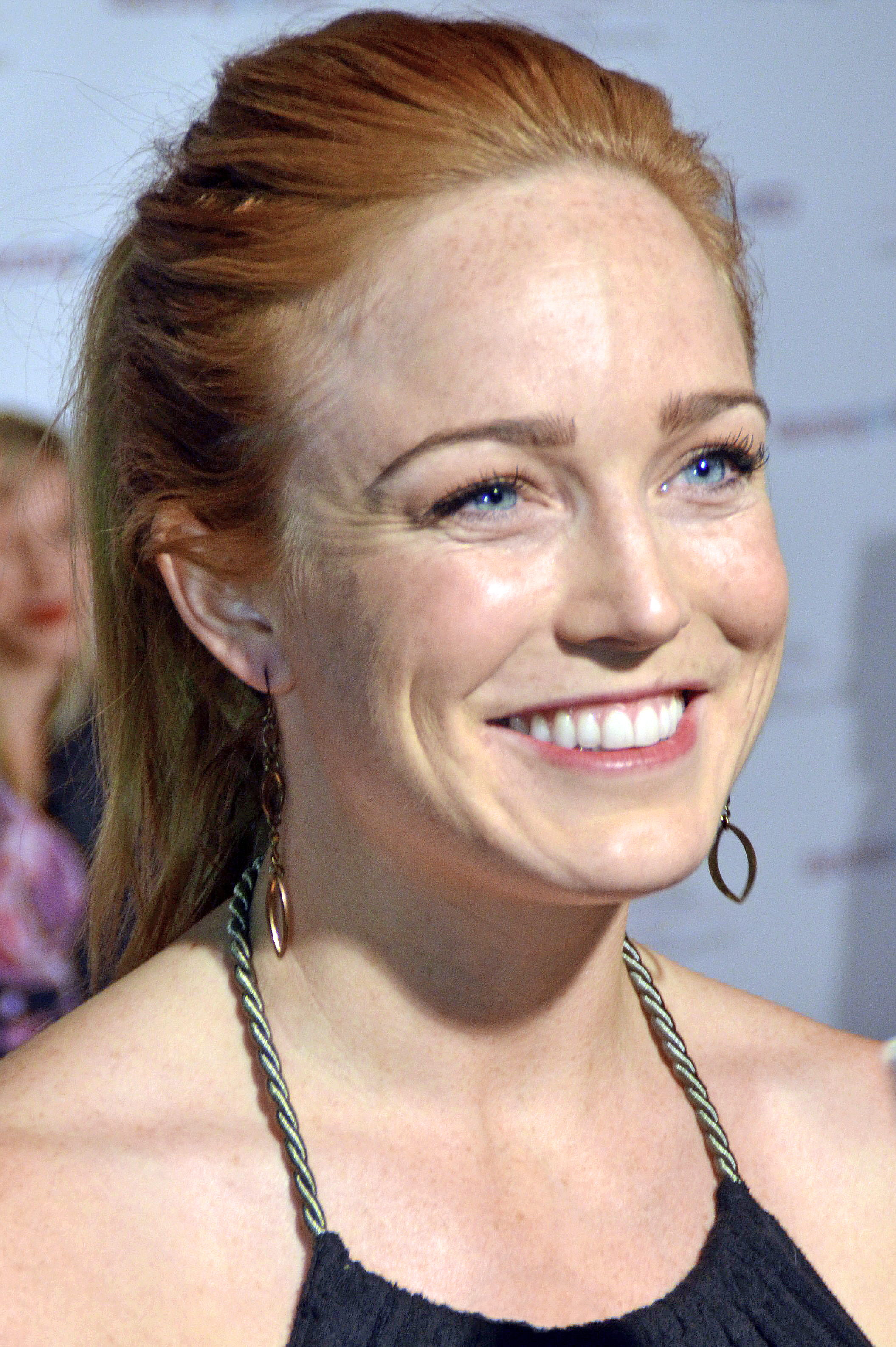
Caity Lotz interpreta Sara Lance/White Canary
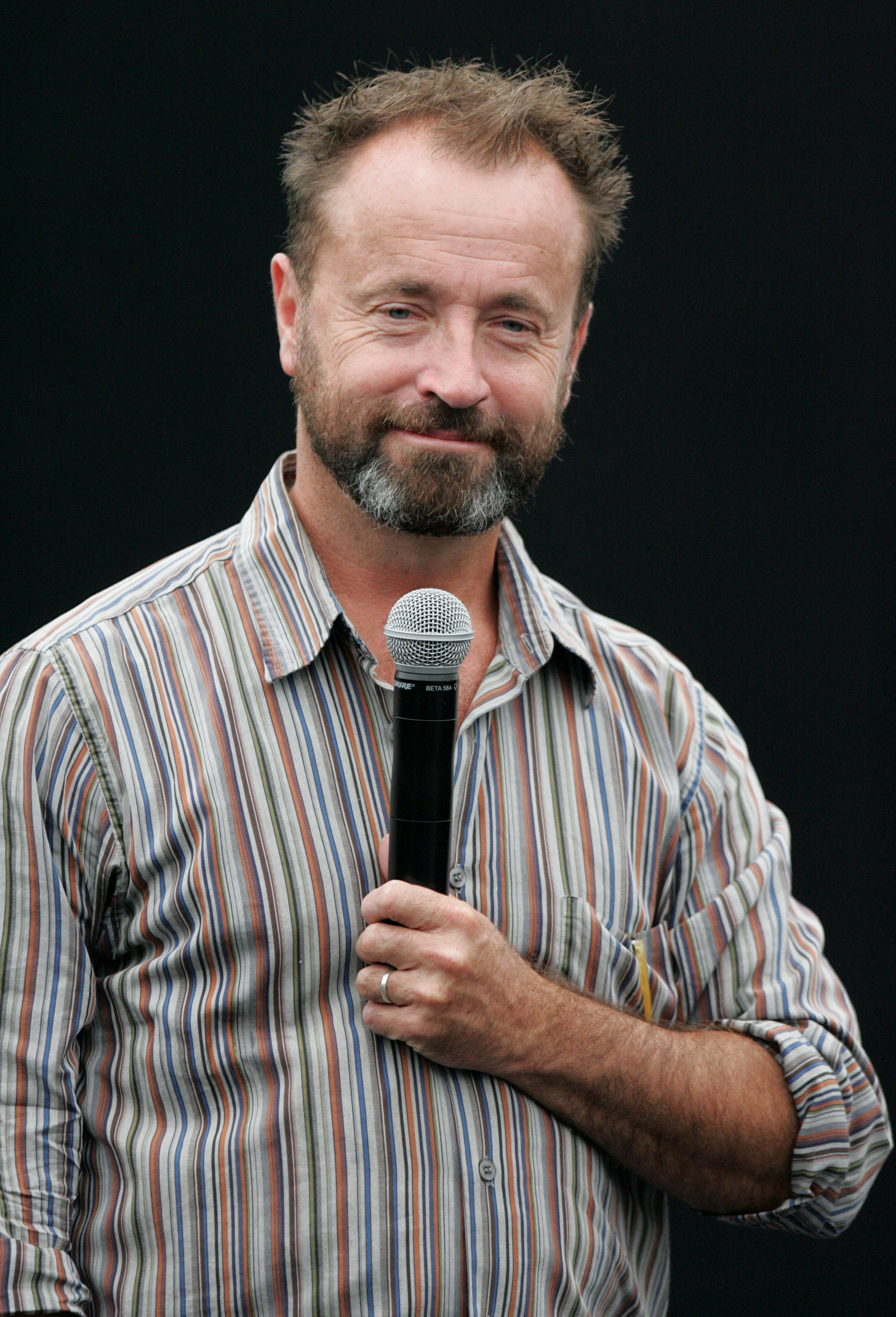
David Nykl interpreta Anatoli Knyazev
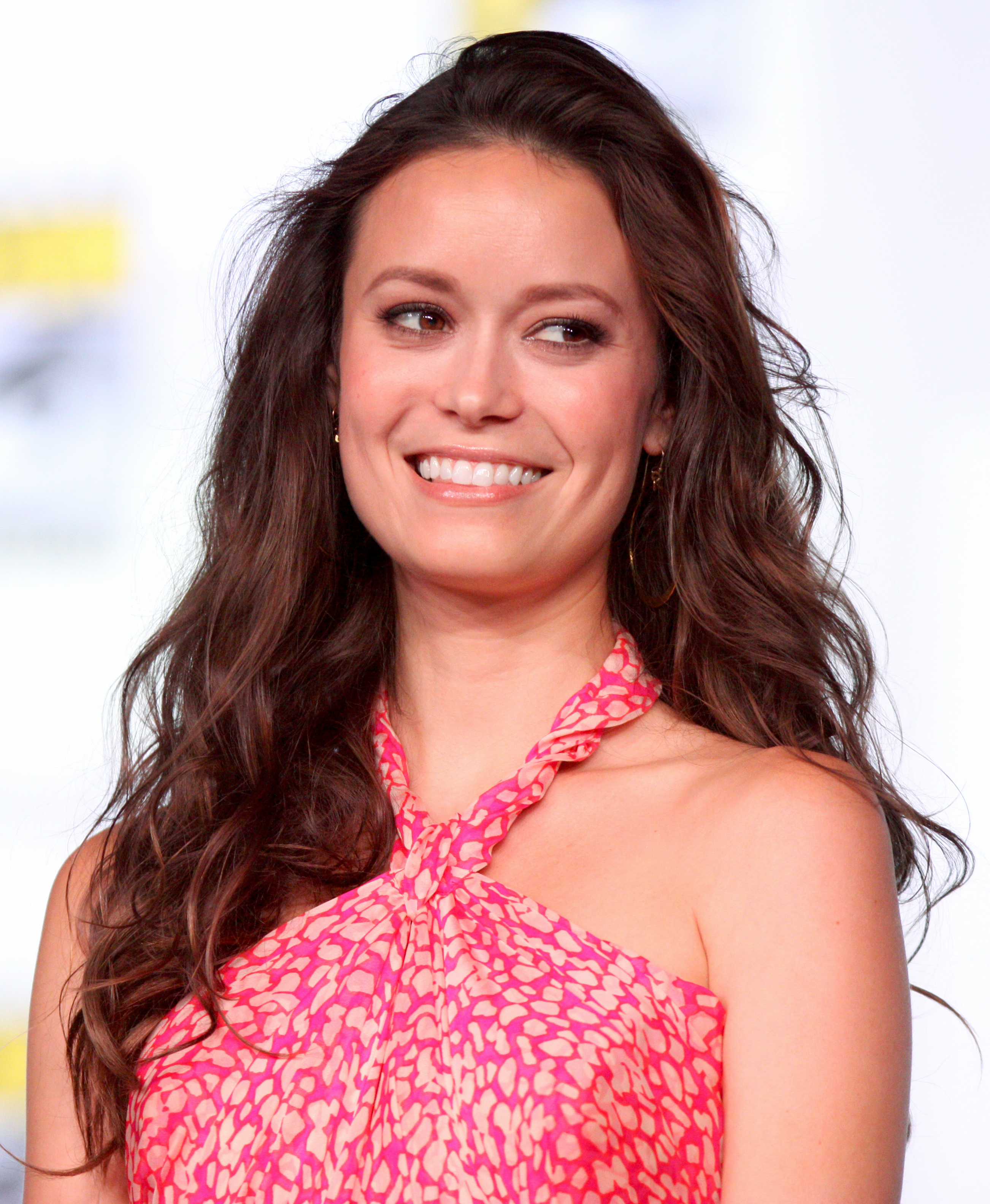
Summer Glau interpreta Isabel Rochev.
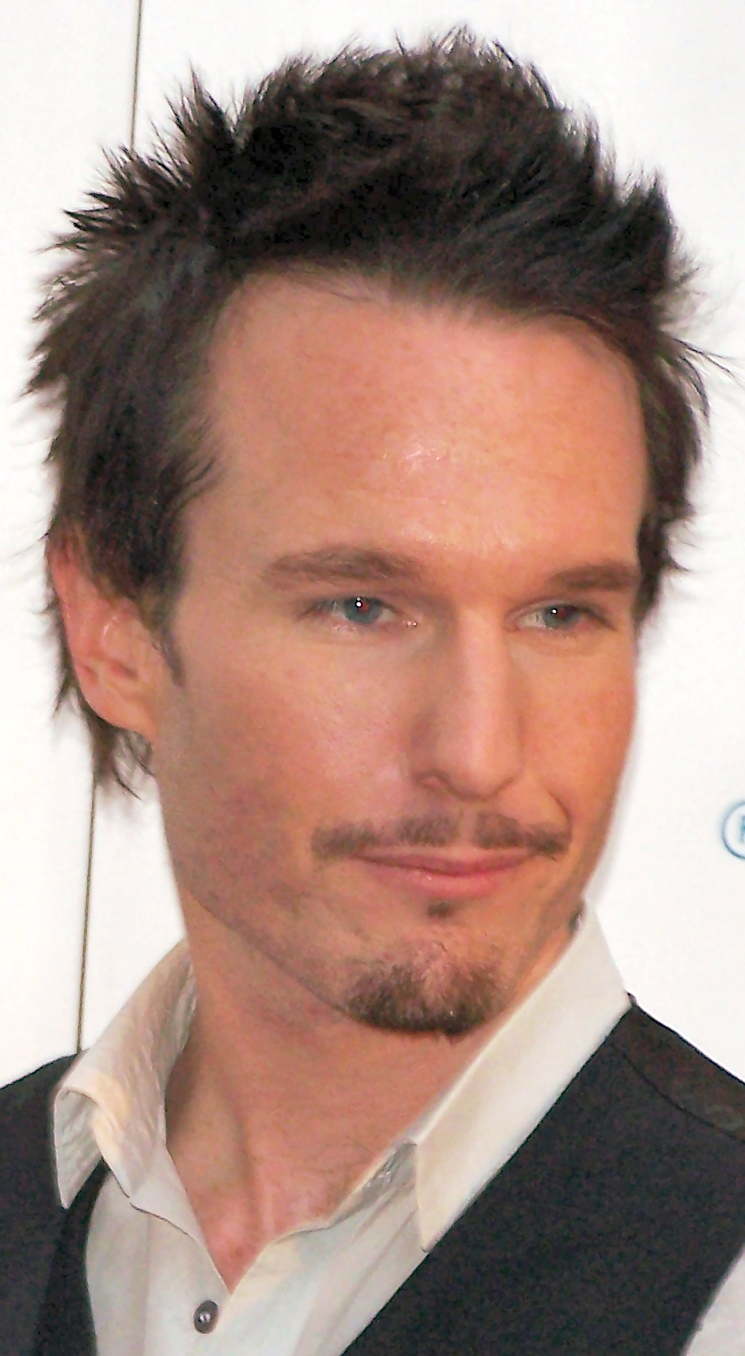
Michael Eklund interpreta Barton Mathis.
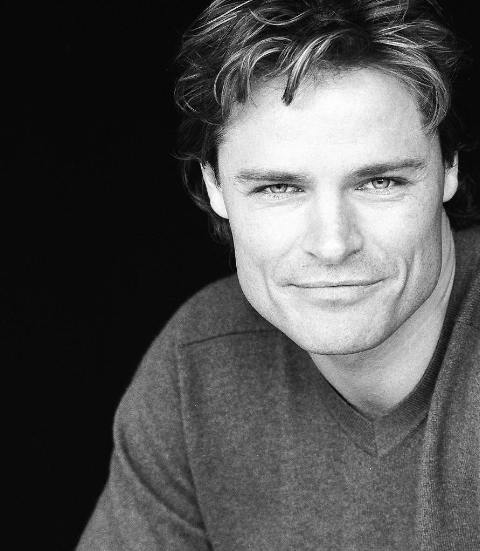
Dylan Neal interpreta il Professor Antony Ivo.
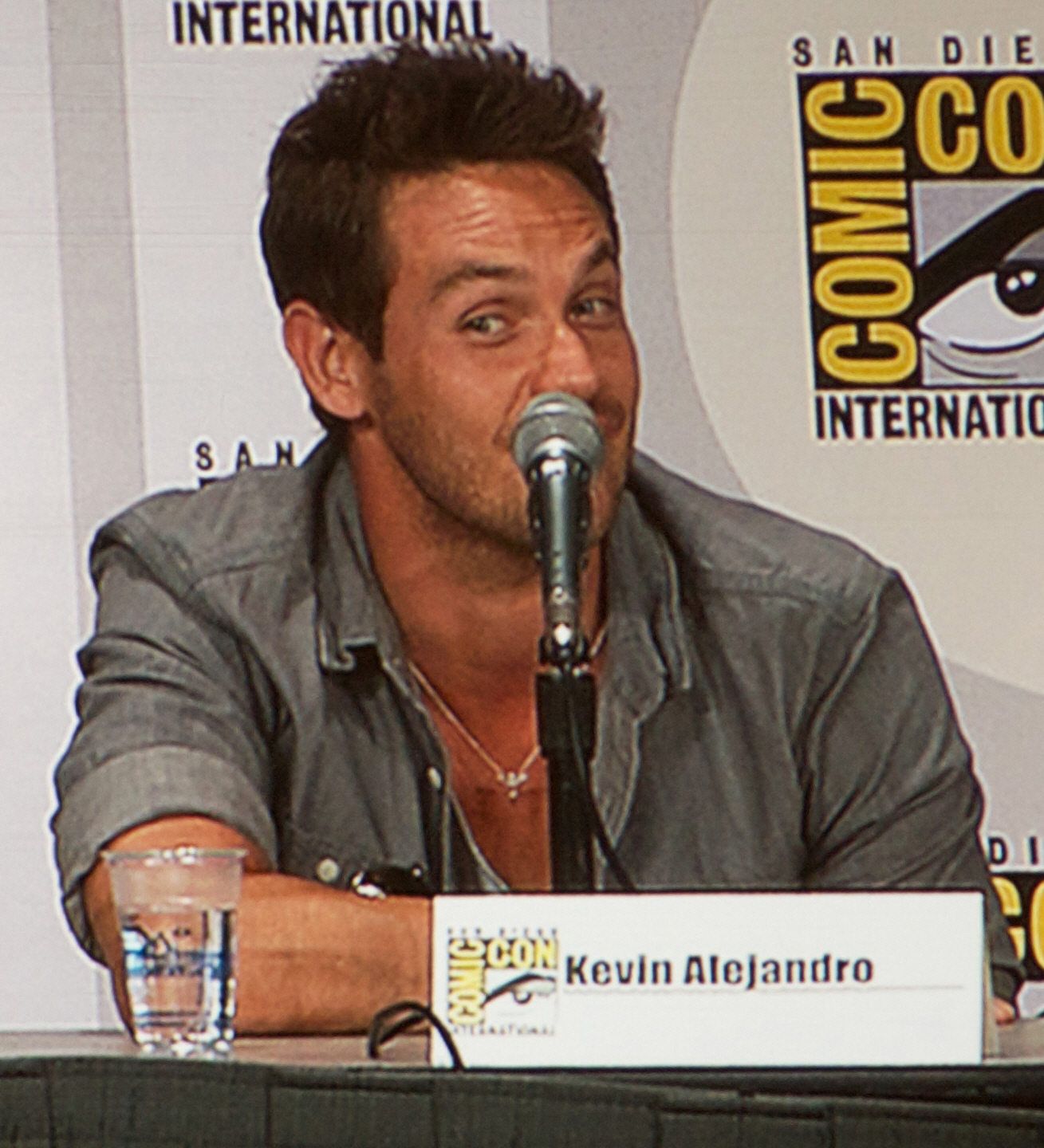
Kevin Alejandro interpreta Sebastian Blood.
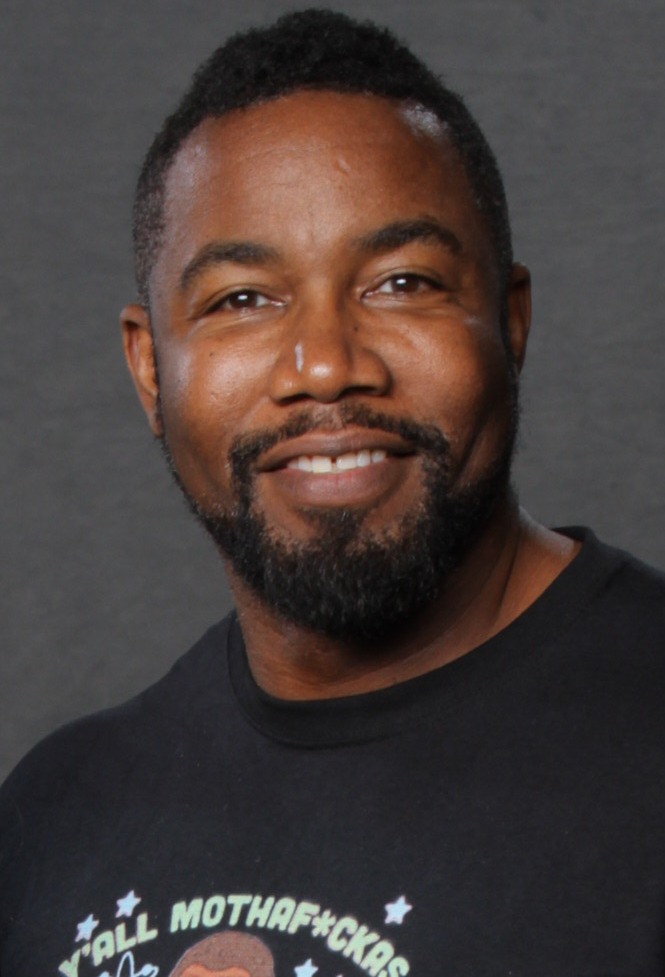
Michael Jai White interpreta Ben Turner.
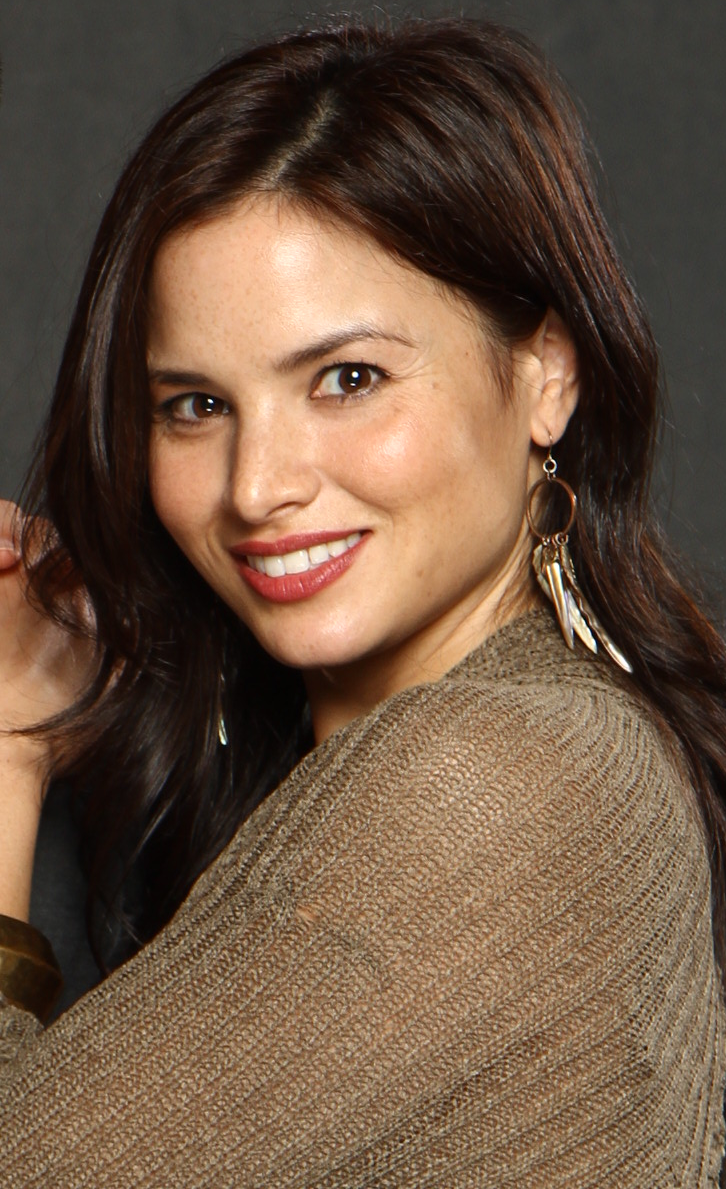
Katrina Law interpreta Nyssa al-Ghul
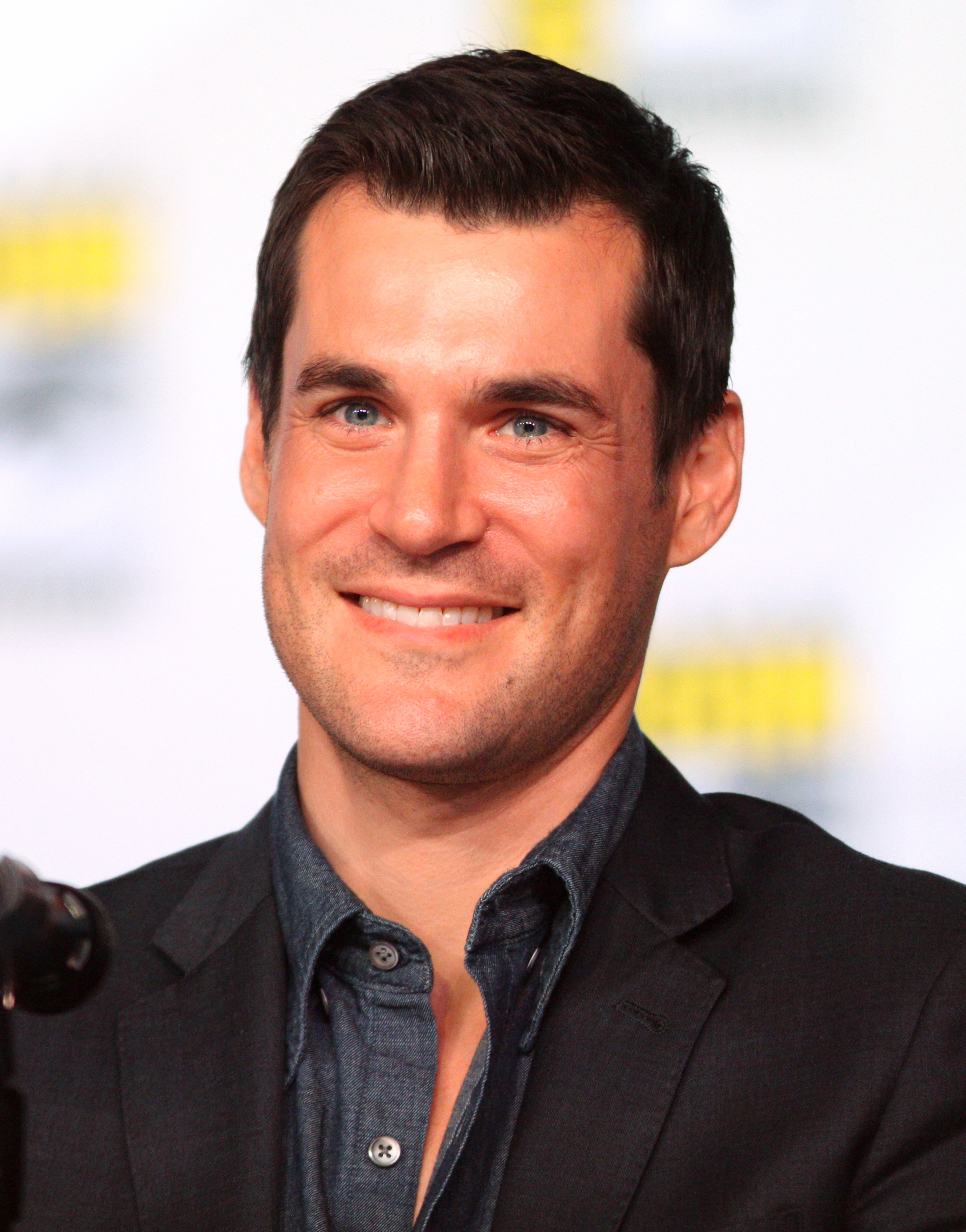
Sean Maher interpreta Mark Scheffer
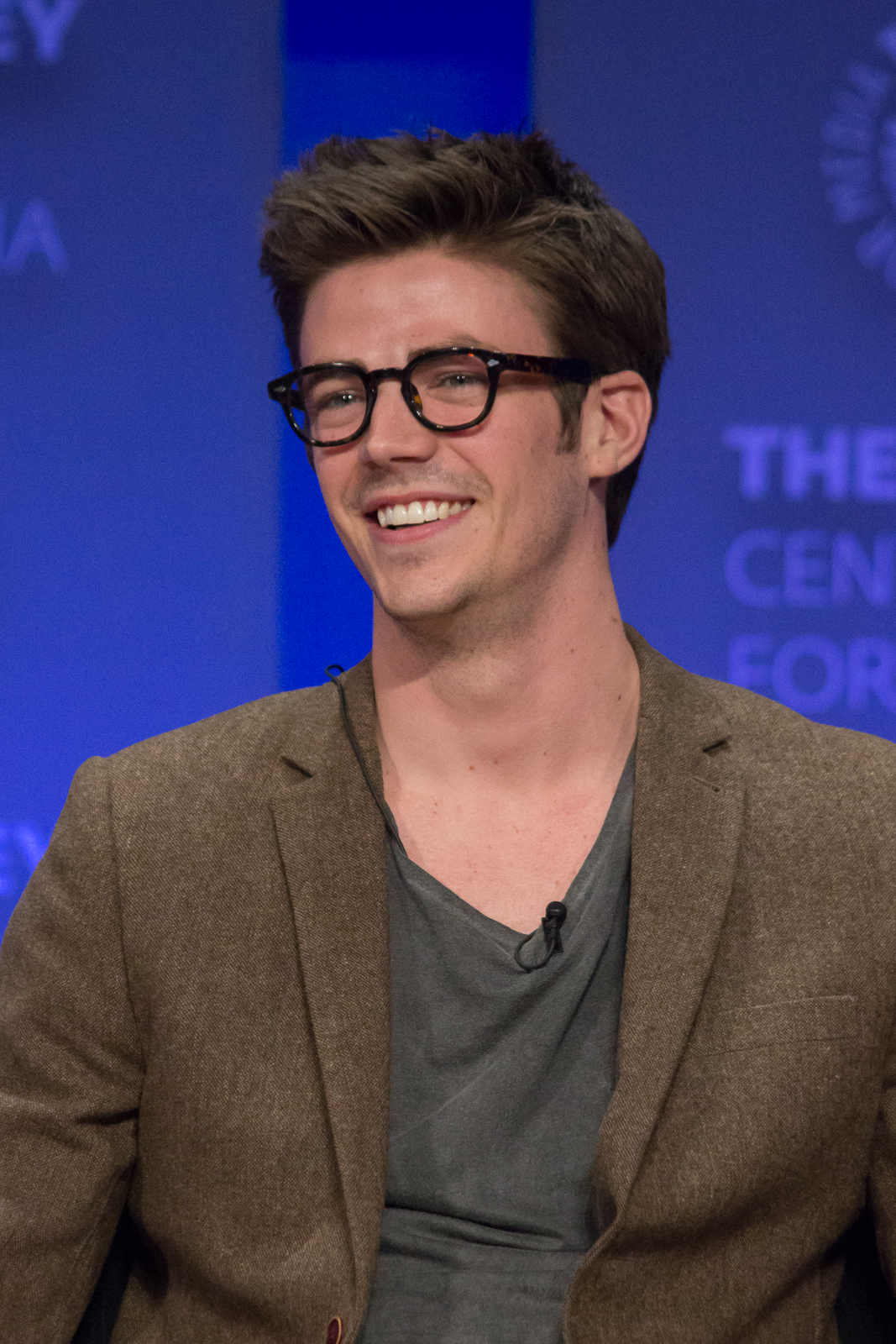
Grant Gustin interpreta Barry Allen/Flash
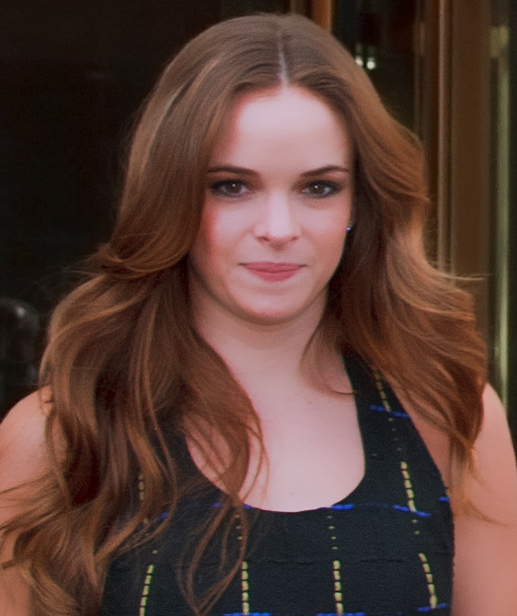
Danielle Panabaker interpreta Caitlin Snow
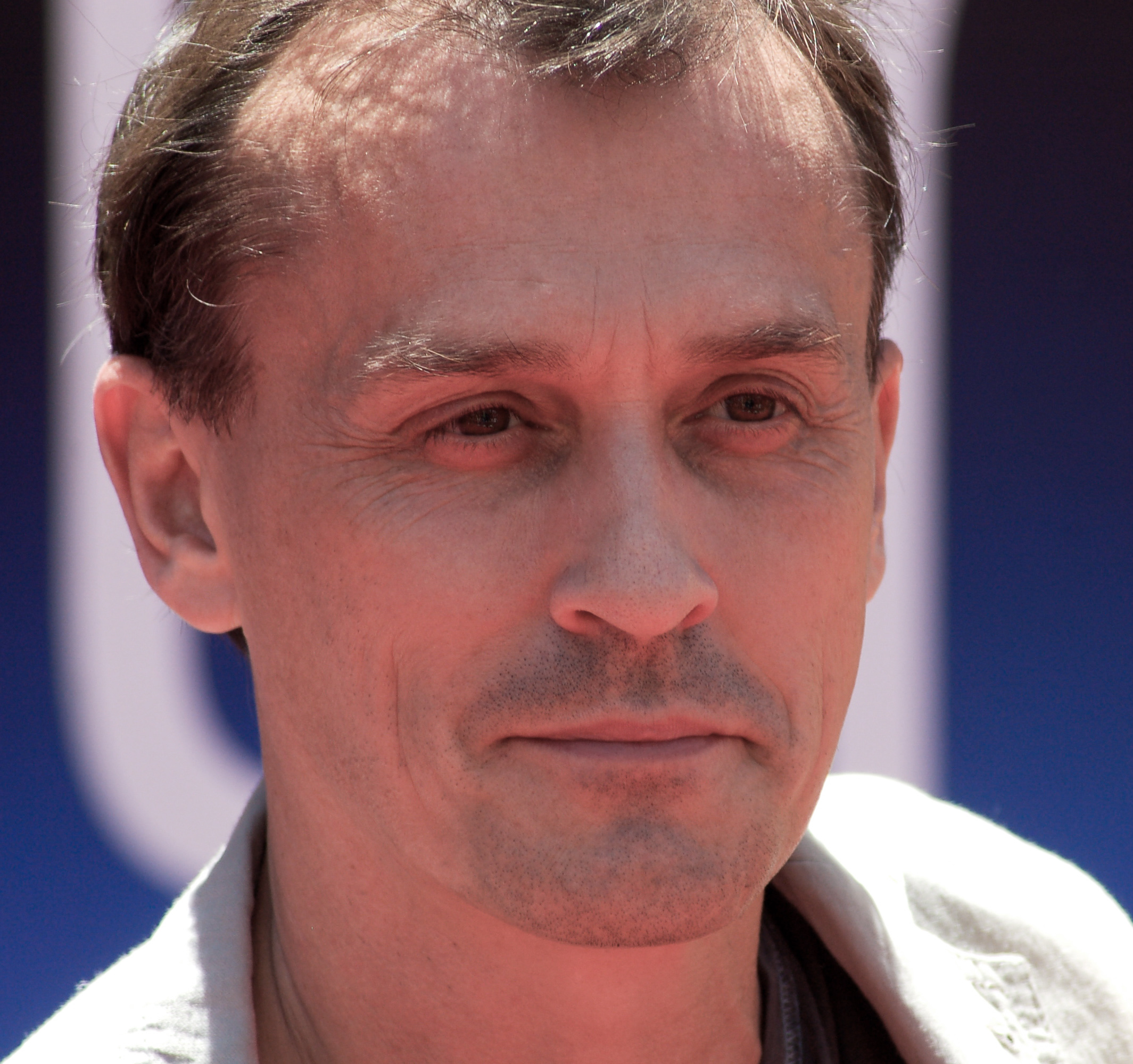
Robert Knepper interpreta William Tockman
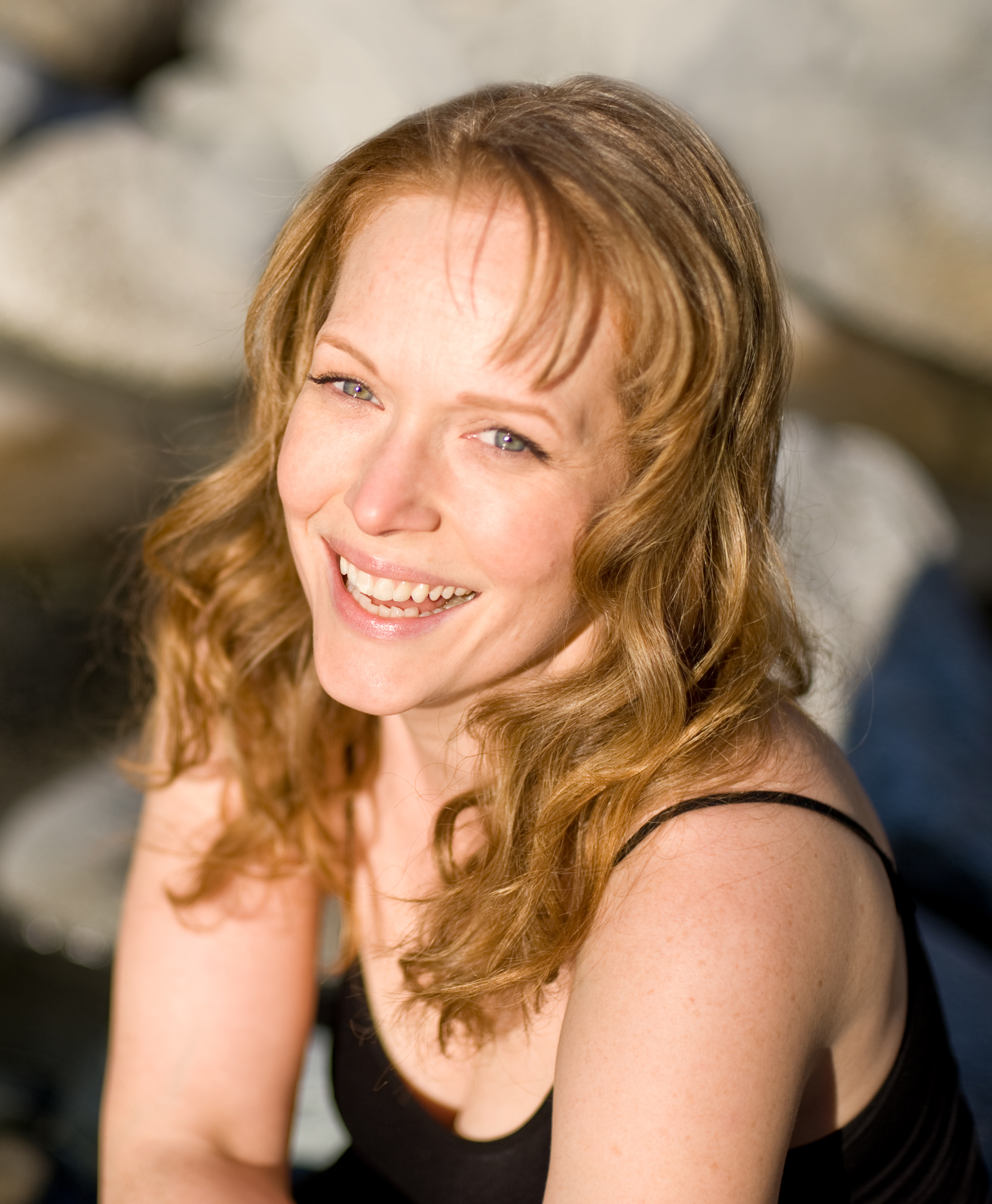
Chelah Horsdal interpreta Kate Spencer

### Introdotti nella terza stagione
- Ray Palmer (st.3-5), interpretato da Brandon Routh, doppiato da Marco Vivio.
Attuale capo dell'ex Queen Consolidated (adesso chiamata Palmer Technologies), Ray Palmer è un filantropo, e genio dell'elettronica. Compare nel primo episodio della terza stagione. Ray vuole "far risorgere" Starling City sotto il nome di Star City. Inoltre lavora ad un progetto chiamato "A.T.O.M. Suit", riferimento al suo alias nell'universo DC, Atom; Ray ha iniziato a lavorare a questo progetto dopo la morte della sua fidanzata Anna, morta durante l'assedio dei supersoldati di Slade Wilson.
- Ted Grant/Wildcat (st.3), interpretato da J.R. Ramirez, doppiato da Emanuele Ruzza.
È stato il primo vigilante apparso a Starling City. Ted fu, in quella che lui stesso definisce l'"Età dell'Oro" (riferimento alla "Golden Age" del mondo fumettistico), il vigilante mascherato Wildcat. Quando la sua spalla, però, uccise un uomo, abbandonò la maschera e divenne un lottatore di box e l'istruttore della palestra "Wildcat", dove si allena Laurel Lance nel suo percorso per diventare la seconda Black Canary.
- Carrie Cutter/Cupid (st.3-5; 7), interpretata da Amy Gumenick.
Fan sfegatata di Arrow, s'innamora di lui divenendo la folle Cupid. Carrie è stata la prima ragazza nella SWAT, ma venne cacciata per via della sua malattia mentale, che la fa innamorare perdutamente ad una sola persona, disposta a far tutto pur di averla. Quando Oliver la salvò dagli uomini di Slade, Carrie s'invaghì di lui, fino a trasformarsi in Cupid, uccidendo Isaac Stanzler. I due si sono scontrati quando Carrie ha scoperto il rifugio di Arrow. Ovviamente il vigilante di Starling City ha avuto la meglio e lei si trova tuttora nella Suicide Squad, al servizio di Amanda Waller. Nella settima stagione entra nella ricostituita Ghost Initiative.
- Ra's al Ghul (st.3), interpretato da Matt Nable, doppiato da Angelo Nicotra.
Capo della Lega degli Assassini e padre di Nyssa al Ghul e Talia al Ghul, soprannominato "Il Demone". Vive a Nanda Parbat, dove ha sede la base operativa della Lega degli Assassini. Ha più di quattrocento anni, dato che ha arrestato il processo di invecchiamento immergendo costantemente il suo corpo in una misteriosa acqua magica, il Pozzo di Lazzaro. Il ruolo fu offerto anche a Liam Neeson (che lo aveva interpretato in Batman Begins); l'attore si disse interessato ma declinò per impegni precedenti.[6]
- Tatsu Yamashiro/Katana (st.3-4), interpretata da Rila Fukushima, doppiata da Letizia Scifoni.
Tatsu è la moglie di Maseo Yamashiro e la madre di Akio Yamashiro. La donna è un'esperta nell'uso delle spade tipiche giapponesi, le katane, ed è lei, assieme a Maseo, ad ospitare Oliver Queen per conto di Amanda Waller nel periodo in cui il ragazzo aveva vissuto in Cina. Quando Akio muore per via del virus Omega, diffuso dal generale Shrieve per distruggere la Cina, Maseo lascerà la moglie per unirsi alla Lega degli Assassini. Tatsu e Oliver continuano a essere amici, inoltre la donna lo aiuta nella lotta contro la lega, arrivando a uccidere il suo amato Maseo. Tatsu, nei fumetti, è l'eroina Katana.
- Maseo Yamashiro (st.3), interpretato da Karl Yune, doppiato da Andrea Lavagnino.
Ha lavorato a Hong Kong insieme a Oliver, per conto dell'A.R.G.U.S. Col tempo lui e Oliver diventano buoni amici, l'unico obbiettivo di Maseo è chiudere tutti i ponti con Amanda e l'A.R.G.U.S., per poter vivere una vita felice insieme alla moglie e al figlio.
- Digger Harkness/Capitan Boomerang (st.3, 5), interpretato da Nick E. Tarabay, doppiato da Massimo Rossi.
Digger è un assassino, ex membro della Suicide Squad. Uccide utilizzando dei boomerang affilati di metallo. Oliver lo affronta con l'aiuto di Barry Allen, sconfiggendolo, infine l'A.R.G.U.S. lo imprigiona nell'isola Lian Yu, dove Oliver giunse dopo il naufragio. Nell'universo a fumetti DC è famosa la rivalità tra Deadshot e Capitan Boomerang. Inoltre, sempre nei fumetti, il suo vero nome è George Harkness e "Digger" è solo un soprannome.
- Werner Zytle/Vertigo (st. 3), interpretato da Peter Stormare, doppiato da Roberto Pedicini.
Dopo la morte del Conte Vertigo, Werner Zytle, si proclama il nuovo Conte con il nome di Vertigo. Werner utilizza una versione potenziata della droga ideata dal Conte che mostra le peggiori paura di chi l'assume (in modo simile al gas della paura dello Spaventapasseri). Oliver lo affronta sconfiggendolo, infine viene arrestato dalla polizia. Werner viene portato in tribunale, ma riesce a fuggire. Werner si vede costretto ad affrontare Laurel (che indossa i panni di Canary), lui cerca di avere la meglio sull'avversaria iniettandole la vertigo, ma alla fine Laurel riesce a sconfiggere il criminale. Nei fumetti, Werner Zytle Conte Vertigo.
- Danny "Brick" Brickwell (st.3-4), interpretato da Vinnie Jones, doppiato da Massimo Bitossi.
È un pericoloso capobanda che cerca di conquistare The Glades. È stato lui a uccidere la moglie di Malcolm, dunque quest'ultimo decide di combatterlo per vendicarla. Roy, Laurel, Diggle, Sin e Ted Grant affrontano Brick e la sua banda, con l'aiuto dei cittadini di The Glades, riuscendo a sconfiggerli, Brick cerca di scappare ma Malcolm lo sconfigge, e mentre si appresta a ucciderlo, Oliver lo convince a risparmiarlo. Brick viene quindi arrestato. Diversamente dal Brick dei fumetti, non ha alcun superpotere.
- Generale Matthew Shrieve (st.3), interpretato da Marc Singer, doppiato da Paolo Buglioni.
È un generale dell'esercito, Oliver lo conobbe durante il terzo anno dopo il naufragio, periodo in cui affrontò China Na Wei e la Triade per conto dell'A.R.G.U.S. Shrieve è un uomo pericoloso, e quando Oliver sottrae il virus Omega alla Triade, Shrieve decide di usarlo per distruggere la Cina, visto che il generale considera il paese troppo pericoloso e instabile. Oliver, Maseo, e Tatsu cercheranno di fermarlo, ma quando il virus viene rilasciato dagli uomini di Shrieve uccide il piccolo Akio, il figlio di Tatsu e Maseo, quest'ultimo vendica il suo bambino uccidendo Shrieve. Nei fumetti è a capo del Creature Commandos, un'unità speciale formata da metaumani.
- Jake Simmons (st.3), interpretato da Doug Jones, doppiato da Fabrizio Manfredi.
È un metaumano, appena arrivato a Starling City inizia a mietere vittime con i suoi poteri, ma Ray Palmer lo sconfigge con la sua armatura ATOM. Dopo averlo battuto lo porta a Central City. Jake riappare nello spin-off della serie, The Flash, dove viene ucciso dal criminale Leonard Snart.
- Michael Amar (st.3-4), interpretato da Adrian Glynn McMorran.
In principio venne arrestato per un crimine che non aveva commesso, inoltre i poliziotti che lo arrestarono lo picchiariono brutalmente, da allora, covando un enorme odio per la società, divenne un pericoloso criminale. Ha le labbra cucite, emettendo quindi dei mormorii, ragion per cui viene chiamato "Murmur".

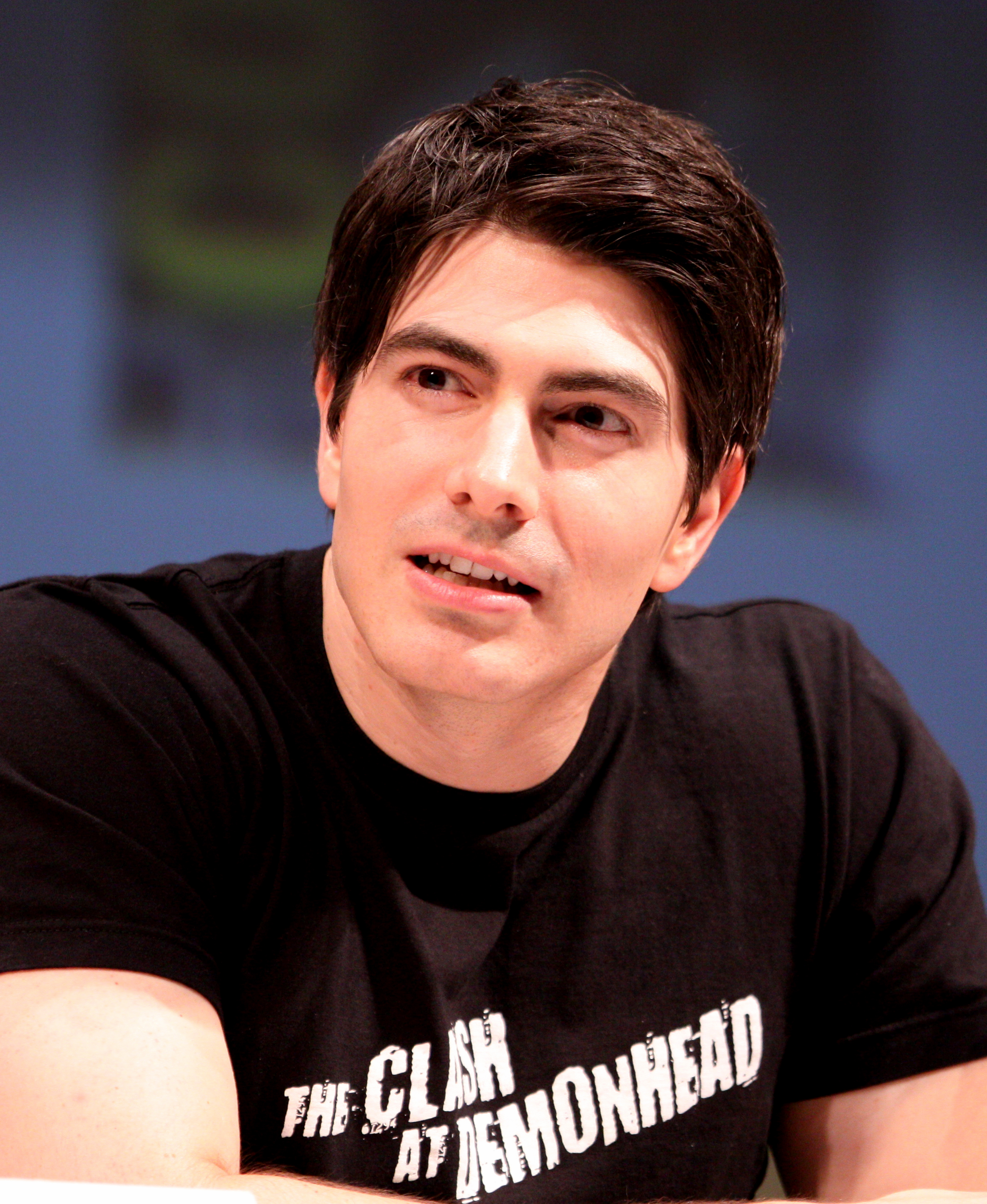
Brandon Routh interpreta Ray Palmer
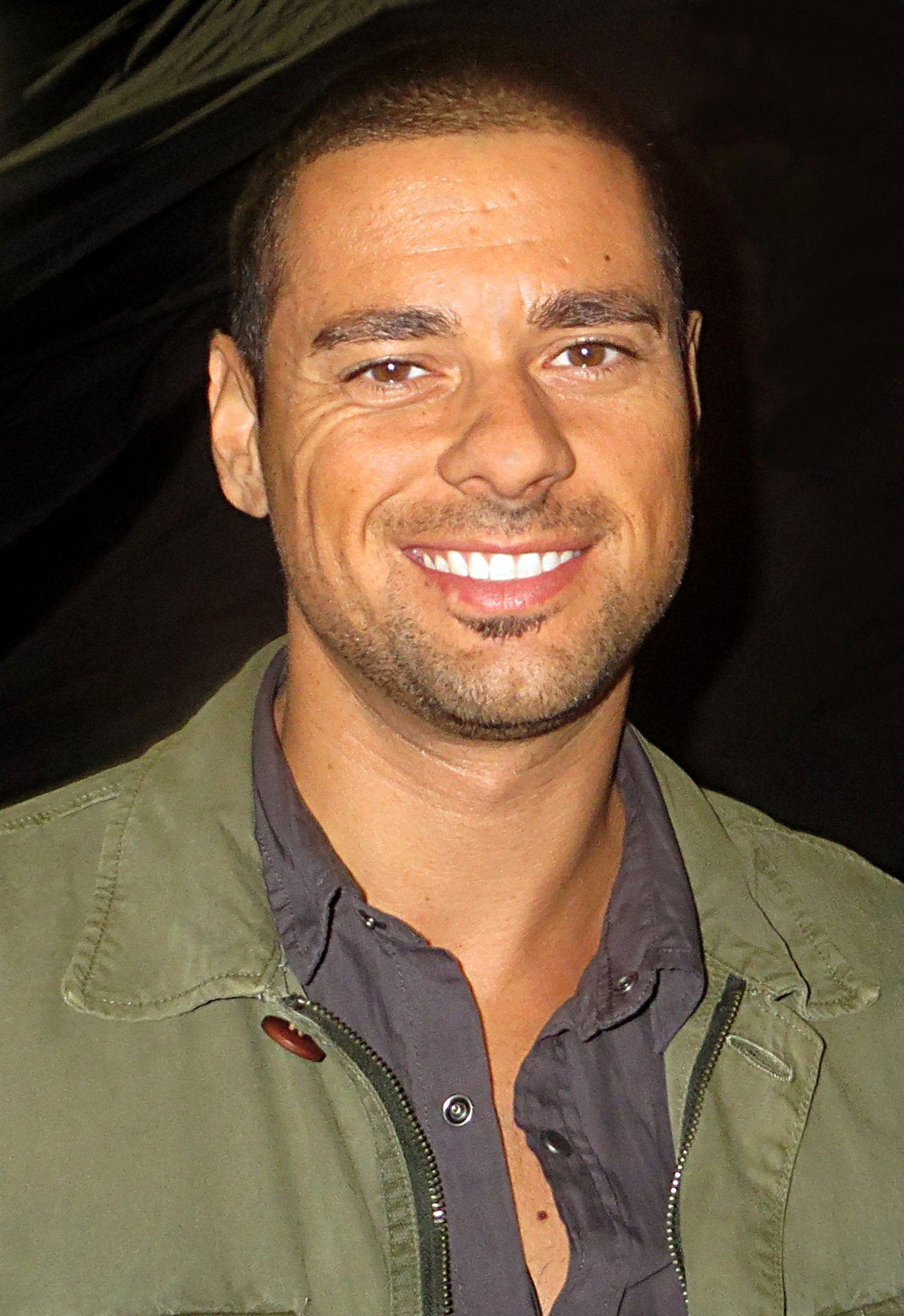
J.R. Ramirez interpreta Ted Grant/Wildcat
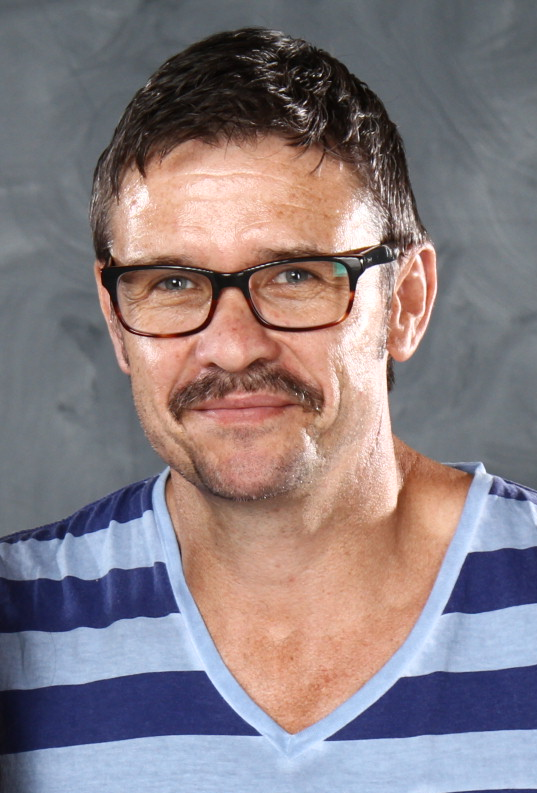
Matt Nable interpreta Ra's al Ghul
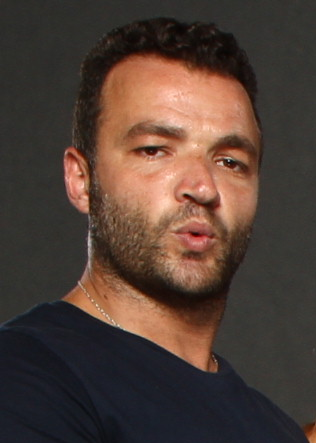
Nick E. Tarabay interpreta Digger Harkness
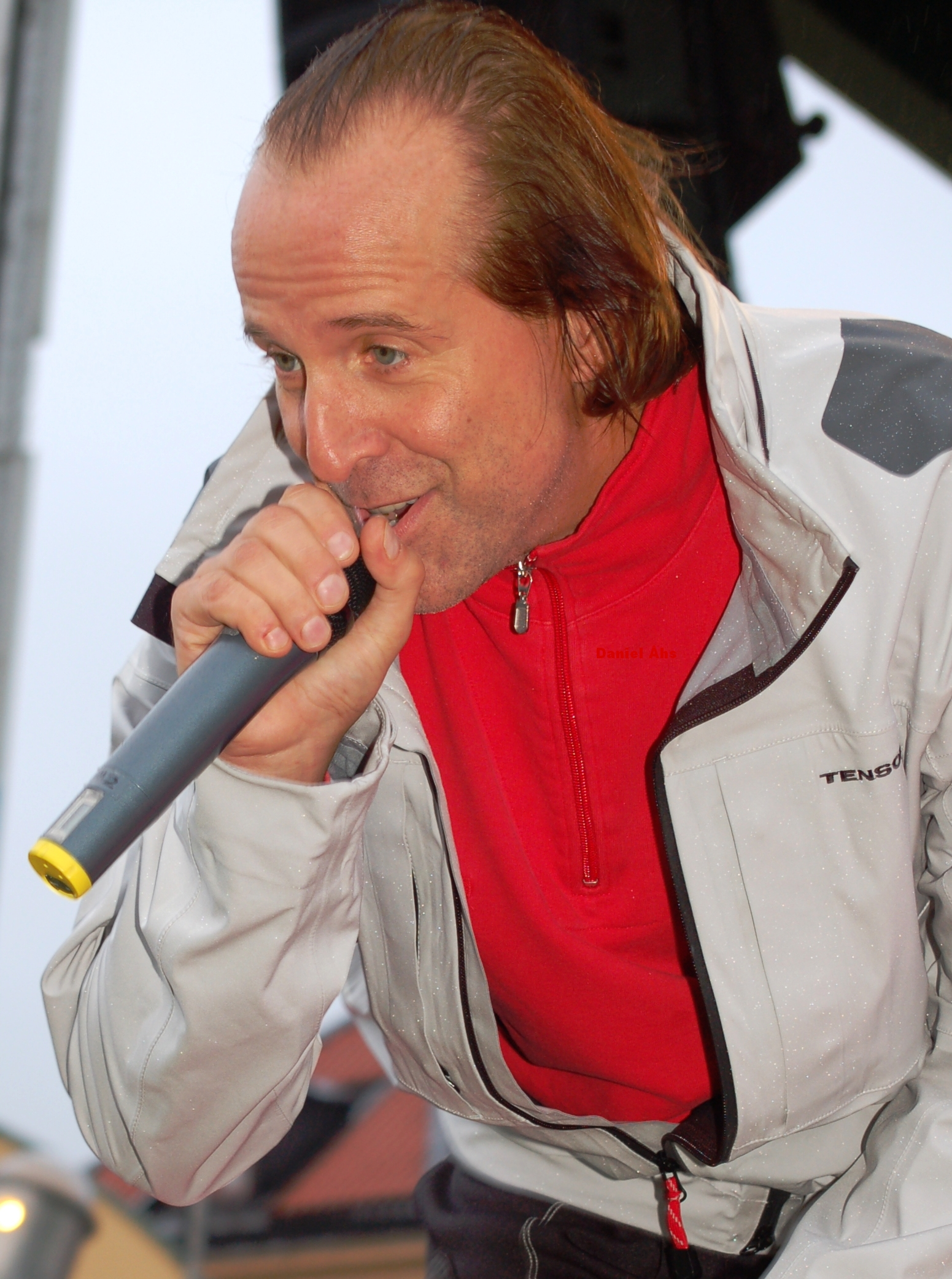
Peter Stormare interpreta Werner Zytle
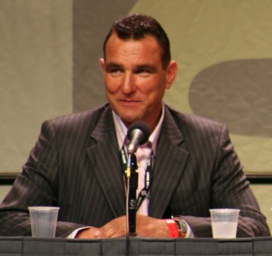
Vinnie Jones interpreta Danny "Brick" Brickwell
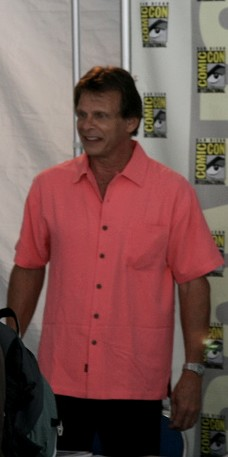
Marc Singer interpreta Generale Matthew Shrieve
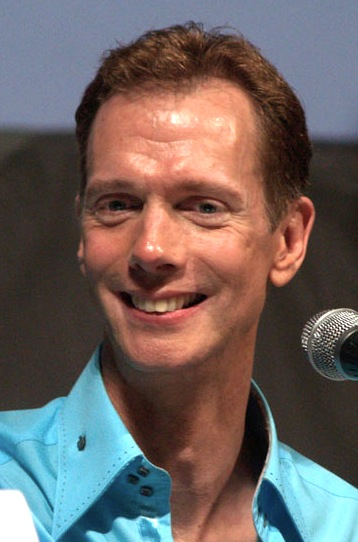
Doug Jones interpreta Jake Simmons

### Introdotti nella quarta stagione
- Damien Darhk (st. 4-5), interpretato da Neal McDonough, doppiato da Fabrizio Pucci.
Damien Darhk è l'antagonista principale della quarta stagione, è un mago con diversi poteri ed ex membro della "Lega degli Assassini". Diventa anche uno dei principali antagonisti nella seconda stagione di Legends of Tomorrow, in cui entra a far parte della Legione del Destino insieme a Eobard Thawne, Malcolm Merlyn, e Capitan Cold. Da giovane, molti anni prima dell'inizio della serie, ha fatto parte della Lega degli Assassini, ove imparò a combattere ed in poco tempo divenne uno dei pupilli del Ra's Al Ghul dell'epoca. In seguito fu però scartato dalla scelta per diventare il nuovo Ra's Al Ghul, poiché fu scelto un suo amico nella Lega degli Assassini per ricoprire quel ruolo. Furioso per essere stato rifiutato, Damien abbandonò Nanda Parbat con alcuni seguaci rubando anche dell'acqua dal Pozzo di Lazzaro, che lo aiutò a rimanere giovane per molti decenni nonostante il trascorrere del tempo. Con questi seguaci che gli erano fedeli e con un gruppo di super-criminali fondò l'H.I.V.E., organizzazione criminale con il piano di distruggere quasi tutta l'umanità ritenendo impossibile salvare il mondo in altro modo. Damien acquisì inoltre grandi poteri magici che lo resero un membro di spicco dell'H.I.V.E. Anni dopo l'H.I.V.E. ideò un piano per realizzare il suo scopo, con il cosiddetto progetto Genesis, e Darhk passò mesi nella città di Star City per preparare l'attuazione di Genesis, durante i quali lui ed i suoi seguaci si scontrarono ripetutamente con Green Arrow e con il suo team di giustizieri. Darkh più di una volta diede prova della propria malvagità prima ricattando il capitano Quentin Lance minacciando di ubbidirgli pena l'uccisione di sua figlia Laurel, poi rapendo alcuni membri del team di Green Arrow, in particolare Felicity Smoak, Thea Queen e John Diggle, rapendo poi anche il figlio di Oliver ed in seguito assassinando Laurel Lance davanti agli occhi del team. Darhk grazie a un idolo Kushu traeva potere magico dall'uccisione delle persone, motivo per il quale dopo aver distrutto una città con un attacco missilistico divenne quasi invincibile, ma fu infine sconfitto ed ucciso da Oliver Queen dopo aver tra l'altro visto morire sua moglie, Ruvè, sindaco di Star City, per mano di un criminale prima alleato e poi nemico di Damien, ovvero Lonnie Machin. Damien ritorna però nella seconda stagione di Legends of Tomorrow nella quale infatti il team delle Leggende lo incontra nel passato e scopre che si è alleato con Eobard Thawne per cercare di cambiare il corso della storia ed in particolare il futuro in cui sarebbe morto per mano di Green Arrow. Nella terza stagione di Legends of Tomorrow il suo cadavere viene mandato indietro nel tempo come anacronismo e viene riportato in vita dalla figlia Nora.
- Lonnie Machin/Anarky (st. 4-5), interpretato da Alexander Calvert, doppiato da Stefano Crescentini.
È un criminale che lavora su commissione, è contraddistinto da un carattere impulsivo e privo di autocontrollo. Il suo corpo è ricoperto parzialmente da delle ustioni in seguito a uno scontro con Thea.
- Jeremy Tell (st. 4), interpretato da JR Bourne, doppiato da Guido Di Naccio.
È un metaumano che ha il potere di rendere veri i suoi tatuaggi che rappresentano delle carte da gioco, e usarle come armi. Damien gli dà l'incarico di eliminare Green Arrow, ma Oliver e Diggle lo sconfiggono facendolo rinchiudere a Iron Heights.
- Taiana (st. 4), interpretata da Elysia Rotaru, doppiata da Tatiana Dessi.
È una donna che Oliver conobbe nell'isola di Lian Yu nel periodo in cui era sotto il controllo dei mercenari di Reiter, che costringeva lei e molti altri a lavorare come schiavi. Suo fratello Vlad è schiavo come lei nel campo di prigionia, Oliver si vede costretto a ucciderlo dato che uno dei mercenari di Reiter aveva costretto Vlad ad aggredirlo. All'inizio Taiana proverà disprezzo per Oliver, ma poi capirà di dover collaborare con lui per salvarsi. Taiana entrerà in possesso dell'idolo che Reiter voleva per sé, ottenendo un potere enorme, lei e Oliver uccideranno Reiter, ma poi Taiana chiederà a Oliver di ucciderla perché l'idolo la sta lentamente plagiando facendola diventare un'assassina violenta; Oliver, suo malgrado, la uccide spezzandole l'osso del collo.
- Lisa Warner (st. 4-5), interpretata da Rutina Wesley, doppiata da Alessia Amendola.
È a capo di un gruppo di poliziotti corrotti che cercano di arricchirsi con il traffico di droga, lei e la sua squadra riescono a mettere in difficoltà Oliver e il suo team usando uno speciale equipaggiamento per contrastare le loro armi ad alta tecnologia. Lisa e la sua squadra catturano Quentin, dunque Oliver e i suoi amici vanno a salvarlo, Oliver affronta Lisa, la quale ha l'occasione di ucciderlo, ma Quentin convince la donna ad arrendersi, infine Lisa viene arrestata.
- John Constantine (st. 4), interpretato da Matt Ryan, doppiato da Niseem Onorato.
È un amico di Oliver, esperto nell'occulto, è in possesso di poteri mistici straordinari. Lui e Oliver si conobbero nell'isola di Lian Yu, l'arciere poi chiede il suo aiuto quando Sara, risorta con il Pozzo di Lazzaro, perde il controllo di sé, quindi Constantine le fa recuperare il lume della ragione ricollegando l'anima e il corpo della ragazza. È il protagonista della serie Constantine.
- Kendra Saunders/Hawkgirl (st. 4), interpretata da Ciara Renée, doppiata da Benedetta Degli Innocenti.
È una giovane donna che si è più volte reincarnata nel corso dei secoli, lei nell'Antico Egitto era la sacerdotessa Chay-Ara. Se provocata, la sua antica personalità da guerriera viene fuori. Viene chiamata Hawkgirl perché ha un paio di ali che escono dalla sua schiena quando servono. È una delle protagoniste del secondo spin off della serie Legends of Tomorrow.
- Carter Hall/Hawkman (st. 4), interpretato da Falk Hentschel, doppiato da Danilo Di Martino.
L'ultima reincarnazione del principe egiziano Khufu, è destinato a reincarnarsi nel tempo insieme alla sua anima gemella, Kendra. Anche lui possiede un paio di ali che spuntano dalla schiena durante il combattimento. È uno dei protagonisti del secondo spin-off della serie Legends of Tomorrow.
- Noah Kuttler/Calculator (st. 4, 6), interpretato da Tom Amandes, doppiato da Luca Dal Fabbro.
È il padre di Felicity, abbandonò sua figlia quando era ancora molto piccola. Al pari della figlia è un genio dell'informatica, lui è un cyber criminale ricercato dai federali. Quando si ripresenta da sua figlia le dice che vuole redimersi ai suoi occhi ma in realtà voleva solo rubare i segreti della Palmer Technologies, pertanto Felicity lo fa arrestare da Quentin. Riuscirà a evadere dal carcere e aiuterà Felicity a impedire a Damien Dahrk di controllare le testate nucleari di tutto il mondo, risanando in parte il loro rapporto, anche se Donna poi gli chiederà di andarsene perché la sua presenza col tempo comprometterebbe il futuro di sua figlia.
- Mari McCabe/Vixen (st. 4), interpretata da Megalyn Echikunwoke, doppiata da Federica De Bortoli.
È una vigilante di Detroit, amica di Oliver, Laurel e Barry Allen. Tramite il suo ciondolo, un Totem mistico, ottiene la facoltà di ricopiare le doti di un qualunque animale. È la protagonista della webserie spin-off animato: Vixen.

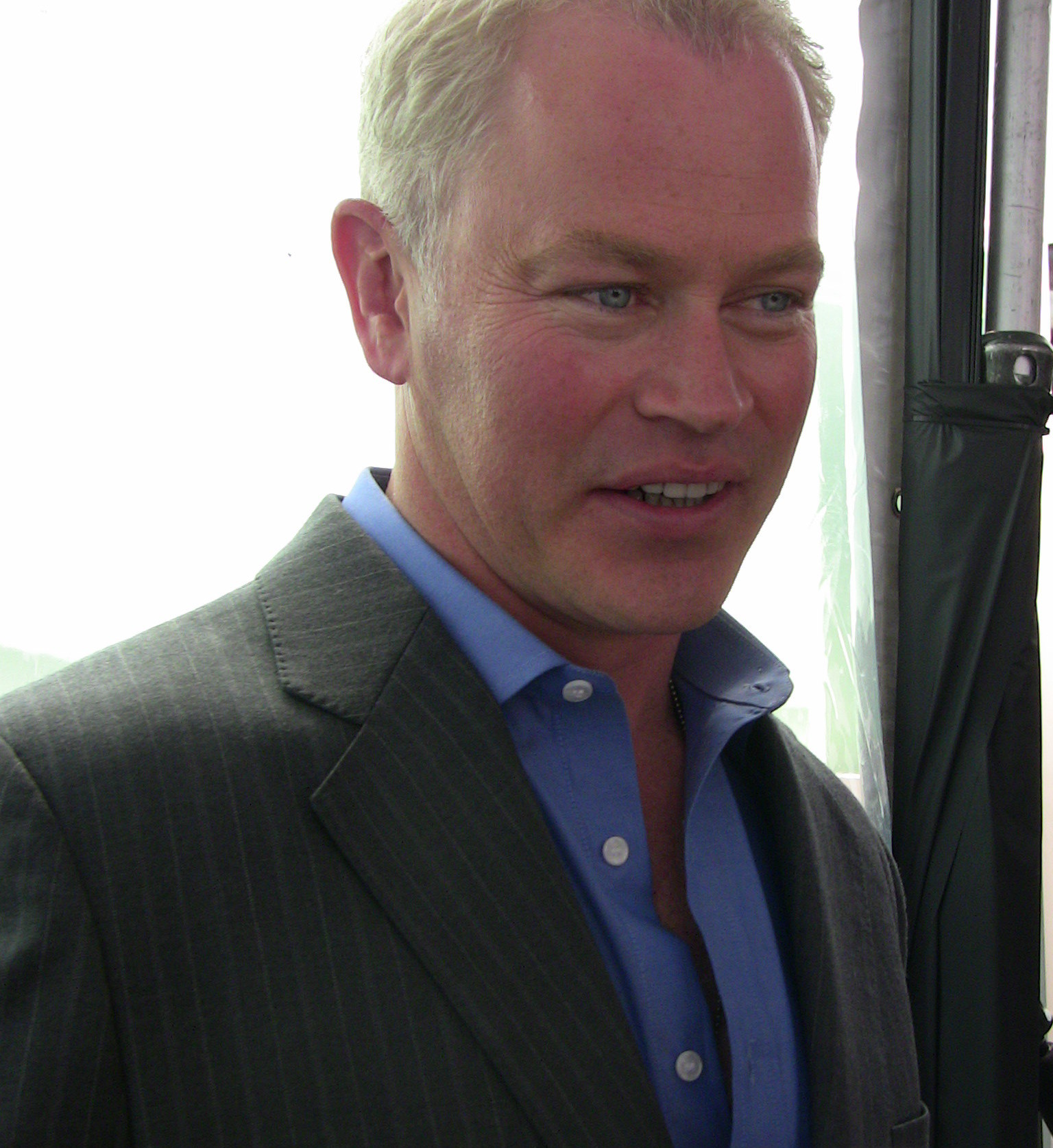
Neal McDonough interpreta Damien Darhk
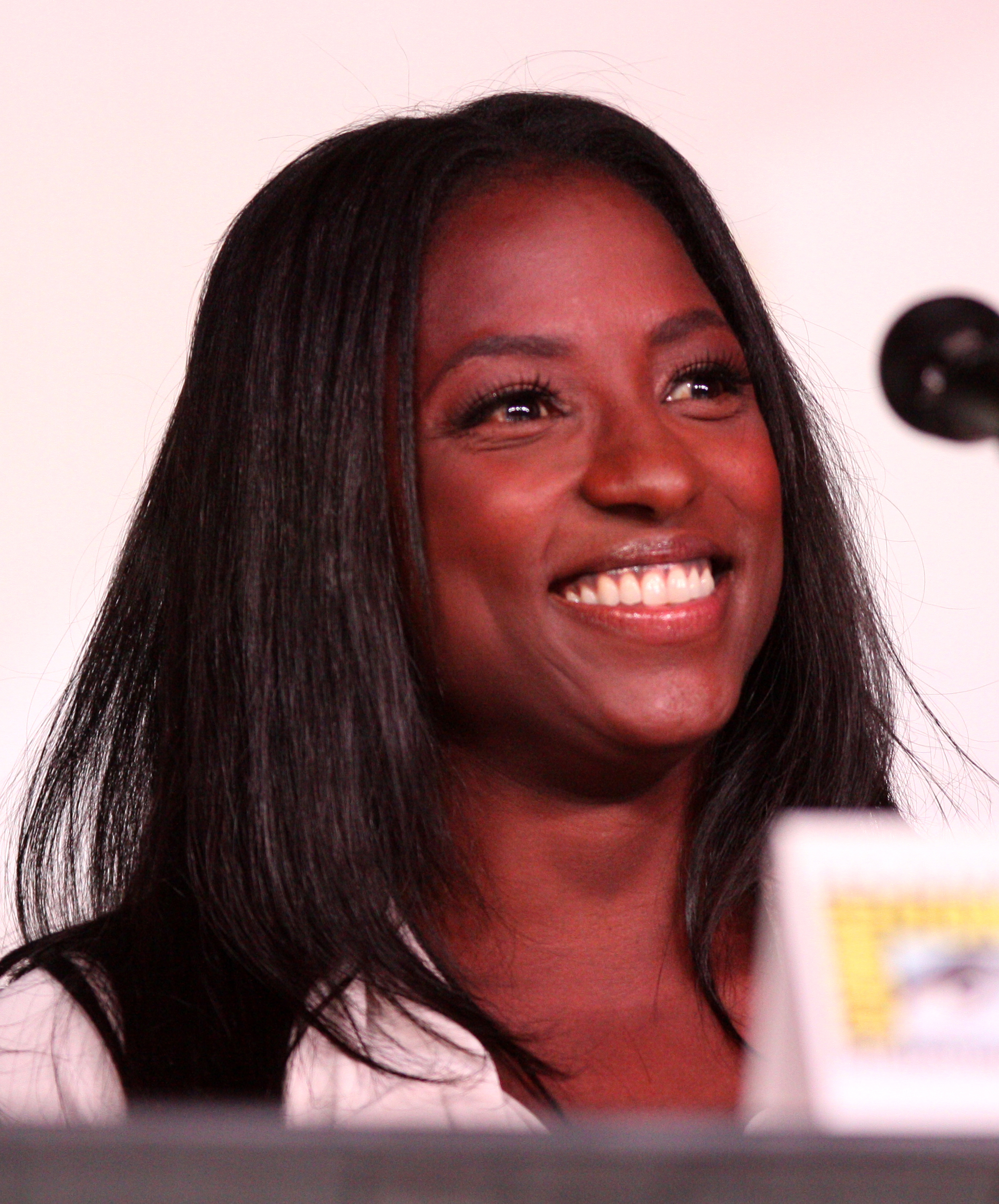
Rutina Wesley interpreta Lisa Warner
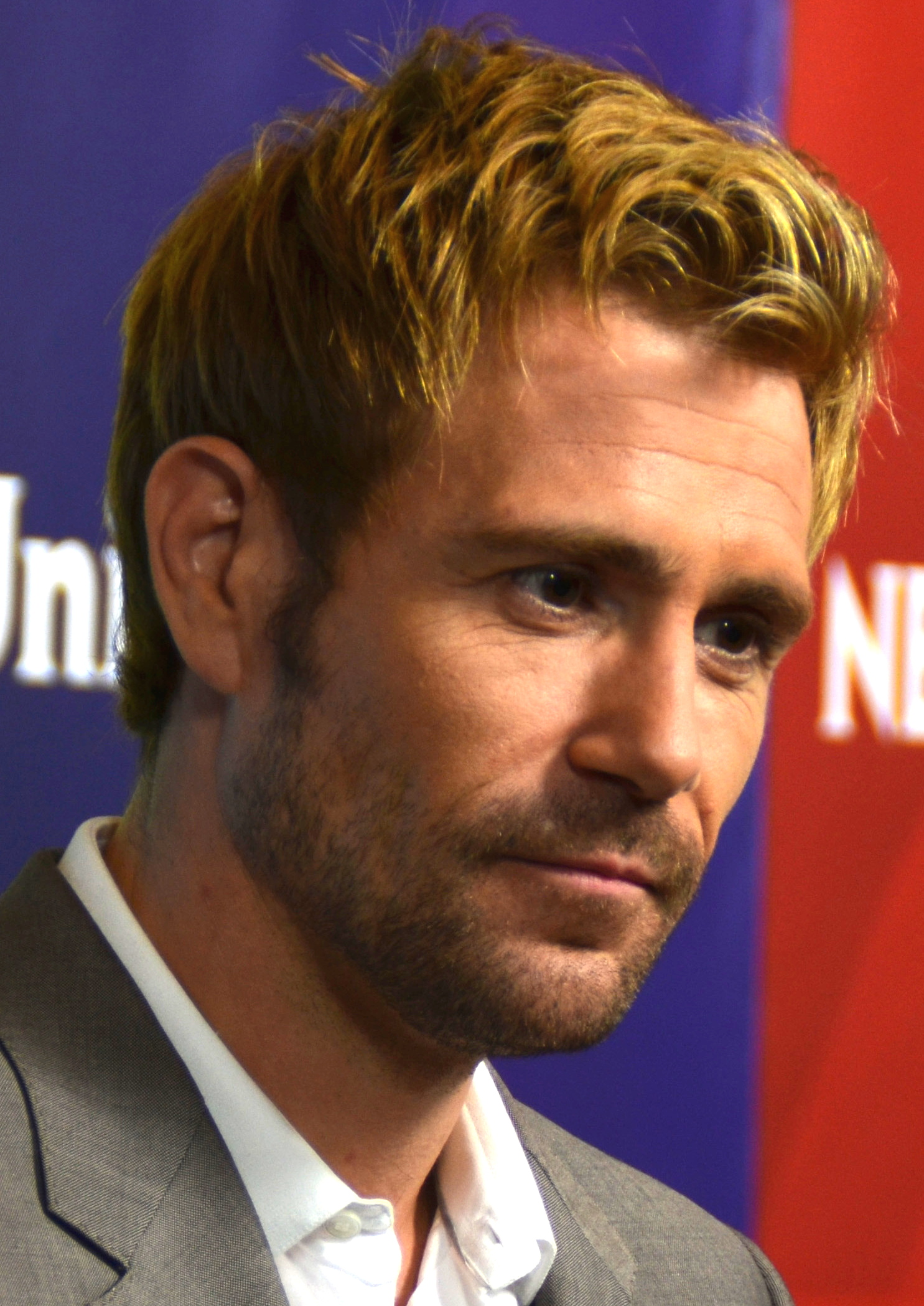
Matt Ryan interpreta John Constantine
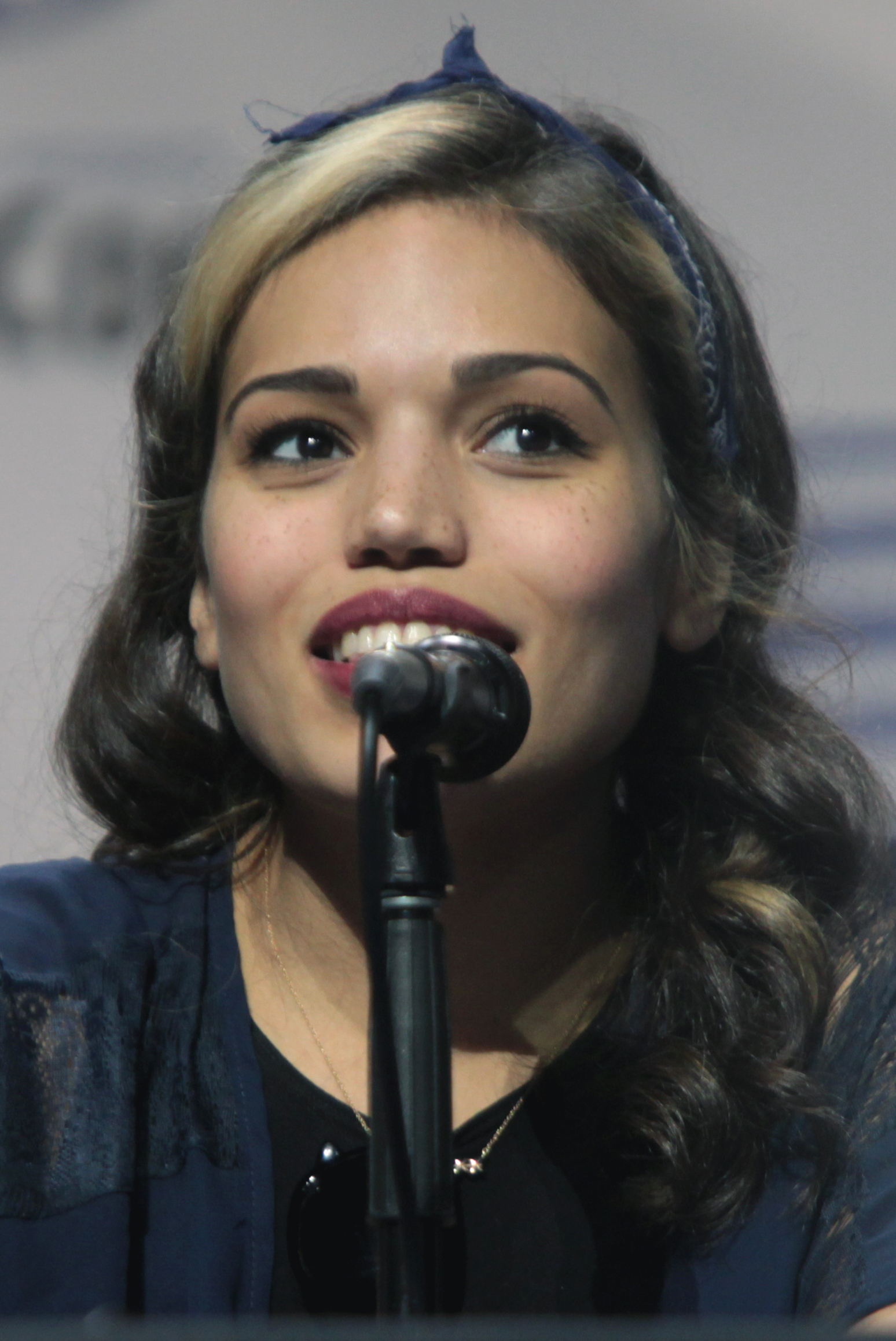
Ciara Renée interpreta Kendra Saunders/Hawkgirl
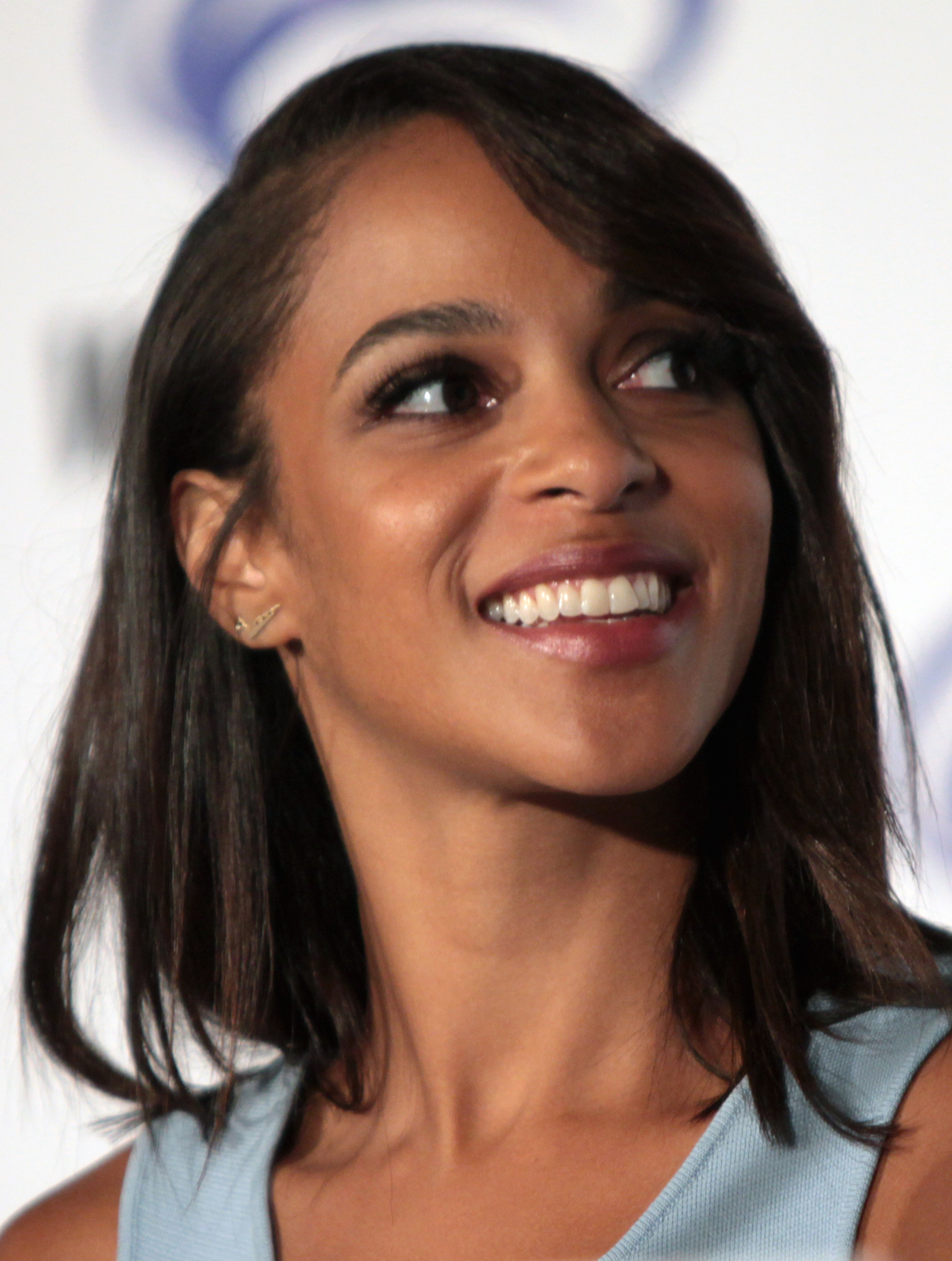
Megalyn Echikunwoke interpreta Mari McCabe/Vixen

### Introdotti nella quinta stagione
- Rory Reagan/Ragman (st. 5, 7), interpretato da Joe Dinicol, doppiato da Fabrizio De Flaviis.
È un giovane ragazzo di Havenrock a cui il padre fece dono di alcuni stracci, fatti con un tessuto antico, dotato di poteri magici; essi lo protessero dal bombardamento nucleare causato da Damien Darhk. I suoi indumenti hanno il potere di avvolgere con una forte morsa i suoi nemici con degli stracci mettendoli fuori combattimento. Si unirà al team di Green Arrow.
- Christopher Chance/Human Target (st. 5-in corso), interpretato da Wil Traval, doppiato da Gabriele Sabatini.
 Bodyguard di Oliver Queen e maestro dei travestimenti.
- Kara Zor-El/Kara Danvers (st. 5-in corso), interpretata da Melissa Benoist, doppiata da Veronica Puccio.
Amica di Barry Allen e alleata da Terra-38.
- Susan Williams (st. 5), interpretata da Carly Pope, doppiata da Francesca Fiorentini.
Giornalista televisiva e interesse amoroso di Oliver.
- Ishmael Gregor (st. 5), interpretato da David Meunier, doppiato da Pino Insegno.
Membro della bratva con cui Oliver entra in contrasto.
- Talia al Ghul (st. 5, 7), interpretata da Lexa Doig, doppiata da Selvaggia Quattrini.
Figlia di Ra's al Ghul e sorella di Nyssa. È una straordinaria combattente e in passato ha addestrato Oliver all'epoca della sua permanenza in Russia; lo ha trovato quando ha saputo che qualcuno indossava il cappuccio di Yao Fei, un altro dei suoi allievi; all'epoca della terza stagione, Adrian Chase verrà a chiederle aiuto contro Oliver, e Talia lo addestrerà per vendicare Ra's. In un flashback sostiene di aver vissuto molto a lungo, dicendo che è una cosa di famiglia, ma non pronuncia mai il nome di suo padre né il suo cognome; nella quinta stagione aiuta Chase/Prometheus colpendo Green Arrow alle spalle e svela la sua identità, aggiungendo che era in disaccordo col padre ma non lo voleva morto. Nella settima stagione si scopre che è sopravvissuta all'esplosione di Lian Yu ed è rinchiusa nella prigione di Slabside. Grazie a Oliver riuscirà a fuggire dalla prigione e uccidere il Dr. Parker.

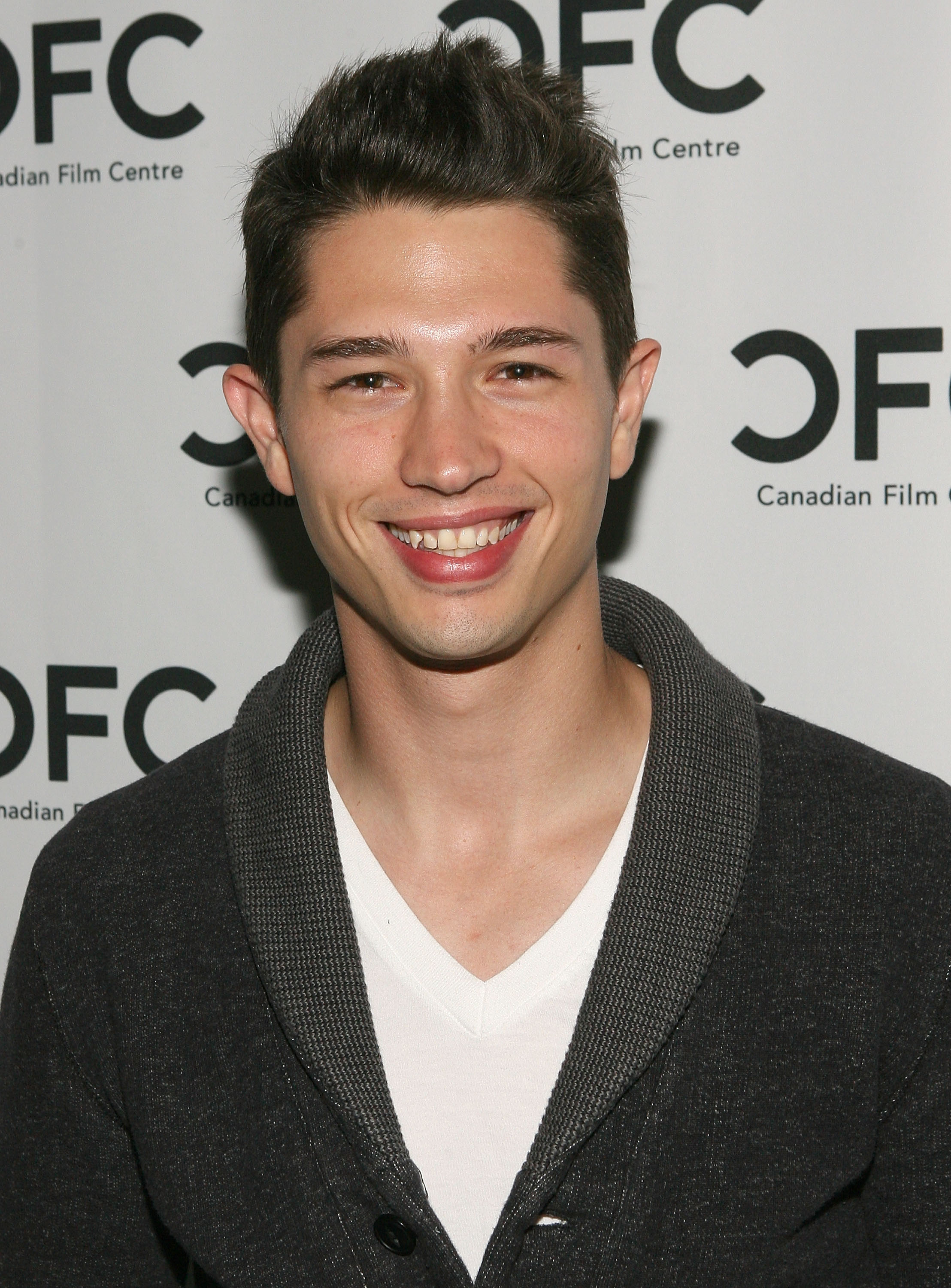
Joe Dinicol interpreta Rory Reagan/Ragman
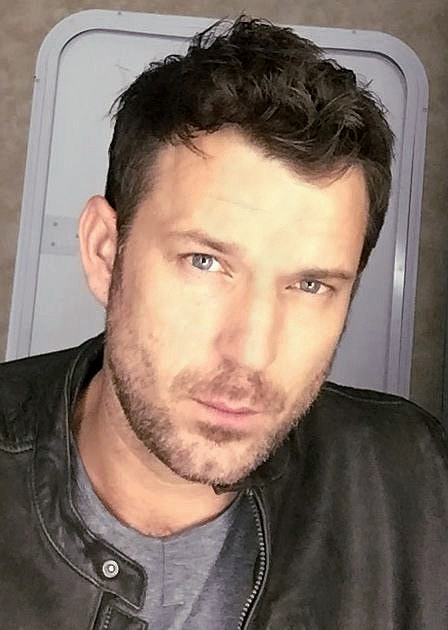
Wil Traval interpreta Christopher Chance/Human Target
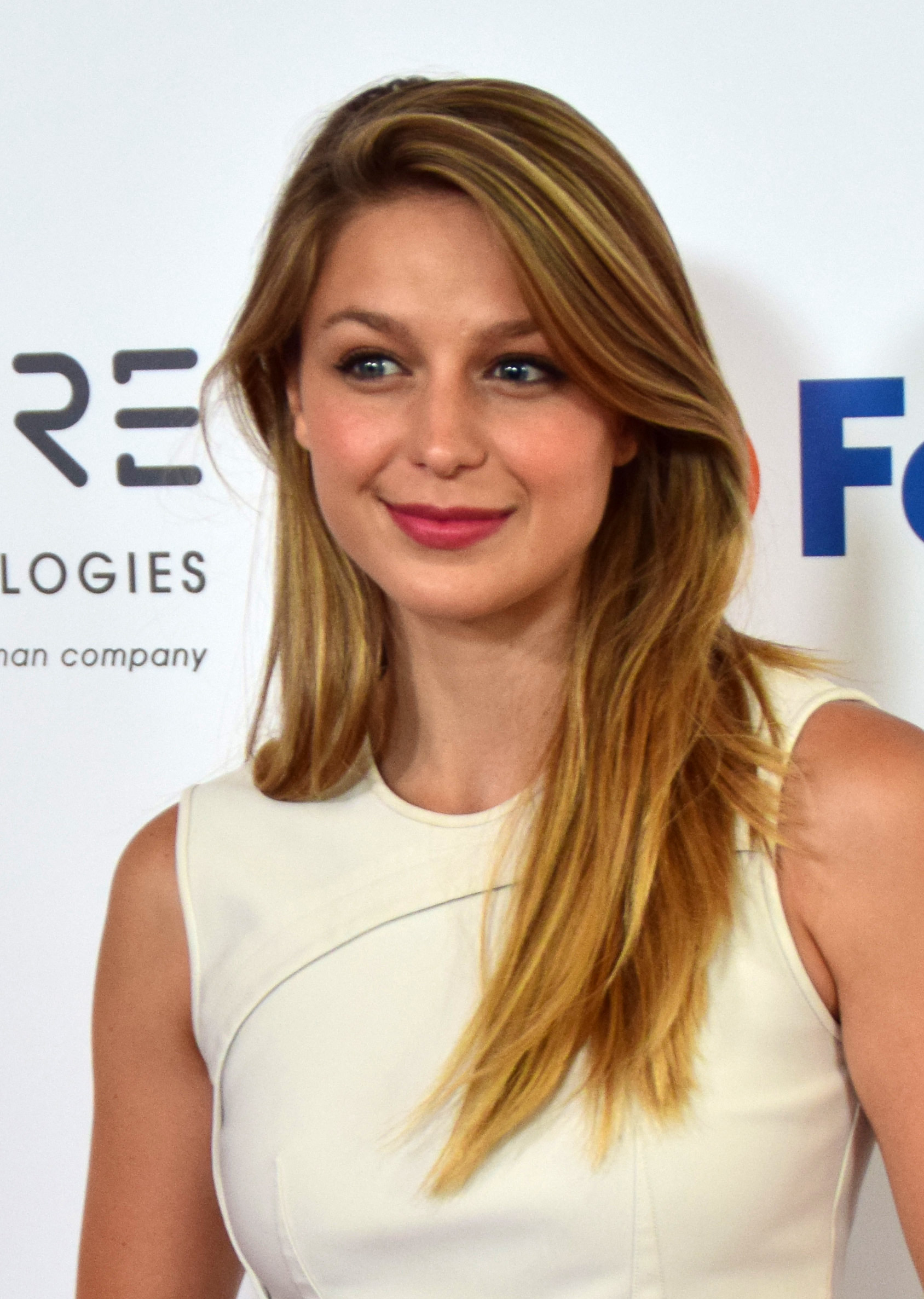
Melissa Benoist interpreta Kara Zor-El/Kara Danvers/Supergirl
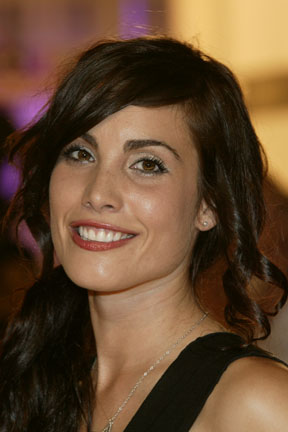
Carly Pope interpreta Susan Williams
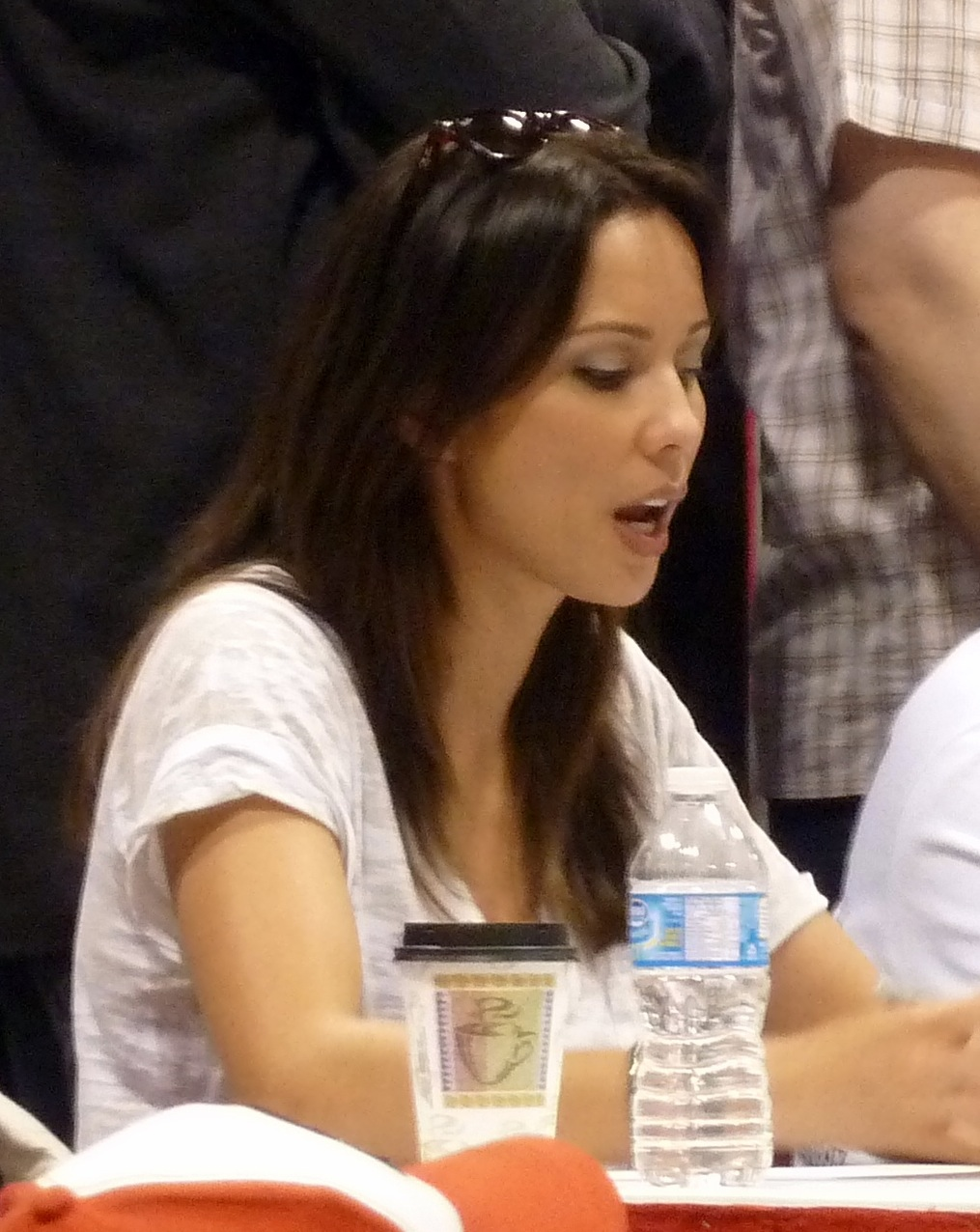
Lexa Doig interpreta Talia al Ghul

### Introdotti nella sesta stagione
- Cayden James (st. 6), interpretato da Michael Emerson, doppiato da Fabrizio Temperini 
Il fondatore di Helix, un'organizzazione di hacker con scopi benevoli che è ricercato dall'ARGUS. La sua personalità cambia drasticamente quando suo figlio, Owen Post, viene ucciso. Spinto da false prove si reca a Star City per vendicarsi di Oliver Queen, che considera il responsabile. Nella sua ricerca di vendetta forma un gruppo con Vigilante, Black Siren, Anatoly Knayzev e Ricardo Diaz. Alla fine scopre che il mandante dell'uccisione del figlio è Diaz e verrà ucciso dallo stesso poco dopo essere stato arrestato.
- Samanda Watson (st. 6-in corso), interpretata da Sydelle Noel, doppiata da Alessandra Sani
L'agente dell'FBI che viene inviata a Star City per indagare su Oliver Queen. Sarà lei a proporre a Oliver di costituirsi in cambio dell'aiuto dell'FBI nel catturare Diaz. Nella settima stagione verrà trasferita altrove dopo aver collaborato con Felicity.
- Joe Wilson (st 6- in corso) interpretato da Liam Hallr
Il figlio di Deathstroke e fratello di Grant Wilson.

### Introdotti nella settima stagione
- Stanley Dover (st.7- in corso) interpretato da Brendan Fletcher
Il compagno di cella di Oliver a Slabside, all'inizio professa di essere ingiustamente accusato di omicidio ma alla fine si scoprirà essere un serial killer che ha ucciso la sua famiglia. Viene chiamato "l'Assassino di Star City", un soprannome che lui detesta[7]
- Holly Elissa as Red Dart
- Miranda Edwards as Honor / Silencer
- Michael Jonsson as Bear / Kodiak
- Katherine McNamara as Mia Queen / Blackstar
- Laara Sadiq as Emily Pollard
- Aleks Paunovic as C.O. Felton
- Marcus Rosner as Max Fuller
- LaMonica Garrett as Monitor
- Ruby Rose as Kate Kane / Batwoman
- John Wesley Shipp as Barry Allen / Flash
- Tyler Hoechlin as Kal-El / Clark Kent / Superman
- Jeremy Davies as John Deegan
- Cassandra Jean Amell as Nora Fries